# 제2차 세계 대전
제2차 세계 대전(한국 한자: 第二次世界大戰, 영어: World War II, WWII, WW2)은 1939년 9월 1일부터 1945년 9월 2일까지 일어났던 세계 대전이다. 당시 강대국 전부와 세계 대부분의 국가가 전쟁에 개입해 연합국과 추축국이라는 적대적인 두 군사동맹이 생겨났다. 제2차 세계 대전은 30개국 이상에서 1억명이 넘는 군인이 직접 참전한 총력전이다. 세계 대전 참전국은 총체적인 경제적, 산업적, 과학적 역량을 전부 전쟁 수행에 쏟아 부어 민간 자원과 군사 자원의 경계가 모호해졌다. 항공기도 전쟁에서 중요한 역할을 맡아 항공기를 통해 인구 밀집지대의 전략폭격이 수행되었고 유일하게 실전 사용된 핵무기 2발도 배치하고 투하하는 데 항공기가 사용되었다. 제2차 세계 대전은 인류 역사상 사망자가 가장 많은 전쟁으로 총 사망자는 7,500만명 정도로 추정되며 이 중 대부분이 민간인이었다. 또한 수 천만 명이 홀로코스트를 포함한 대량학살, 기아, 학살, 질병 등으로 사망했다. 제2차 세계 대전에서 추축국이 패배해 독일과 일본이 연합국에게 점령당했으며 전쟁범죄를 일으킨 독일과 일본의 주요 지도자에 대한 재판이 열렸다.
제2차 세계 대전의 원인으로는 여러 가지가 꼽히고 논쟁도 많지만, 대표적으로는 제2차 이탈리아-에티오피아 전쟁, 스페인 내전, 중일전쟁, 소련-일본 국경 분쟁과 제1차 세계 대전 이후 유럽의 파시즘 대두와 긴장 고조가 꼽힌다. 제2차 세계 대전의 개전일은 통상 아돌프 히틀러의 나치 독일이 폴란드 침공을 개시한 1939년 9월 1일로 본다. 뒤이어 영국과 프랑스가 9월 3일 독일에게 선전포고했다. 1939년 8월 맺어졌던 독일-소련 불가침 조약에 따라 독일과 소련은 폴란드를 분할하고 핀란드, 리투아니아, 라트비아, 에스토니아, 루마니아의 세력권을 분할하는데 합의했다. 1939년 말부터 1941년 초까지 독일은 여러 군사작전과 조약을 통해 유럽 대륙 대부분을 정복하거나 지배하고 파시스트 이탈리아, 일본 제국 등과 동맹을 맺고 추축국을 수립했다. 북아프리카와 동아프리카 전역이 시작되고 1940년 중순에는 프랑스가 항복하면서 전쟁은 유럽의 추축국과 대영제국 사이 발칸반도, 영국 본토의 대공습, 대서양 해전으로 이어졌다. 1941년 6월 22일에는 독일을 주축으로 한 유럽 추축국이 소련을 침공하기 시작해 역사상 가장 거대한 전구인 독소전쟁이 발발했다.
한편 아시아와 태평양을 전부 지배하려는 일본 제국은 1937년부터 중화민국과 전쟁을 치르기 시작했다. 1941년 12월에는 일본이 진주만의 미국 함대를 공격하고 동남아시아와 중앙태평양에 대한 전면적인 공세로 미국과 영국을 공격하기 시작했고, 그 결과 미국이 일본에 선전포고한다. 유럽의 추축국도 곧 연대하여 미국에게 선전포고한다. 일본은 곧 서태평양의 대부분을 장악했지만 1942년 미드웨이 해전에서 일본이 패배하며 진격이 멈췄다. 뒤이어 독일과 이탈리아는 북아프리카와 소련의 스탈린그라드 전투에서 패배했다. 1943년에는 독일의 동부 전선 패배, 연합군의 시칠리아 침공과 이탈리아 본토 침공, 연합군의 태평양 공세 등 추축국이 주도권을 쥐고 있던 모든 전선에서 전략적 후퇴를 강요하며 연합국과 처지가 뒤바뀐다. 1944년에는 서방 연합국이 독일이 점령한 프랑스 본토에 상륙하고, 소련은 수 차례 공세를 통해 영토를 되찾고 독일과 추축국을 향해 진격했다. 1944년과 1945년에는 일본이 아시아 본토에서도 역전당해 밀리기 시작하고 연합군이 일본 제국 해군을 무력화하고 서태평양의 주요 섬을 탈환했다.
유럽에서의 전쟁은 독일이 점령한 유럽이 해방되고 서쪽으로는 서구 연합군이, 동쪽으로는 소련군이 독일 본토를 침공해 소련군이 베를린을 함락시키고 아돌프 히틀러가 사망하며 독일이 무조건 항복한 1945년 5월 8일 끝났다. 뒤이어 1945년 7월 26일 포츠담 선언에도 일본이 항복하지 않자 미국은 8월 6일에 히로시마시에, 8월 9일에는 나가사키시에 처음으로 핵폭탄을 실전에 사용했다. 일본 본토 침공이 임박한 가운데 추가 원자폭탄 투하 가능성이 제기되고 동시에 만주 전략공세작전 전날 소련이 대일전에 참전할 것을 선포하자 일본은 8월 10일 항복 의사를 밝히고 1945년 9월 2일 항복문서에 정식으로 서명했다.
제2차 세계 대전은 전 세계의 정치 조직과 사회 구조를 뒤바꿨다. 국제 협력을 촉진하고 미래에 일어날 분쟁을 막기 위해 유엔이 설립되었으며 승전국인 미국, 소련, 영국, 프랑스, 중국 5개 강대국이 유엔 안전 보장 이사회의 상임이사국에 올랐다. 미국과 소련은 서로 경쟁하는 초강대국으로 부상하면서 반세기동안 이어질 냉전의 단초가 되었다. 또한 전쟁으로 유럽이 황폐화되자 강대국의 영향력이 약해졌고 아시아와 아프리카의 탈식민지화가 촉발되었다. 전쟁으로 산업 피해를 입은 대부분의 국가는 종전 이후 경기 회복과 호황으로 이어졌다. 그리고 미래의 전쟁을 미연에 방지하기 위해 시작된, 특히 유럽을 중심으로 발생한 정치적, 경제적 통합은 전쟁 전의 적의를 줄이고 공통의 정체성을 만들어냈다.

## 개전일과 종전일
제2차 세계 대전은 1939년 9월 1일 독일이 폴란드를 침공하면서 유럽 전구가 발발하였고 이틀 뒤인 9월 3일에는 영국과 프랑스가 독일에게 선전포고했다. 태평양 전구의 발발 시기는 1937년 7월 7일 중일전쟁이 발발한 시기나 1931년 9월 19일 일본의 만주 침공이 시작된 날짜로 계산한다. 그 외의 관점으로는 영국의 역사학자 A. J. P. 테일러로 테일러는 중일전쟁과 유럽 및 그 식민지의 전쟁은 별도로 발발한 것이며 두 전쟁이 1941년에야 제2차 세계 대전이라는 하나의 전쟁이 되었다고 주장한다. 그 외에도 제2차 이탈리아-에티오피아 전쟁이 발발한 1935년 10월 3일의 제2차 세계 대전의 시작으로 보기도 한다. 영국의 역사학자 앤서니 비버는 제2차 세계 대전의 시작을 일본 제국과 소련-몽골 동맹국 사이 일어난 전투인 1939년 5-9월의 할힌골 전투로 보기도 한다. 스페인 내전을 제2차 세계 대전의 시작이나 서막으로 보는 시각도 있다.
정확한 종전 날짜도 명확하게 합의되진 않았다. 일본이 휴전을 받아들인 1945년 8월 15일로 받아들여지지만, 실제로 일본이 공식적으로 항복한 날짜는 1945년 9월 2일로 이 때 공식적으로 아시아 지역의 전쟁이 종전되었다. 일본과 연합국 간의 평화 조약인 샌프란시스코 강화조약은 1951년 체결되었다. 독일관련 최종해결에 관한 조약은 1990년 체결되었으며 이 조약이 맺어지고 나서 동독과 서독이 재통일하고 2차 세계 대전 이후 발생한 대부분의 문제들이 해결되었다. 일본과 소련 사이에는 공식적인 평화 조약이 체결되지 않았지만, 1956년 일소공동선언으로 양 국간의 전쟁 상태가 종결되었고 양국 간 외교 관계도 완전히 회복되었다.

## 배경

### 유럽

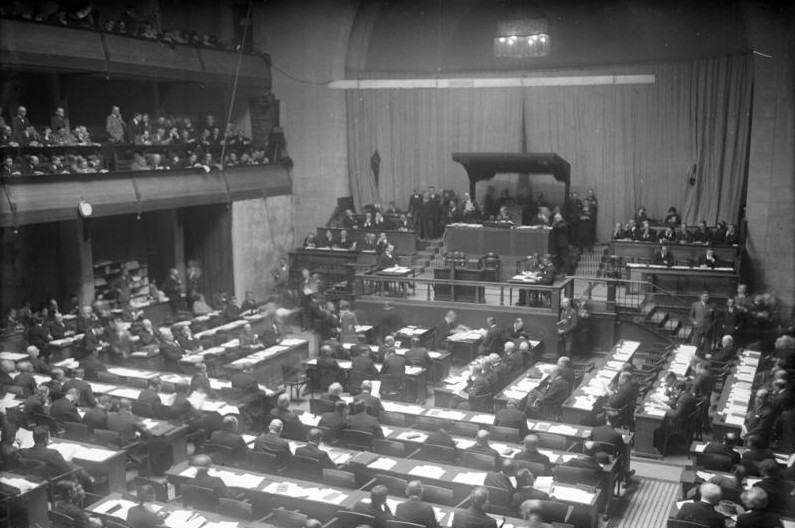
스위스 제네바에서 열린 1930년 국제 연맹 총회.

제1차 세계 대전은 유럽의 지정학적 지도를 근본에서부터 뒤바꿔놓았다. 동맹국이 패배하면서 오스트리아-헝가리, 독일 제국, 오스만 제국이 사라지고 1917년 10월 혁명으로 볼셰비키가 러시아의 권력을 장악하면서 소련이 수립되었다. 한편 프랑스, 벨기에, 이탈리아, 루마니아, 그리스와 같이 제1차 세계 대전에서 승전한 연합국은 영토를 늘렸고, 오스트리아-헝가리, 오스만 제국, 러시아 제국이 붕괴되면서 새로운 국민 국가들이 등장했다.
미래에 있을 또 다른 세계 대전을 막기 위해 1919년 파리 강화회담 기간에 국제 연맹이 수립되었다. 국제 연맹의 목표는 집단안전보장, 육해군 군축, 평화적인 협상과 중재를 통한 국제 분쟁 해결로 무력 분쟁을 막는 일이었다.
제1차 세계 대전 이후 강력한 평화주의적 정서가 퍼졌음에도 불구하고 동시기 유럽 여러 국가에서 민족통일주의 및 보복주의적 내셔널리즘이 대두되었다. 이런 정서는 베르사유 조약으로 독일에게 부과된 상당한 영토, 식민지, 재정적 손실이 다가오며 독일에 두드러지게 발생했다. 베르사유 조약에 따라 독일은 자국 본토 영토의 13%와 모든 식민지를 상실했으며 독일과 타국과의 합병도 금지되었으며 배상금이 부과되었고 독일군의 규모와 전쟁능력도 상당한 제한을 받았다.
1918년에서 1919년 사이 독일 11월 혁명으로 독일 제국이 해체하고 민주정부인 바이마르 공화국이 수립되었다. 전간기 기간 새 공화국의 지지층과 이를 반대하는 우익 및 좌익 강경 반대파가 지속적으로 충돌했다. 한편 이탈리아는 협상국의 일원으로 전후 영토가 늘어났다. 하지만 이탈리아 민족주의자들은 영국과 프랑스가 이탈리아가 참전하는 대신 보장했던 여러 약속이 평화 협상에서 전혀 이행되지 않은 것에 분노했다. 1922년부터 1925년까지 베니토 무솔리니가 이끄는 이탈리아 파시즘 운동은 내셔널리즘, 전체주의, 계급협조론적 의제를 가지고 대의민주정을 폐지하고 공산주의, 좌파, 자유주의 세력 등을 탄압하며 이탈리아를 세계 강대국으로 만들고 "신로마 제국"을 세우겠다는 공격적인 확장주의적 외교정책을 추구하며 이탈리아의 정권을 장악했다.

베니토 무솔리니(왼쪽)과 아돌프 히틀러(오른쪽)

아돌프 히틀러는 1923년 독일 정부 전복 시도는 실패하였으나 결국 1933년 파울 폰 힌덴부르크 대통령과 라이히스탁(의회)가 히틀러를 총리로 임명하면서 독일 권력을 장악했다. 히틀러는 급진적이고 인종주의적 배경을 가진 세계 질서의 전환을 부르짖으면서 민주주의를 폐기하고 대규모 재무장에 들어갔다. 한편 프랑스는 동맹국을 잡아두기 위해 에티오피아를 이탈리아가 전적으로 다룰 수 있다는 협정을 맺었고 이탈리아는 에티오피아를 식민지로 두길 원했다. 1935년 초에는 자르 분지 지역이 합법적으로 독일과 병합되고 히틀러가 베르사유 조약의 폐기를 선언하며 재무장 계획을 가속화하고 징병제를 도입하면서 상황이 더욱 악화되었다.
영국, 프랑스, 이탈리아는 1935년 4월 군사 세계화의 중요한 단계를 밟고 있는 독일을 막기 위해 스트레사 전선을 결성했다. 하지만 같은 해 6월 영국이 독일과 독자적인 해군 협정을 맺어 독일의 제한을 완화시켜 버렸다. 동유럽의 광범위한 지역을 장악하러는 독일을 우려한 소련은 프랑스에게 접근해 상호 원조 조약의 초안을 작성했다. 하지만 조약 발효 직전 프랑스-소련 상호 원조 조약을 국제 연맹의 관료제 체계를 거치도록 요구하면서 본질적인 조약 약속 자체가 무력화되었다. 유럽과 아시아에서 일어나는 여러 사건을 우려한 미국은 같은 해 8월 중립법을 제정했다.
1936년 3월 히틀러는 라인란트에 독일군을 진주시켜 베르사유 조약과 로카르노 조약을 무력화시켰다. 1936년 10월에는 독일과 이탈리아가 로마-베를린 추축국을 결성했다. 한달 후 독일과 일본이 방공 협정에 서명했고 다음 해에는 이탈리아도 방공 협정에 서명했다.

### 아시아
중국국민당은 1920년대 중순 다른 군벌들을 상대로 북벌 운동을 전개해 명목상으로는 중국을 통일했으나 뒤이어 중국공산당 계열 동맹과 새로운 지역 군벌을 상대로 또 다른 내전이 벌어졌다. 1931년에는 점점 군국주의적으로 변하는 일본 제국이 아시아 전 지역을 통치할 권리를 가지기 위한 첫발판으로 오랫 동안 영향력을 행사하던 중국을 향해 만주사변을 일으켜 만주 침공을 벌이고서 괴뢰국인 만주국을 수립했다.
중국은 국제 연맹에다가 일본의 만주 침공을 막아달라고 호소했다. 일본은 만주 침공으로 국제적인 비난을 받자 국제 연맹을 탈퇴했다. 이후 중일 양국은 상하이, 러허 지방, 허베이에서 여러 차례 전투를 벌이다 1933년 탕구 협정으로 휴전을 맺었다. 이후에도 중국 의용군이 만주와 차하르, 쑤이위안에서 일본 제국의 침공에 저항했다. 1936년에는 시안 사건이 일어나자 국민당과 공산당이 일본에 대항하기 위한 연합 전선인 국공 합작 설립에 합의하면서 휴전 협정이 맺어졌다.

## 전쟁 전 사건

### 이탈리아의 에티오피아 침공 (1935년)

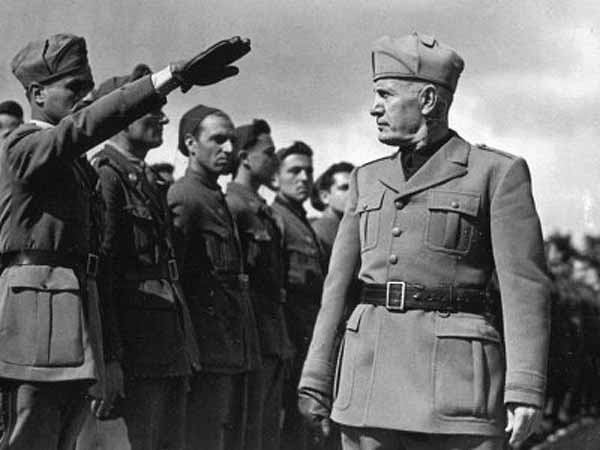
1935년 이탈리아-에티오피아 전쟁 당시 베니토 무솔리니가 군을 사열하는 모습.

제2차 이탈리아-에티오피아 전쟁은 1935년 10월부터 1936년 5월까지 일어난 짧은 식민전쟁이다. 전쟁은 이탈리아령 소말리아와 에리트레아에 주둔한 이탈리아 왕국군이 에티오피아 제국(당시에는 아비시니아아로 불림)을 침공하면서 시작되었다. 이탈리아-에티오피아 전쟁은 1936년 이탈리아가 에티오피아 전역을 점령하고 이탈리아령 동아프리카(Africa Orientale Italiana, AOI)라는 식민지로 병합해버리면서 끝났다. 또한 전쟁으로 국제 연맹의 평화 유지력이 취약함이 드러났다. 이탈리아와 에티오피아 양국 모두 국제 연맹 회원국이었지만 이탈리아가 국제연맹 언약 제10조를 위반한 사실이 확실함에도 국제연맹은 별다른 조치를 취하지 않았다. 영국과 프랑스는 이탈리아의 침공에 대한 제재를 지지했지만 제재는 제대로 이뤄지지 않았으며 이탈리아의 침공도 막지 못했다. 전후 이탈리아는 오스트리아 연방국을 병합하러는 독일의 움직임을 막으러는 입장을 철회하고 오스트리아 병합 시도를 묵인했다.

### 스페인 내전 (1936-1939년)

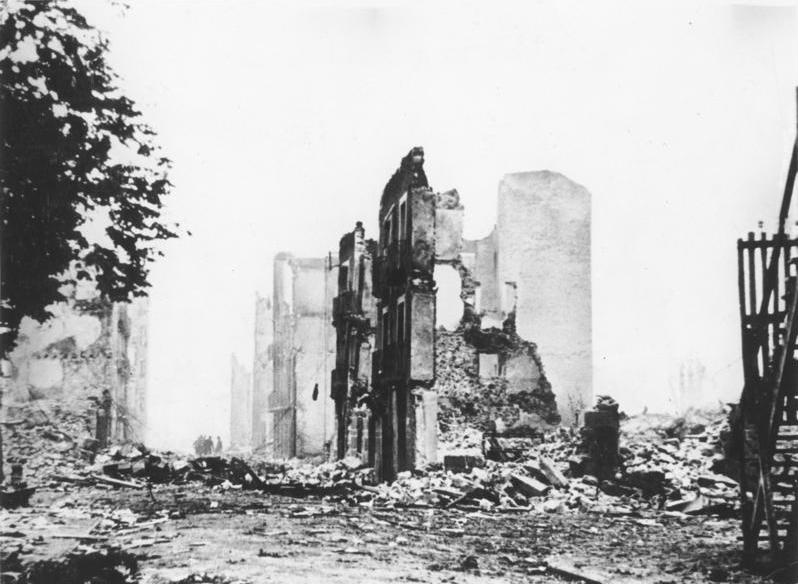
스페인 내전이 한창이던 1937년 일어난 게르니카 폭격 사건으로 유럽 전역에서 다음에 일어날 전쟁은 도심 폭격으로 민간인 사망자가 매우 많아질 것이라는 공포가 일어났다.

스페인에서 내전이 발발하자 히틀러와 무솔리니는 프란시스코 프랑코 장군이 이끄는 국민파를 지원했다. 이탈리아는 독일보다도 스페인 국민파에게 더 큰 지원을 보냈는데, 무솔리니는 스페인에 7만명 이상의 지상군과 6천명 가량의 항공 병력, 720기의 항공기를 보냈다. 소련은 내전에서 정부군인 스페인 제2공화국을 지원했다. 국제여단으로도 알려진 외국인 자원병 3만명 가량도 국민파에 맞서 스페인에서 전투를 치렀다. 독일과 소련 양국 모두 스페인 내전을 자국에서 막 개발된 무기와 전술을 시험하는 일종의 대리전 전장으로 사용했다. 1939년 4월 스페인 내전에서 국민파가 승리했고 프랑코 장군은 추축국에게 호의적이긴 했으나 제2차 세계 대전 기간 공식적으로는 중립을 유지했다. 스페인이 독일과 이룬 가장 큰 협력은 동부 전선에 대규모 의용사단인 청색사단을 파병한 일이다.

### 중일전쟁 (1937-1945년)

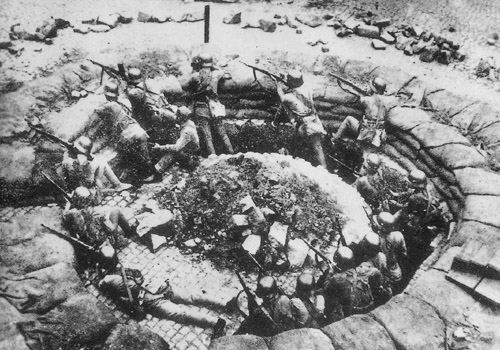
1937년 상하이 전투 당시 중국 국민당군의 기관총좌.

1937년 7월 일본군은 루거우차오 사건을 일으키고 베이징(당시 이름 베이핑)을 점령하면서 일본의 중국 전면 침공전쟁인 중일전쟁이 발발했다. 소련은 재빨리 군수 지원을 하기 위해 중소상호불가침조약을 체결했으며 이전까지 이루어지던 중독합작은 사실상 끝나버렸다. 9월에서 11월 사이 일본군은 타이위안 지역 작전을 수행하며 신커우 근방의 국민혁명군과 핑싱관 근방의 중국공산당과 교전했다. 대원수 장제스는 상하이 방어전을 위해 독일제 무기로 장비한 정예사단을 파견했으나 3개월간의 전투 끝에 중국군은 상하이에서 패배했다. 일본군은 중국군을 계속 밀어붙이면서 1937년 12월에는 중화민국의 수도인 난징을 함락시켰다. 난징이 함락된 후 수만에서 수십만에 달하는 중국 민간인과 무장해제된 중국군들이 일본군에게 학살당했다.
1938년 3월에는 국민혁명군이 타이얼좡에서 처음으로 일본군에게 대승을 거뒀지만 5월에는 타이얼좡과 근방의 쉬저우시가 일본군에게 함락되었다. 1938년 6월에는 중국군이 황하를 범람시켜 일본군의 진격을 저지하러 시도했고 이를 통해 우한시에서 중국군이 방어선을 갖출 시간을 벌어주긴 했지만, 결국 1938년 10월 우한도 함락된다. 일본군은 계속해서 진격했긴 했지만, 일본의 바람대로 중국의 저항은 완전히 분쇄되지 않았으며 오히러 중화민국은 내륙인 충칭시로 수도를 이전하고 끝까지 일본에게 저항하겠다고 천명했다.

### 소련-일본 국경분쟁

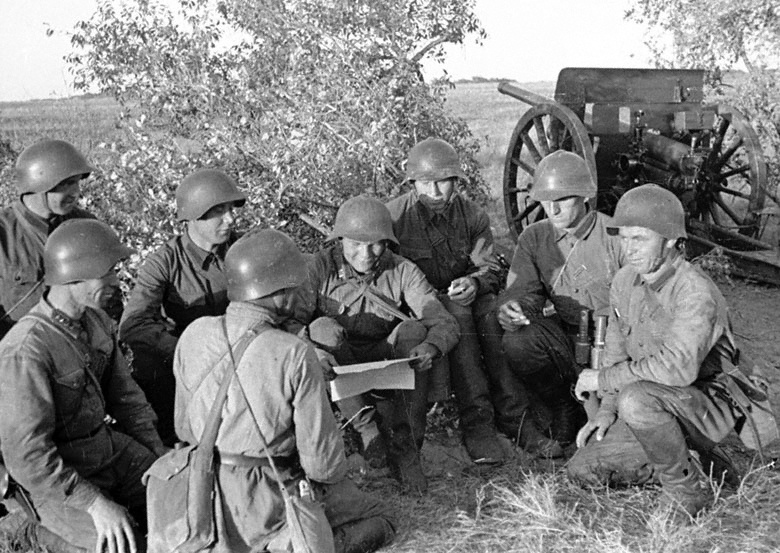
1938년 하산호 전투 당시 소련 붉은 군대 포병대의 모습.

1930년대 중후반 만주국의 일본군은 소련, 몽골과 산발적인 국경 분쟁을 겪었다. 당시 일본 제국의 북방 지역 진출을 강조한 북진론은 일본 제국 육군의 지지를 받고 있었다. 하지만 1939년 소련군과 벌인 할힌골 전투에서 일본이 패배하고 중일전쟁은 끝나지 않고 계속되었으며, 동맹국인 나치 독일이 소련과의 중립정책으로 선회하면서 북진론이 실현되기 매우 어려워졌다. 1941년 4월 일본과 소련은 중립 조약을 체결했으며 일본은 해군이 지지하는 남방 지역 진출을 강조한 남진론을 받아들여 미국과 서방 연합국과의 전쟁으로 이어졌다.

### 유럽 각국의 점령과 조약

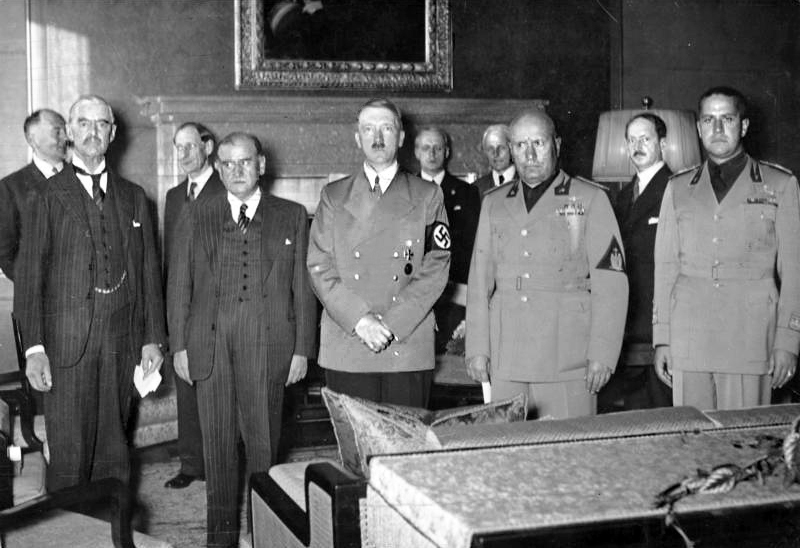
1938년 9월 29일 뮌헨 협정에 서명하기 직전 유럽 각국의 지도자가 모인 사진. 왼쪽부터 네빌 체임벌린, 에두아르 달라디에, 아돌프 히틀러, 베니토 무솔리니, 갈레아초 치아노다.

유럽에서는 독일과 이탈리아가 점점 공격적인 정책으로 변하기 시작했다. 1938년 3월 독일은 오스트리아를 병합했고 다른 유럽 강대국은 역시 별 다른 반응이 없었다. 이에 자극받은 히틀러는 체코슬로바키아 내에서 독일인이 다수 거주하던 주데텐란트 지역이 독일 품으로 돌아가야 한다고 주장했다. 영국과 프랑스는 영국의 총리 네빌 체임벌린의 유화정책 기조를 따라 뮌헨 협정에서 체코슬로바키아 정부의 뜻과는 정반대로 주데텐란트 지역을 독일에게 할양하도록 양보했고 대신 독일에게 더 이상의 영토를 요구하지 않겠다는 약속을 받아냈다. 하지만 뒤이어 독일과 이탈리아는 체코슬로바키아 정부를 상대로 헝가리에게 추가로 영토를 할양하라고 압박했고 폴란드는 체코슬로바키아의 자올지에 지역을 합병했다.
독일이 요구한 모든 사항을 협정을 통해 얻어냈지만, 히틀러는 개인적으로는 영국의 간섭으로 한 번의 군사작전을 통해 체코슬로바키아 전역을 점령하지 못한 데 대해 분노했다. 이후 히틀러는 영국과 유대인 '전쟁광'을 공격하는 연설을 발표했고 1939년 1월 비밀리에 영국 해군의 패권에 도전하기 위한 독일 해군의 대대적인 증강계획을 명령했다. 1939년 3월에는 독일이 체코슬로바키아의 잔존영토를 침공하여 독일령인 뵈멘-메렌 보호령과 독일의 종속국인 슬로바키아 공화국으로 분할점령했다. 1939년 3월 20일에는 히틀러가 리투아니아에게 최후 통첩을 전달하여 독일령 메멜란트라고도 불렀던 리투아니아의 클라이페다 지역을 병합했다.

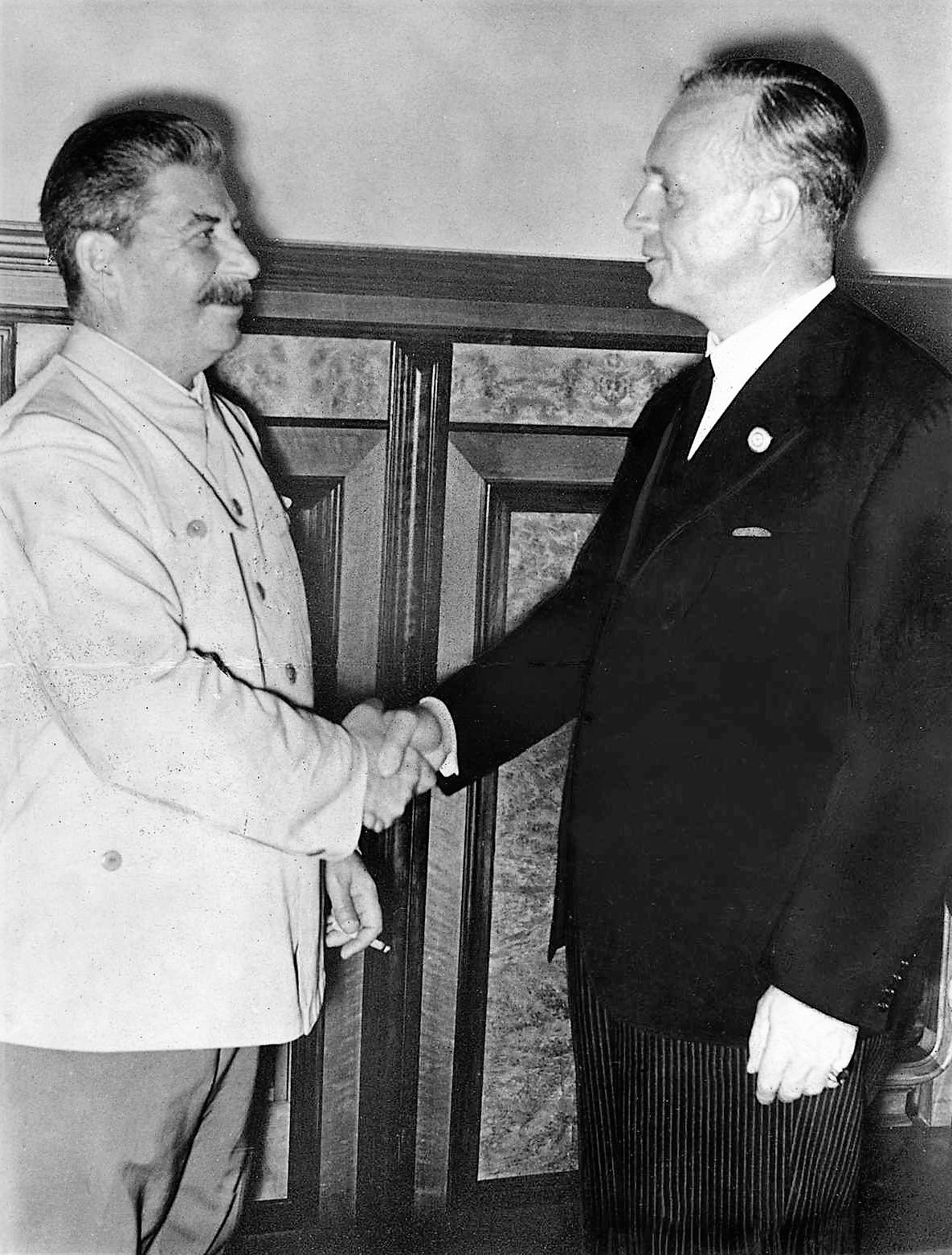
1939년 8월 23일 독일-소련 불가침 조약 체결 당시 독일 외무장관 요아힘 폰 리벤트로프(오른쪽)와 소련의 지도자 이오시프 스탈린(왼쪽)이 만나 악수를 하는 모습.

히틀러가 단치히 자유시에 대한 영유권을 주장하기 시작하자 영국과 프랑스는 폴란드의 독립을 보장했다. 1939년 4월 이탈리아가 알바니아를 침공하고 점령하자 이 독립 보장은 루마니아 왕국과 그리스 왕국으로 확대되었다. 폴란드가 프랑스와 영국과 군사 동맹 협정을 체결하자 직후 독일과 이탈리아는 강철 조약이라는 이름의 동맹 조약을 맺었다. 히틀러는 영국과 폴란드가 독일을 '포위'하고 있다고 비난했고, 1935년 체결된 영국-독일 해군 협정과 1934년 체결된 독일-폴란드 불가침 조약의 무효화를 선언했다.
8월 말에는 독일군이 폴란드 국경을 향해 계속해서 이동하면서 상황이 전반적인 위기로 치달았다. 8월 23일에는 영국, 프랑스, 소련과의 삼자 군사 동맹 협상이 제대로 이루어지지 않고 멈춰버리자 소련이 독일과 불가침 초약을 체결했다. 불가침 조약에서는 서부 폴란드와 리투아니아는 독일 영역으로, 동부 폴란드와 에스토니아, 라트비아, 베사라비아는 소련 영역으로 하는 독소 양국의 '영향권'에 대해 논의한 비밀 조항이 있었으며 폴란드의 독립 지속성에 대한 의문도 나왔다. 불가침 조약을 통해 독일이 폴란드를 침공할 때 소련의 반항이나 저지 기회가 사라졌으며 독일은 제1차 세계 대전 시기처럼 양면전쟁에 직면하지 않으리라 확신했다. 직후 히틀러는 8월 26일 폴란드에 대한 공격을 명령했지만 영국이 폴란드와 공식적인 상호원조조약을 체결하고 이탈리아는 전쟁에서 중립을 유지할 것이라는 소식을 듣자 공격을 연기하기로 결정했다.
전쟁을 피하기 위해 영국이 직접 협상을 요청하자 독일은 폴란드를 향해 요구했고 이는 관계 악화의 빌미만을 주었다. 8월 29일 히틀러는 단치히 반환에 대해 협상하기 위해 폴란드의 특명전권대사에게 베를린으로 즉시 출석할 것을 요구했고 또한 폴란드 회랑에 거주하는 독일 소수민족에게 분리독립에 대한 주민투표를 열 권리를 허용해달라고 요구했다. 폴란드는 독일의 요구에 응하지 않았으며 8월 30일에서 31일 사이 밤에 리벤트로프는 독일 주재 영국 대사인 네빌 헨더슨과의 회담에서 독일의 요구가 전면 거부당한 상태로 간주하겠다고 선언했다.

## 전쟁의 경과

### 유럽의 전쟁 발발 (1939-1940년)

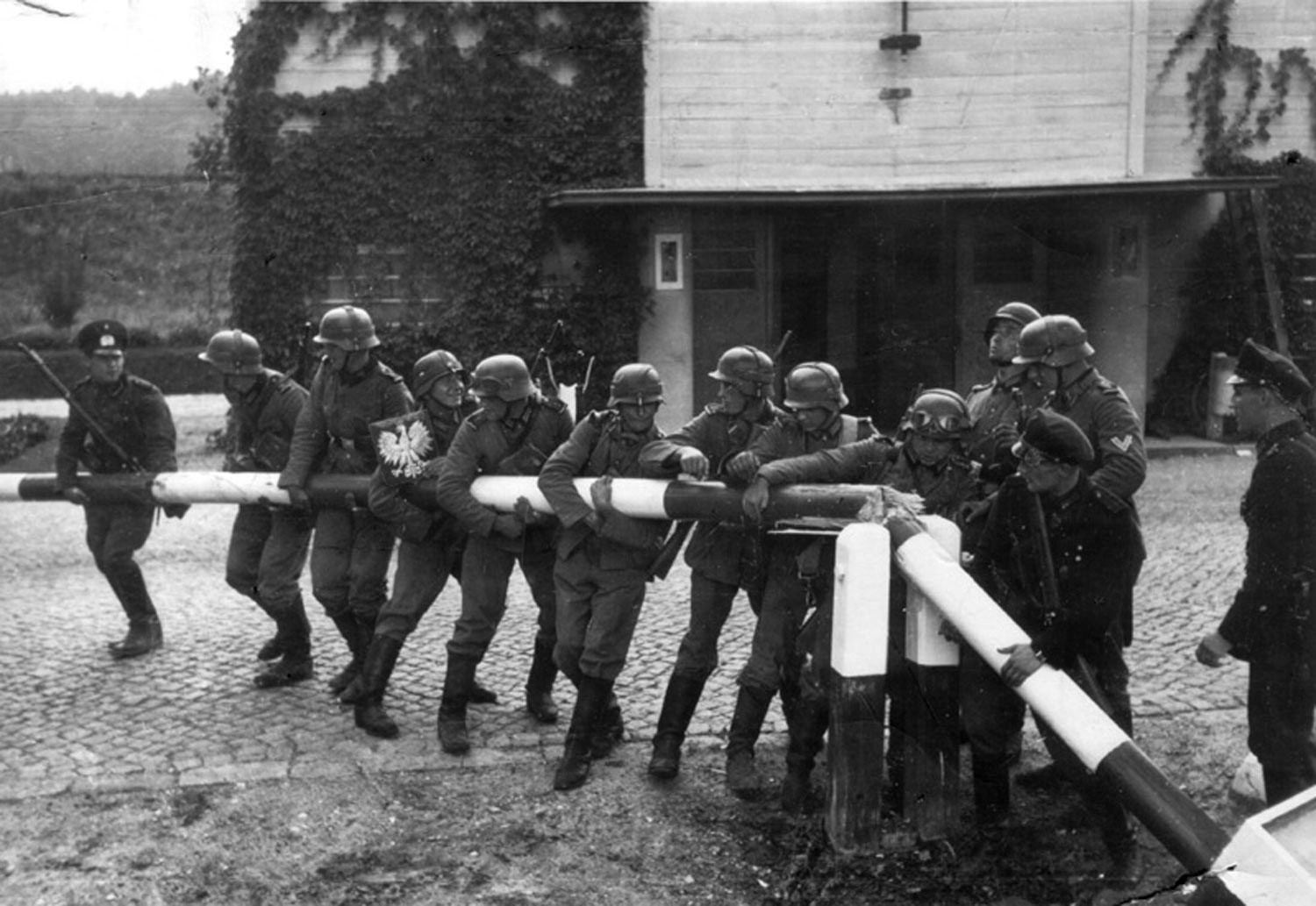
1939년 9월 1일, 독일 국방군 병사가 독일-폴란드 국경의 폴란드 측 국경초소를 허무는 모습.

1939년 9월 1일 독일은 침공의 빌미를 만들기 위한 몇 가지 위장술책적인 국경 소요 사건을 일으키는 작전을 일으키고 나서 폴란드를 침공했다. 독일군은 베스테르플라테 주둔 폴란드군을 공격하며 제2차 세계 대전 첫 전투가 시작되었다. 독일의 군사 행동에 영국은 즉시 군사작전을 중단하라는 최후 통첩을 전달했고, 9월 3일 최후 통첩의 응답 기한이 지나자 영국과 프랑스가 각각 독일에게 선전포고했으며 오스트레일리아, 뉴질랜드 자치령, 남아프리카 연방, 캐나다도 뒤따라 독일에게 선전포고했다. 하지만 가짜 전쟁 기간 연합국은 프랑스의 자를란트를 향한 신중한 공세 외에는 폴란드에게 직접적인 군사 지원을 하지 않았다. 또한 서방 연합국은 독일의 경제와 전쟁능력에 타격을 주기 위해 독일 해역의 해상봉쇄를 시작했다. 독일은 연합국 상선과 군함을 상대로 잠수함전을 명령했고 이는 대서양 전투로 확대되었다.

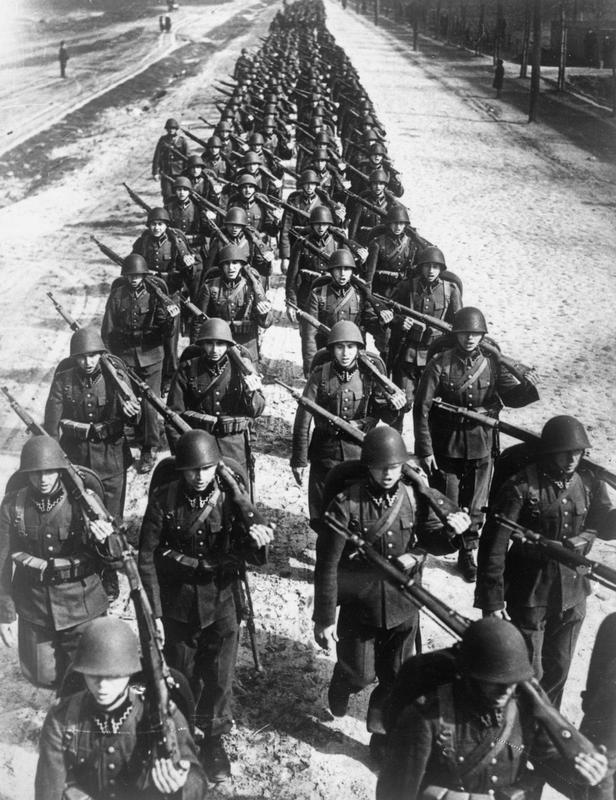
1939년 폴란드 침공 당시 영토 방어를 위해 행진하는 폴란드군 병사들의 모습.

9월 8일 독일군은 바르샤바 교외에 도달했다. 서쪽에서 폴란드군의 반격으로 독일군의 진격이 며칠 동안 중단되었지만 독일 국방군은 폴란드군을 측면으로 포위했다. 폴란드군 잔당은 바르샤바 방어를 위해 독일군의 포위망을 돌파했다. 1939년 9월 17일에는 할힌골 전투 이후 일본과 휴전을 체결한 지 이틀밖에 되지 않은 시점에 소련군이 폴란드를 침공하기 시작했다. 표면상으로는 소련이 폴란드라는 국가가 더 이상 존재하지 않는다는 이유를 대고 침공했다. 9월 27일에는 바르샤바 주둔군이 독일군에게 항복했으며 10월 6일에는 폴란드의 마지막 대규모 작전집단이 항복했다. 군사적으로 폴란드는 패배했지만 정부는 항복하진 않았으며 폴란드 망명정부을 결성하고 점령당한 폴란드 영토에는 폴란드 지하국가라는 비밀저항조직이 결성되었다. 잔존 폴란드군 상당수는 루마니아와 라트비아로 도피했으며 이들 중 상당수가 나중에 추축국과의 교전에 참여했다.
독일은 폴란드 서부를 합병하고 중부 지역을 점령했으며, 소련은 폴란드 동부 지역을 합병했다. 그 외에도 리투아니아와 슬로바키아가 폴란드 영토 극히 일부를 병합했다. 10월 6일 히틀러는 영국과 프랑스에게 평화를 제안했지만 폴란드의 운명은 독일과 소련이 결정할 것이라고 말했다. 영국과 프랑스는 독일의 제안을 거절했고 히틀러는 즉각 프랑스를 향한 공격을 명령했으나 악천후와 기타 여러 이유로 1940년 봄까지 서부 전선 작전이 연기되었다.

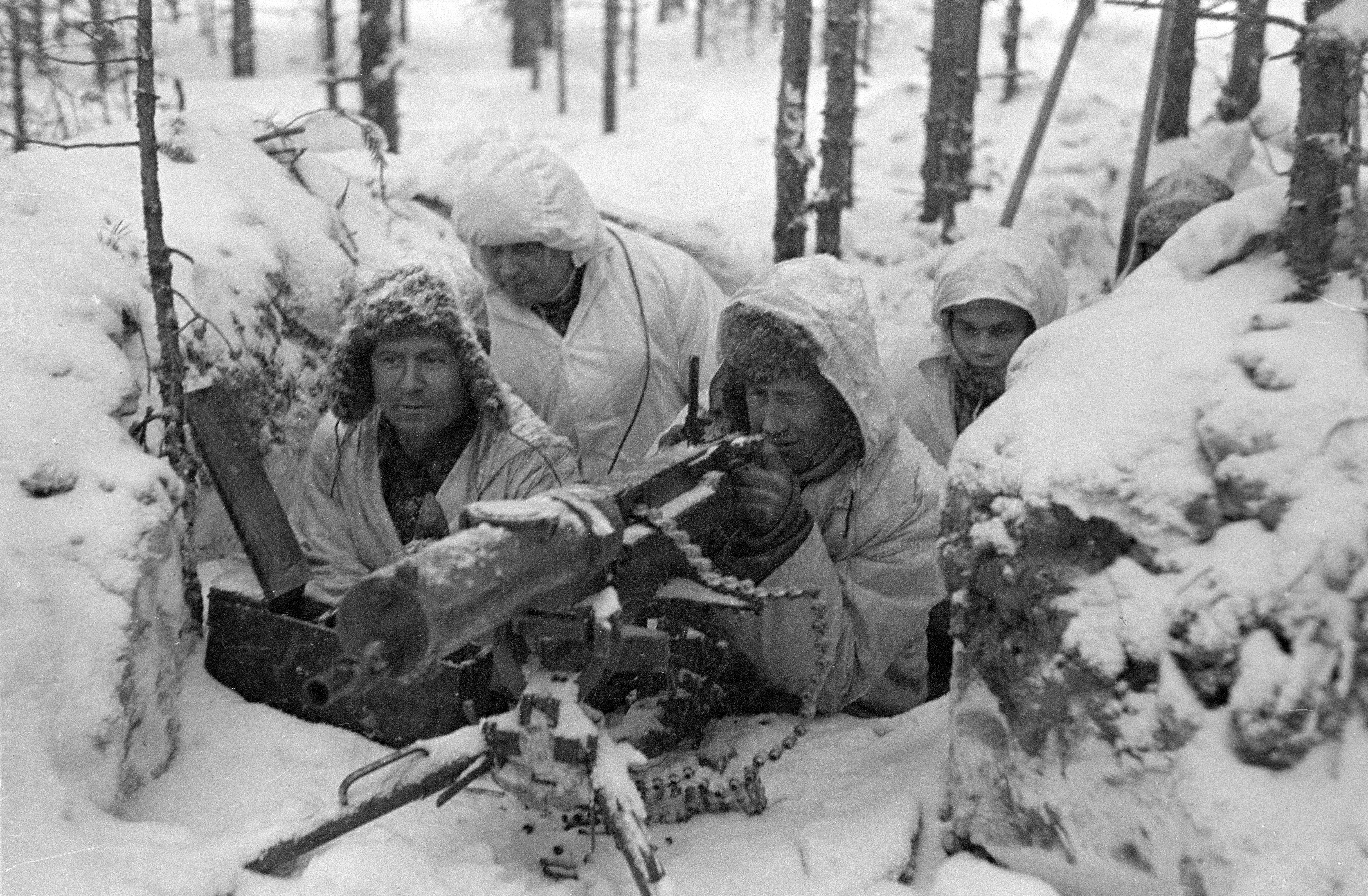
1940년 2월 겨울 전쟁 기간 소련의 붉은 군대 진지를 겨냥한 핀란드군의 기관총좌 모습.

폴란드에서 전쟁이 발발한 이후 스탈린은 에스토니아, 라트비아, 리투아니아 정부에게 군사 침공으로 위협했고 발트 3국을 상대로 국가 내에 소련군 주둔 기지 건설을 명시한 조약 서명을 강요했다. 1939년 10월에는 소련군 정예병들이 발트 3국 각국 내로 이동했다. 핀란드도 비슷한 조약을 서명하라는 압박을 받았으나 조약 서명을 거부했고 소련의 영토 일부 할양 요구도 거절했다. 결국 소련은 1939년 11월 핀란드를 침공했고 소련은 국제 연맹에서 추방되었다. 소련은 핀란드와 대비해 압도적인 수적 우위를 가지고 있었지만 겨울 전쟁 기간 소련군의 진격은 미미했으며 소련과 핀란드 사이의 전쟁은 1940년 3월 모스크바 평화 조약에서 핀란드가 영토 일부를 할양하며 끝났다.
1940년 6월 소련은 에스토니아, 라트비아, 리투아니아 3개 국가를 완전 점령했으며 그와 거의 비슷하게 루마니아의 베사라비아, 북부코비나, 헤르차 지역도 점령했다. 1940년 8월에는 제2차 빈 중재를 통해 히틀러가 루마니아의 북트란실바니아 지역을 헝가리에게 할양했다. 1940년 9월에는 독일과 이탈리아의 지원을 받은 불가리아가 루마니아의 남도르부자 지역을 요구했고, 크라이오바 조약을 통해 실제로 할양받는다. 1939년에만 루마니아가 자국 영토의 1/3 가까이를 잃으면서 국왕 카롤 2세에 대항한 쿠데타가 일어나 이온 안토네스쿠 원수 휘하의 파시스트 독재정이 되어 독일의 안전보장을 바라며 확고한 친 추축국 방향으로 전환했다. 한편 독일과 소련간 관계 회복과 경제 협력이 점차 약화되면서 양국은 전쟁 준비를 서서히 시작했다.

### 서유럽 전선 (1940-1941년)

1940년 5월 10일에서 6월 4일까지 독일군은 마지노선(진한 빨강)을 우회해 벨기에와 북프랑스 지역으로 진격해 연합군을 포위했다.

1940년 4월, 독일은 연합군이 차단하러 시도한 스웨덴에서 수입하는 철광석 선적을 보호하기 위해 덴마크와 노르웨이를 침공했다. 덴마크는 전쟁 발발 수 시간만에 항복했고 노르웨이 또한 연합국의 지원에도 불구하고 2달 정도 버티다가 항복했다. 노르웨이 전역 상황이 연합국에게 불리하게 돌아가면서 영국 내 여론이 악화되어 1940년 5월 10일 네빌 체임벌린이 총리직에서 사임했고 차기 총리로 윈스턴 처칠이 자리에 올랐다.
위와 같은 날에 독일은 프랑스를 향한 공세를 시작했다. 독불 국경의 요새선인 마지노선을 우회하기 위해 독일은 중립국이었던 벨기에, 네덜란드, 룩셈부르크를 침공했다. 독일군은 아르덴 지역에서 측면 기동전을 펼쳤는데 당시 연합국은 아르덴 지역을 장갑차가 돌파할 수 없는 자연 방벽인 환경이라고 오판했다. 새로운 전술인 전격전에 성공한 독일 국방군은 해협을 향해 빠르게 진격하여 벨기에의 연합군을 포위하고 릴 인근의 벨기에-프랑스 국경지대에 연합군 대부분을 가둬놓았다. 영국군은 6월 초까지 됭케르크 철수 작전으로 대부분의 병력을 철수시키는 데는 성공했으나 과정에서 모든 군사 장비들이 버려졌다.
6월 10일에는 이탈리아가 프랑스와 영국에 선전포고하며 이탈리아의 프랑스 침공 작전이 시작되었다. 독일군은 약화된 프랑스군을 향해 남쪽으로 진격하기 시작했고 6월 14일에는 파리가 함락되었다. 8일 후인 6월 22일에는 프랑스가 독일과 휴전 협정을 맺었다. 휴전 협정으로 독일과 이탈리아가 프랑스 영토 일부를 점령했고 점령되지 않은 잔존지역에서는 비시 프랑스가 수립되었는데 비시 정권은 공식적으로는 중립국을 표방했으나 실제로는 친독 추축국에 가까웠다. 프랑스는 휴전 이후에도 거대한 해군을 보존하고 있었으나 7월 3일 영국군이 독일군의 프랑스 함대 노획을 막기 위해 메르스엘케비르의 프랑스 함대를 타격해 붕괴시켰다.
7월 초에는 루프트바페가 선박과 항구를 공격하기 시작하며 영국 본토 항공전이 시작되었다. 영국은 히틀러의 평화 제의를 거부했고 8월부터는 독일 공군의 항공 우세 장악 작전이 시작되었지만 영국 왕립공군 전투기사령부를 격파하는데 실패하여 독일군의 영국 본토 침공 계획은 무기한 연기되었다. 독일군의 전략폭격 공세 작전은 런던과 기타 도시에 대한 야간공습작전인 영국 대공습(블리츠)로 강화되었으나 영국의 전쟁노력을 꺾는 데는 실패하고 독일군의 전략폭격도 1941년 5월에 대부분 끝났다.
새로 얻은 프랑스의 항구를 이용하여 독일 해군은 유보트를 이용해 대서양 해양에서 영국 함선을 공격하며 지나치게 늘어진 영국 왕립해군을 상대로 승전을 거두며 제1차 행복한 시간을 보냈다. 영국의 본토함대는 1941년 5월 27일 전함 비스마르크를 격침시키며 중요한 승리를 거두었다.
1939년 11월 미국은 중국과 서방 연합국을 지원하기 위한 조치를 취하고 있었고, 미 중립법을 개정해 연합국에게 캐시앤캐리라는 일종의 무기 판매 제도를 허용하는 방향으로 나아갔다. 1940년에는 독일이 파리를 점령하자 미국 해군의 규모가 매우 크게 늘어났다. 9월에는 미국과 영국이 구축함과 해군기지를 교환하는 협정에 합의했다. 이럼에도 미국 대중의 대다수는 1941년까지 전쟁에 직접적으로 군사적 개입을 취하는 데에 계속해서 반대했다. 1940년 12월 루즈벨트는 히틀러가 세계정복을 계획하고 있다고 비난하면서 어떠한 협상도 의미가 없으며, 미국은 스스로 "민주주의의 병기창"이 되겠다고 선언하고 영국의 전쟁 노력을 지원하기 위한 무기 대여 계획인 무기대여법을 홍보했다. 미국은 독일의 전면적인 공세에 대비하기 위한 전략계획을 수립하기 시작했다.
1940년 9월 말에는 삼국 동맹 조약을 맺었던 독일, 이탈리아, 일본 3국이 추축국이라는 이름으로 하나의 세력으로 통합되었다. 삼국 동맹 조약에서는 소련을 제외하고 어떤 국가라도 추축국을 공격할 경우 세 국가가 자동으로 참전한다는 조항이 끼어 있었다. 1940년 11월에는 헝가리, 슬로바키아, 루마니아가 추축국에 가입하며 확대되었다. 헝가리와 루마니아는 나중에 소련과의 전쟁에서 추축국 내에서도 여러 기여를 했으며, 특히 루마니아는 소련이 병합한 영토 일부를 스스로 되찾기도 했다.

### 지중해 전역 (1940-1941년)

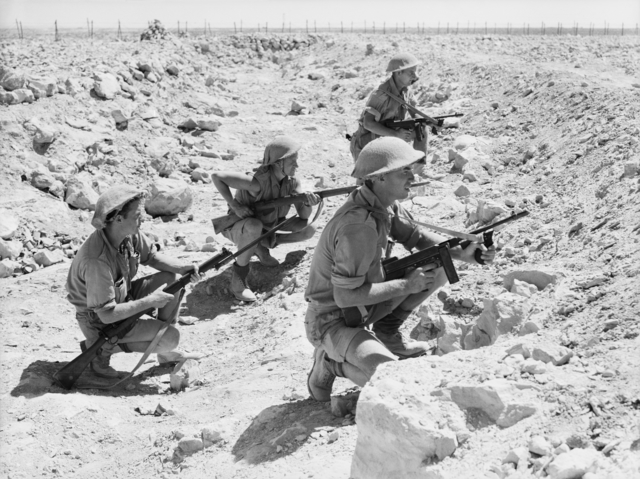
1941년 북아프리카 전역의 투브루크 공방전 현장에 있는 오스트레일리아 육군 제9사단 소속 영국 연방군 소속 병사.

1940년 6월 초에는 이탈리아 공군이 영국의 보호령인 영국령 몰타를 포위하고 공격하기 시작했다. 늦여름부터 초가을까지 이탈리아는 영국령 소말릴란드를 정복하고 영국령 이집트를 침공했다. 10월에는 이탈리아가 그리스를 침공했지만 이탈리아군은 많은 사상자를 내고 격퇴당했다. 몇 달 동안 사소한 영토 변화만 이뤄진 채로 전역이 끝났다. 독일은 영국군이 발칸반도에 거점을 마련하여 루마니아의 유전에 잠재적인 위협을 가하는 일을 막고 영국의 지중해 지배권에 대항하기 위해 이탈리아를 돕고 발칸반도를 침공할 계획을 세웠다.
1940년 12월 대영제국군은 이집트와 이탈리아령 동아프리카 지역에서 이탈리아군을 향한 반격 작전을 시작했다. 공세는 성공적으로 끝나 이탈리아는 1941년 2월 초가 되면 리비아 동부를 잃고 수많은 이탈리아군이 포로가 되었다. 이탈리아 왕국 해군도 잇다라 패배를 겪었는데 영국 해군이 타란토항에서 항공모함 공습을 통해 이탈리아 전함 3척을 격파했고 마타판곶 해전에서도 수 척의 전투함을 격침시켰다.

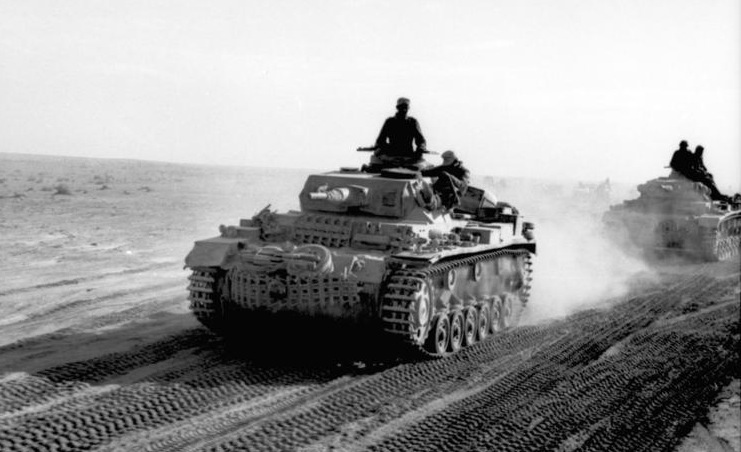
1941년 4월에서 5월 사이 북아프리카 사막을 가로질러 진격하는 아프리카 군단의 3호 전차의 모습.

이탈리아군의 패배로 독일은 북아프리카로 원정군을 파견하였으며, 1941년 3월 에르빈 롬멜의 아프리카 군단은 공세를 개시하여 영연방군을 격퇴했다. 1달도 되지 않아 추축군은 이집트 서부로 진격하여 투브루크 항구를 포위했다.
1941년 3월 말에는 불가리아와 유고슬라비아가 삼국 동맹 조약에 서명하면서 추축국에 가입한다. 하지만 유고슬라비아는 이틀 후 친영 민족주의자의 쿠데타로 정권이 무너졌다. 독일은 1941년 4월 6일 유고슬라비아와 그리스를 동시에 침공하기 시작했다. 두 국가는 한달도 되지 않아 독일군에게 항복했다. 5월 말에는 그리스의 크레타섬에 공수부대 침투가 끝나며 독일의 발칸반도 정복이 완료되었다. 추축국은 빠르게 승리를 거두긴 했지만, 얼마 되지 않아 추축국의 유고슬라비아 점령에 대항하는 격렬하고 거대한 파르티잔 전쟁이 발발했고, 유고슬라비아 유격전은 전쟁이 끝날 때까지 지속되었다.
5월에는 중동에서 영연방군이 비시 프랑스가 통치하는 시리아 내 공군기지에서 독일군 항공기의 지원을 받은 이라크의 반영 봉기를 진압했다. 6월에서 7월 사이에는 자유 프랑스군의 지원으로 비시 프랑스가 통치하는 시리아와 레바논을 탈환했다.

### 추축국의 소련 침공 (1941년)

1939년부터 1945년까지 2차대전 유럽 전구의 전선 변화 지도. 빨강은 서방 연합국과 소련, 녹색은 1941년 이전 소련, 파랑은 추축국이다.

유럽과 아시아의 정세가 비교적 안정화된 가운데, 독일, 일본, 소련은 새로운 전쟁을 준비했다. 소련은 독일과의 긴장 고조를 경계하고 일본은 동남아시아의 자원이 풍부한 유럽 식민지를 점령해 유럽 전쟁에 이용하러는 계획으로 1941년 4월 일본과 소련 양국은 소련-일본 중립 조약에 서명했다. 이와는 반대로 독일은 소련 국경지대에 병력을 집중하면서 소련 공격 준비를 꾸준히 진행했다.
히틀러는 영국이 종전을 거부한 이유가 미국과 소련이 조만간 독일과의 전쟁에 참전할 것이라는 희망에 근거했다고 판단했다. 1940년 7월 31일 히틀러는 소련을 말살하기로 결정하고 우크라이나, 발트 3국, 벨로루시 정복을 목표로 했다. 하지만 리벤트로프와 같은 독일 고위 관료들은 소련을 삼국 동맹 조약에 초청해 대영제국에게 대항하는 거대한 유라시아 블록체를 만들 기회를 바라보고 있었다. 1940년 11월에는 소련의 추축국 가입 여부를 결정하기 위한 협상 회담이 진행되었다. 소련은 약간의 관심을 보였으나 핀란드, 불가리아, 터키, 일본 지역의 영향권 양보를 요구했고 독일은 이를 받아들일 수 없다고 생각했다. 1940년 12월 18일 히틀러는 소련 침공을 준비하라는 지시를 보냈다.

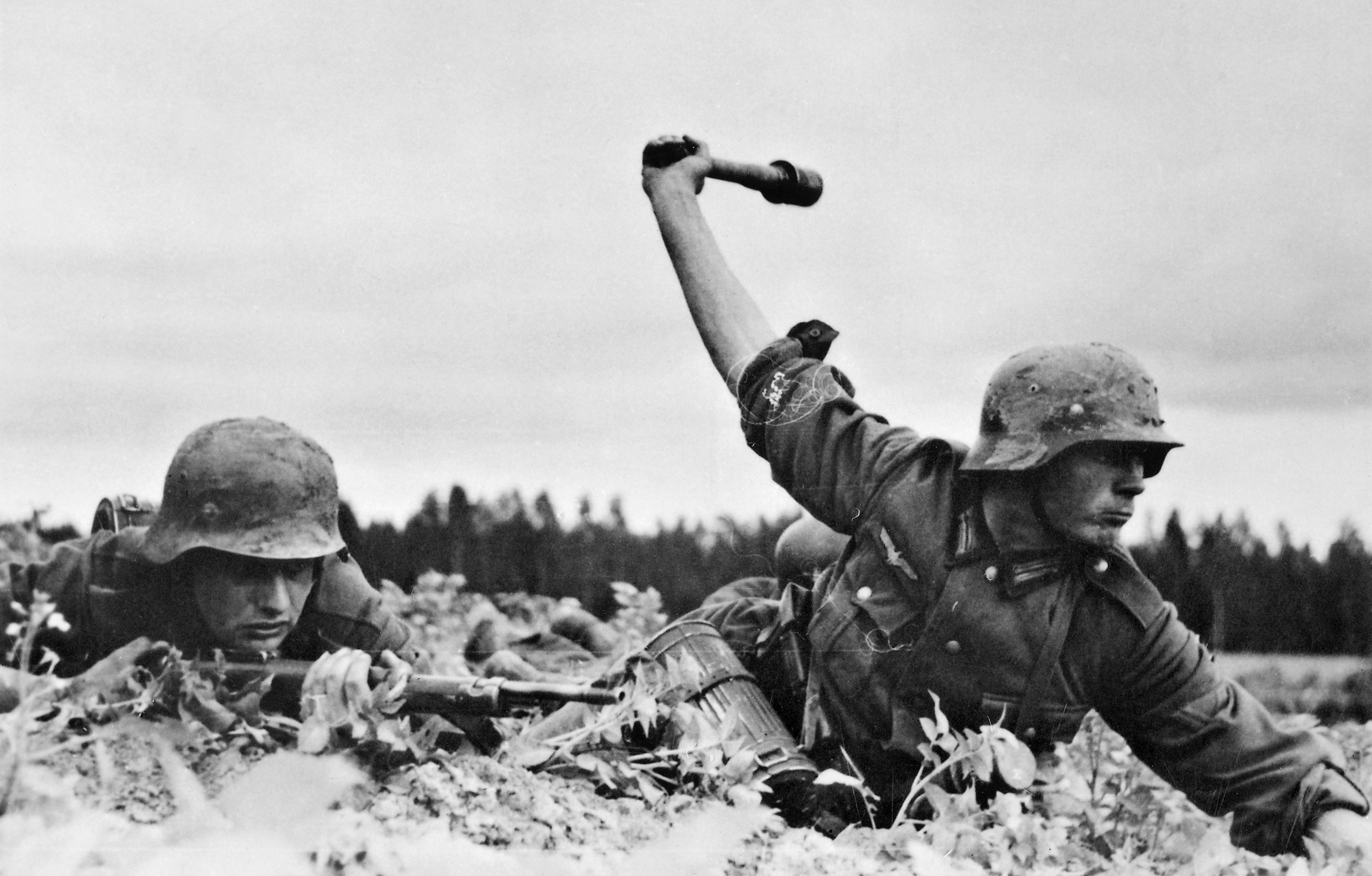
추축국이 소련을 침공하는 동안 독일 군인이 공격하는 모습. 1941년 촬영.

1941년 6월 22일, 독일은 이탈리아, 루마니아의 지지를 받아 소련이 독일을 향한 전쟁 음모를 꾸미고 있다고 비난하며 바르바로사 작전이라는 이름으로 소련을 침공했다. 직후 핀란드와 헝가리가 소련과의 전쟁에 참전했다. 이 기습 공세의 초기 목표는 발트 지방, 모스크바, 우크라이나이며 궁극적인 전략적 목표는 카스피해에서 백해에 이르는 아르한겔스크-아스트라한 선(A-A선)을 장악해 1941년 전역을 끝내는 것이었다. 히틀러의 목표는 군사강국인 소련을 제거하고 공산주의를 말살하며 구소련 지역의 원주민을 추방해 레벤스라움을 수립하고 독일의 나머지 경쟁국을 물리치는데 필요한 전략자원의 접근을 보장하는 방안이었다.
소련의 붉은 군대는 전쟁 이전 전략적인 반격 작전을 계획했으나 바르바로사 작전으로 독일이 선수를 쳐 소련군 최고사령부는 전략적 방어를 채택해야만 했다. 여름 내내 추축군은 소련 영토 내로 많이 진격했으며, 인력과 물자 양쪽 모두에서 막대한 손실을 입혔다. 하지만 8월 중순까지 독일 육군최고사령부는 공세 여력이 고갈되었던 중부 집단군의 공세를 중단시켰으며 제2기갑군을 쪼개 우크라이나 중부와 레닌그라드로 진격하는 병력에 보강시켰다. 키예프 공세에서 독일군은 소련군 4개 군을 포위하고 제거하는 등 압도적인 승리를 거뒀으며 크림반도와 산업단지가 있는 우크라이나 동부를 향한 진격로가 열렸다.

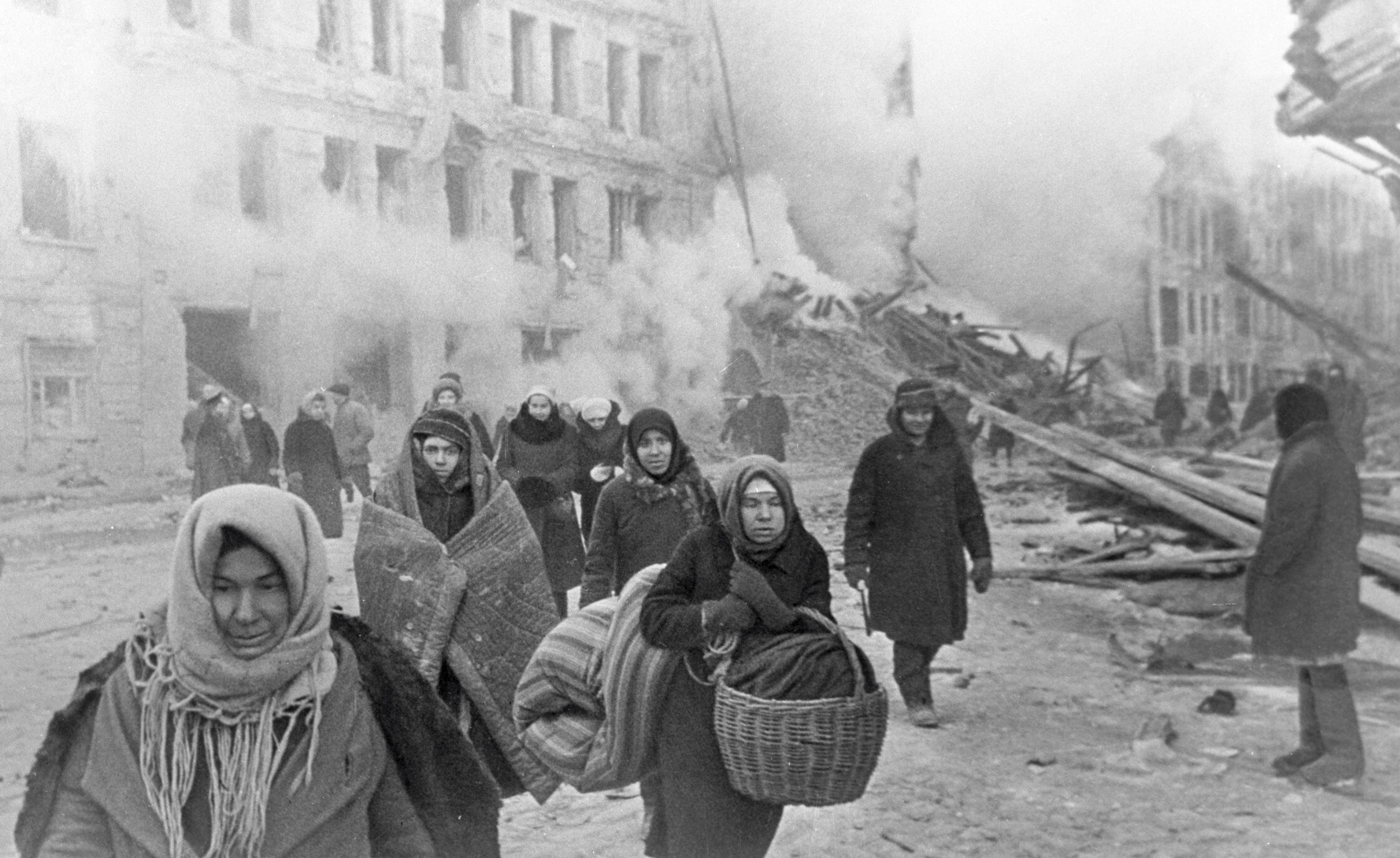
1942년 12월 10일, 레닌그라드 포위전 기간 독일군의 폭격으로 파괴된 집을 떠나는 소련 민간인의 모습.

추축군 육군 병력의 3/4과 공군 대다수가 프랑스와 지중해 전역에서 동부 전선으로 전부 이동하면서 대영제국은 대전략의 전환을 맞게 되었다. 1941년 7월 영국과 소련 정부는 독일에 대항하는 군사 동맹을 맺었고, 8월에는 미국이 전후 세계에 대한 미국과 영국 양국 정부의 목표를 설명하는 대서양 헌장을 발표했다. 8월 말에는 영국과 소련이 페르시아 회랑과 이란의 유전지대를 확보하고 추축국이 이란을 통해 바쿠 유전이나 인도로 향하는 진격로를 확보하는 일을 방지하기 위해 중립국인 이란을 침공했다.
10월까지 우크라이나와 발트 지역에서 추축군의 작전 목표는 달성되었으며 레닌그라드의 포위 공격과 세바스토폴의 포위만 계속 이뤄지고 있었다. 이후 모스크바를 향한 대규모 공세가 재개되었다. 점점 더 혹독해지는 날씨 속에서 두 달간 치열한 전투를 벌인 독일군은 모스크바 거의 외곽 교외 지역까지 도달했지만 완전히 지쳐버린 병력은 더 이상의 공세를 중단했다. 추축군은 거대한 영토를 얻었지만 전역에서 중요한 목표를 달성하지 못했다. 이 시점에서도 소련의 2개 대도시는 여전히 소련이 통제하고 있었고 소련의 저항 능력이 깨지지 않았으며, 군사적인 잠재력 상당부분도 잘 보존된 상태였다. 여기서 유럽의 "전격전" 단계가 종료되었다.
12월 초까지 새로 동원된 예비군을 모은 소련은 추축군에 수적 동등함을 이뤄냈다. 또한 소련의 리하르트 조르게가 보낸 첩보망으로 당시 일본의 관동군을 막기 위한 최소한의 병력을 제외하고 극동의 병력을 모두 차출하여  12월 5일 소련은 전선 전체의 대규모 공세를 펼치면서 독일군을 서쪽으로 100-250 km 밀어내는데 성공했다.

### 태평양 전쟁 발발 (1941년)
1931년 일본의 위장술책 작전인 류탸오후 사건, 1937년 일본의 미국 군함 USS 파나이 포격 사건, 1937-1938년 난징 대학살 사건 등으로 미일관계는 지속적으로 악화되었다. 1939년 미국은 일본과 무역 조약을 더 이상 연장하지 않겠다고 통보했고, 일본의 팽창주의에 반대하는 미국 내 여론으로 미국의 대일 화학 물질, 광물, 군사 부품 수출을 금지하고 일본 정권을 향한 경제적 압력을 강화하는 수출통제법을 통과하며 경제제재로 이어졌다. 1939년 일본은 전략적으로 중요한 중국의 도시인 창사에 대한 첫 공격을 시작했지만 9월 말에는 중국군에게 격퇴당했다. 중일 양측은 여러 공세작전을 펼쳤지만 1940년까지 중일전쟁은 교착 상태에 빠졌다. 결국 보급로를 차단하여 중국을 향한 압력을 높이고 서구 열강과의 전쟁 시 일본의 입지를 유리하게 만들기 위해 일본은 1940년 9월 프랑스령 인도차이나를 침공했다.

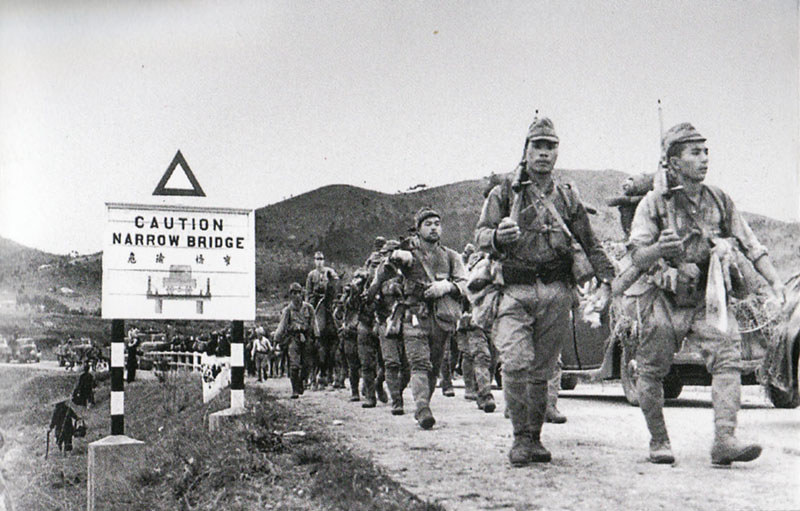
1941년 12월 8일, 홍콩에 입성하는 일본군의 모습.

중국 국민당은 1940년 초 대규모 반격작전을 시작했다. 8월에는 중국공산당이 화중 지역 공세를 시작했고 이에 대한 보복으로 일본은 공산당의 인적, 물적 자원을 줄이기 위해 점령 지역에 가혹한 조치를 취했다. 하지만 중국 국민당과 공산당 사이 지속적인 반감도 생겨나 1941년 1월 신사군 사건이라는 무력충돌 사건을 통해 합작이 사실상 결렬되었다. 1941년 3월에는 일본 제11군이 국민혁명군 제19군 사령부를 공격하기 시작했지만 역시 중국군에게 격퇴당했다. 9월에는 다시 창사를 공격했으나 국민당에게 격퇴당했다.
유럽에서 독일이 승전하자 일본은 동남아시아의 유럽 식민정부에 대한 압력을 높였다. 네덜란드 정부는 일본에게 네덜란드령 동인도에서 채취되는 석유를 일부 공급하기로 동의했지만 나머지 자원에 대한 추가 접근권 협상은 1941년 6월 결렬로 끝났다. 1941년 7월 일본은 인도차이나반도 남부로 진격해서 영국 극동 영토와 네덜란드 영토를 위협했다. 미국, 영국과 기타 서방 국가 정부는 이에 대응하여 일본의 자산을 동결하고 석유 금수 조치를 취했다. 그와 동시에 일본은 소련 극동 영토 침공을 계획하고 있었으며 서부에서 일어난 독일의 소련 침공을 이용하러 했지만 자원 재제 이후 작전을 포기했다.
1941년 초부터 미일 양국 정부는 긴장된 관계를 해소하고 중국의 전쟁을 종식하기 위한 협상에 들어갔다. 협상에서 일본은 여러 제안을 제시했으나 미국은 일본의 팽창주의가 유지되는 제안이라 보고 이를 일축했다. 동시에 미국, 영국, 네덜란드는 일본의 공격에 대비해 이들 중 어느 한 국가가 침공받을 경우 다같이 참전하는 영토공동방위협정 비밀 논의를 시작했다. 루즈벨트 대통령은 필리핀 자치령(1946년 독립 예정이었음)의 방위를 강화하고 미국 정부는 일본에게 "이웃국가"를 공격할 경우 대응할 것이라고 경고했다.

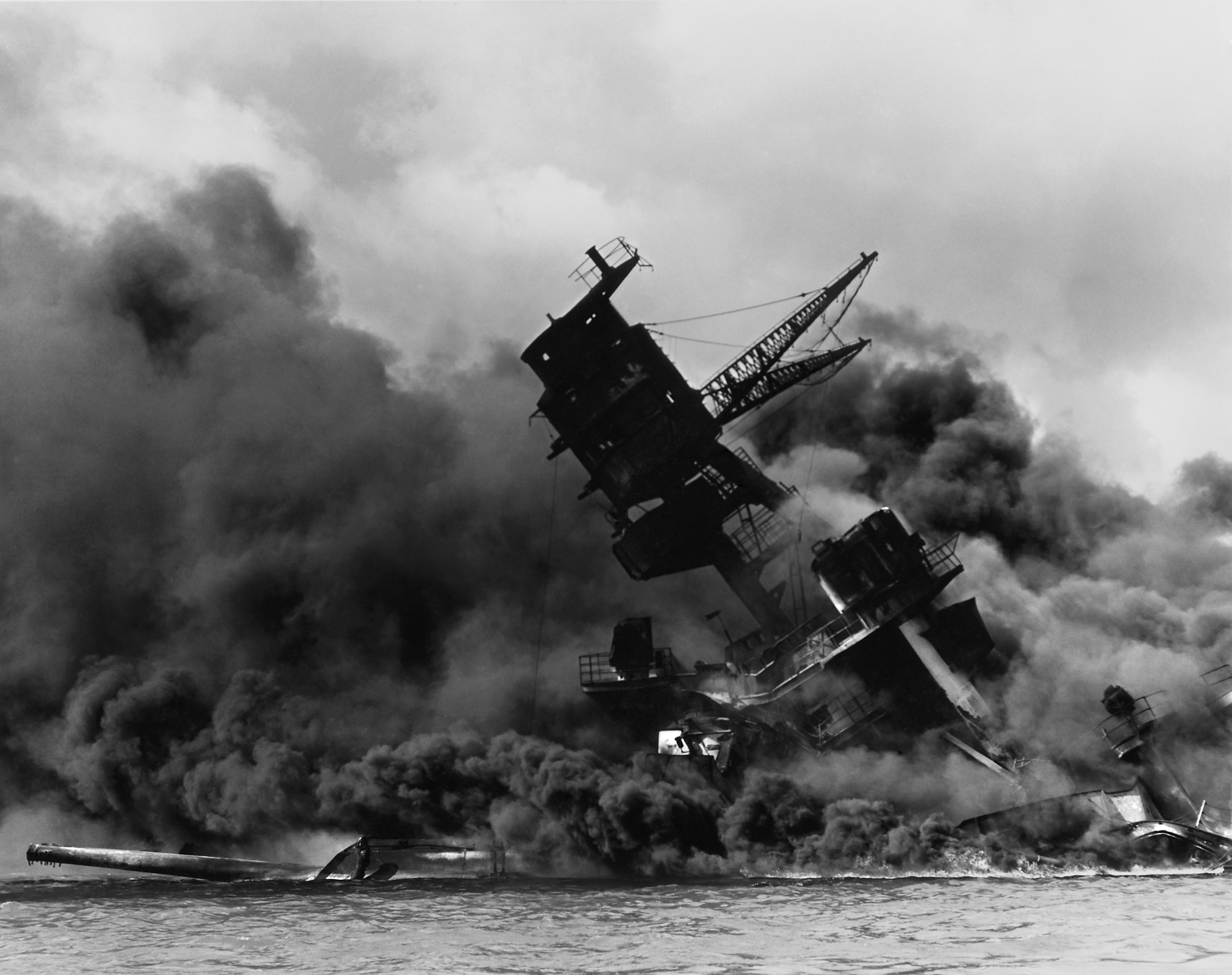
진주만에 주둔한 미국 태평양 함대 소속 USS 애리조나가 1941년 12월 7일 일본의 기습공격으로 불타오르는 모습.

협상은 진전이 전혀 없고 미국-영국-네덜란드의 공동제재의 압박을 느낀 일본은 전쟁을 준비했다. 쇼와 천황(히로히토)은 일본의 승리 기회에 대해 동의하고선 일본의 개전을 지지했다. 이 때문에 고노에 후미마로 총리는 대미 개전을 반대하고 사임했으며, 히로히토는 히가시쿠니 나루히코를 총리에 임명하자는 권고를 무시하고 도조 히데키 전쟁장관을 총리에 임명했다. 11월 3일, 나구모 주이치 제독은 히로히토에게 진주만 공격 계획을 자세히 설명했다. 11월 5일에는 히로히토가 어전회의에서 대미 전쟁 계획을 승인했다. 11월 20일 일본에 새로 수립된 히데키 내각은 최종 제안으로 잠정안을 제시했다. 여기서 일본은 미국이 중국을 향한 원조를 중단하고 일본을 향해 석유 및 기타 자원에 대한 금수조치를 해제해 달라고 요구했다. 대신 일본은 동남아시아에서 어떤 공격도 하지 않으며 인도차이나 남부에서 군대를 철수하겠다고 제안했다. 11월 26일 미국은 역제안으로 일본이 무조건적으로 중국 전역에서 철수하며 태평양 지역의 모든 열강국과 중립 조약을 체결할 것을 요구했다. 이는 일본이 중국에 대한 모든 야심을 포기하거나, 일본에게 필요한 천연자원이 있는 네덜란드령 동인도를 무력으로 점령하거나 둘 중 하나 양자택일을 선택하게 만들었다. 일본 군부는 전자는 선택지로 두지도 않았고 많은 장교들은 석유 금수 조치를 무언의 선전포고라고 여겼다.
일본은 아시아에 있는 유럽 식민지를 점령하여 중앙태평양을 향한 대규모 방어 교두보를 만들 계획을 가졌다. 그 다음 일본은 방어전으로 전환해 과도하게 신장된 연합군을 지치게 만들고 동남아시아의 자원을 자유롭게 이용할 계획을 가졌다. 교두보를 확보하는 동안 미국의 간섭을 막기 위해 미국 태평양 함대와 필리핀 주둔 미군을 처음부터 무력화할 계획을 세웠다. 1941년 12월 7일(아시아 시간 기준 12월 8일 새벽) 일본은 동남아시아와 중앙태평양을 거의 동시다발적으로 공격하며 영국과 미국을 공격하기 시작했다. 여기에는 진주만에 주둔한 미국 함대, 필리핀 주둔 미군 공격과 괌섬, 웨이크섬, 영국령 말레이, 홍콩 등이 있었다.
일본이 공격한 다른 국가인 미국, 영국, 중국, 오스트레일리아 및 기타 여러 국가가 공식적으로 일본에게 선전포고했지만 소련은 유럽의 추축국과는 전쟁을 계속하면서 일본과의 중립 협정은 계속 유지했다. 독일과 기타 추축국은 미국에게 선전포고하면서 루즈벨트가 명령한 독일 군함을 향한 미군의 공격을 비난했다.

### 추축국의 둔화 (1942-1943년)

유럽에서의 추축국의 최대 판도. (1941년-1942년)

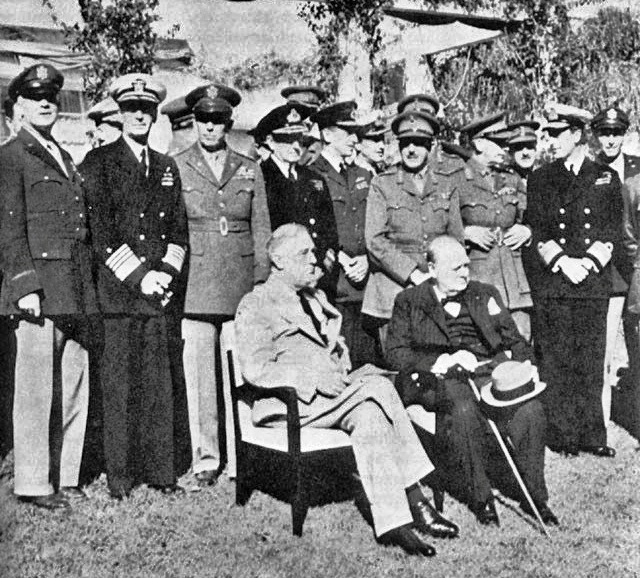
1943년 1월 카사블랑카 회담에서 앉아있는 미국 대통령 프랭클린 D. 루즈벨트와 영국 총리 윈스턴 처칠의 모습.

1942년 1월 1일 소련, 중국, 영국, 미국 4명의 경찰관과 22개의 소국과 망명정부가 대서양 헌장을 받아들이는 연합국 공동 선언을 발표하며 공동 선언에 서명한 국가는 추축국과 어떠한 개별 평화 협상을 체결하지 않기로 결의했다.
1942년 연합국의 관료들은 앞으로 채택할 대전략에 대해 토의했다. 연합국은 전부 독일 패망이 가장 중요한 목표라는 것에 동의했다. 이를 이루기 위한 전략으로 미국은 프랑스를 통해 독일을 향한 대규모의 단일한 공격을 지지했다. 소련도 제2전선의 개전을 요구했다. 반면 영국은 독일군의 사기를 떨어뜨리고 저항군을 지원하기 위해 독일의 주변 지역을 목표로 군사 작전을 수행해야 한다고 주장했다. 독일 자체는 대대적인 전략폭격의 대상이 되었다. 독일을 향한 공격은 대규모 군대를 이용하지 않고 주로 연합군의 기갑세력을 이용해 진행해야 한다고 주장했다. 결국 영국은 1942년 프랑스 상륙은 불가능하며 대신 북아프리카의 추축군을 몰아내는데 집중해야 한다고 미국을 설득했다.
1943년 초 카사블랑카 회담에서 연합국은 1942년 선언에서 발표한 성명을 재확인하고 적의 무조건 항복을 요구했다. 영국과 미국은 지중해의 보급선을 완전히 확보하기 위해 시칠리아섬을 침공하여 지중해에서의 주도권을 가지고 계속 압박하기로 결정했다. 영국은 터키를 전쟁에 끌어들리기 위해 발칸반도에서의 추가 작전도 요구했지만 1943년 5월 미국은 지중해에서의 연합군 작전은 이탈리아 본토 침공으로 제한하고 1944년에는 영국이 프랑스에 상륙하겠다는 약속을 받아냈다.

#### 태평양의 상황 (1942-1943년)

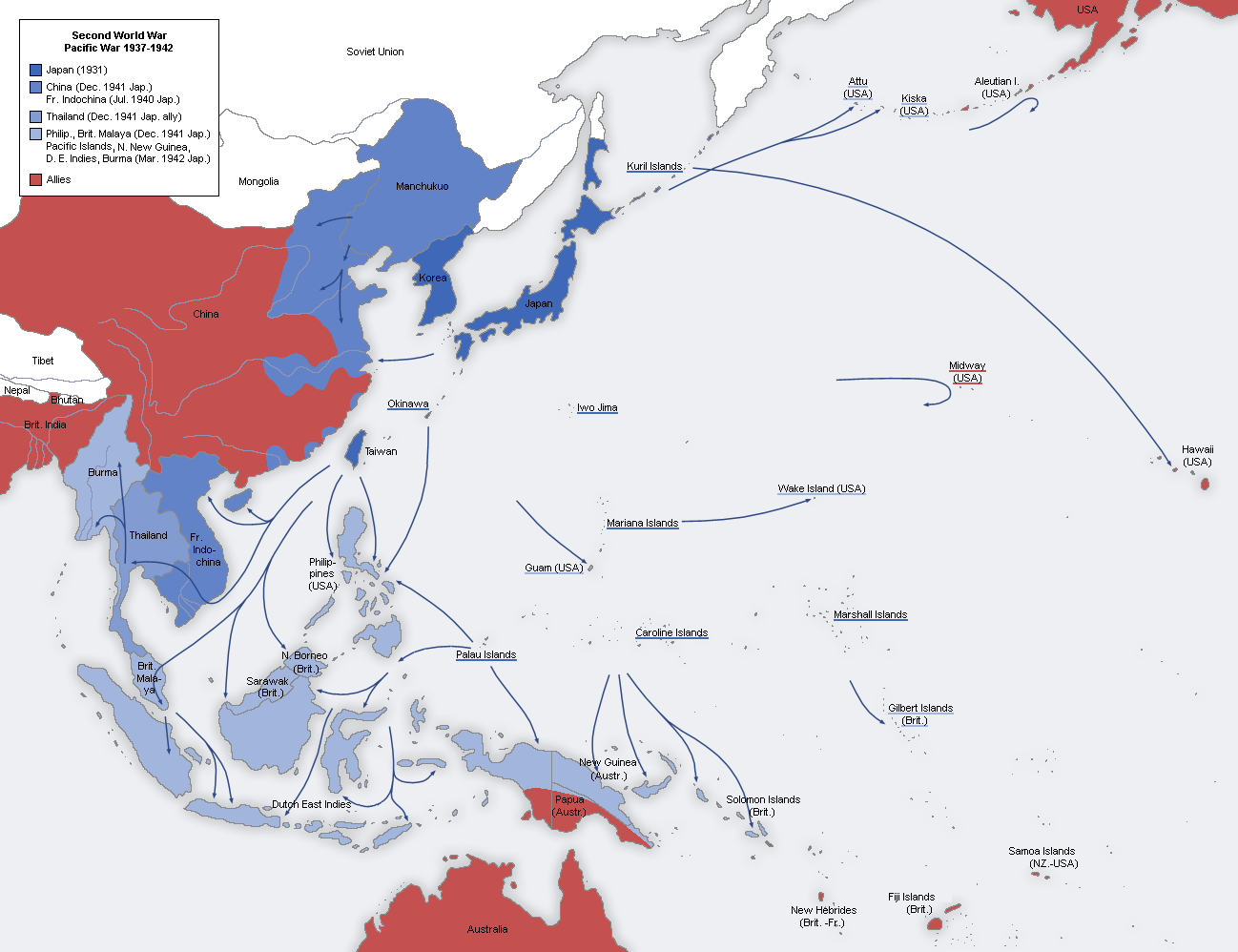
1942년 중순 일본군의 최대 진격선 지도.

1942년 4월 말까지 일본은 버마, 말레이, 네덜란드령 동인도, 싱가포르, 라바울을 거의 다 정복하여 연합국에게 큰 손실을 입히고 수많은 포로를 얻어냈다. 필리핀에서는 필리핀군과 미군이 완강하게 저항했지만 1942년 5월 필리핀 자치령이 점령되어 필리핀 정부는 망명했다. 4월 16일 버마에서는 예난차웅 전투 도중 7천명의 영국군이 일본 제33사단에게 포위당했다가 중국군 제38사단에게 구출되었다. 또한 일본군은 남중국해, 자바해, 인도양 해전에서 승리를 거두고 오스트레일리아 다윈의 연합군 해군기지를 폭격했다. 1942년 1월 연합군이 일본에게 거둔 유일한 승전은 창사에서의 전투 뿐이었다. 준비되지 않았던 유럽과 미국을 향한 쉬운 승리는 일본을 과신하게 만들었고 과도하게 확장되게 만들었다.
1942년 5월 초엔 일본군이 수륙 양용 작전을 통해 포트모르즈비를 점령하여 미국과 오스트레일리아 간의 통신과 보급선을 끊겠다는 계획을 세웠다. 하지만 침공 계획은 두 척의 미국 항모를 중심으로 한 연합군 테스크포스 함대가 산호해 해전에서 일본 해군과 무승부를 얻어내며 막히게 되었다. 일본은 다음 계획으로 둘리틀 공습으로 자극받아 미드웨이 환초를 점령하고 미군 항공모함을 전투로 유인하여 제거하는 작전을 짰고, 여기에 미국 알래스카주의 알류샨 열도도 점령하여 군대를 파견한다는 계획을 세웠다. 5월 중순에는 일본은 중국의 공군 기지를 파괴하고 중국 제23군단과 제32군단과 교전하여 둘리틀 공습에서 살아남은 미 공군을 도운 중국인들에게 보복을 가할 목적으로 저장-장시 전역 작전을 시작했다. 6월 초 일본은 작전을 실행에 옮겼으나 5월 말에 일본 해군 암호를 해독한 미군은 일본 해군의 작전과 전투 서열을 완전히 파악하고 있었으며 이 정보를 바탕으로 미드웨이 해전에서 일본 제국 해군을 상대로 결정적인 승리를 거뒀다.

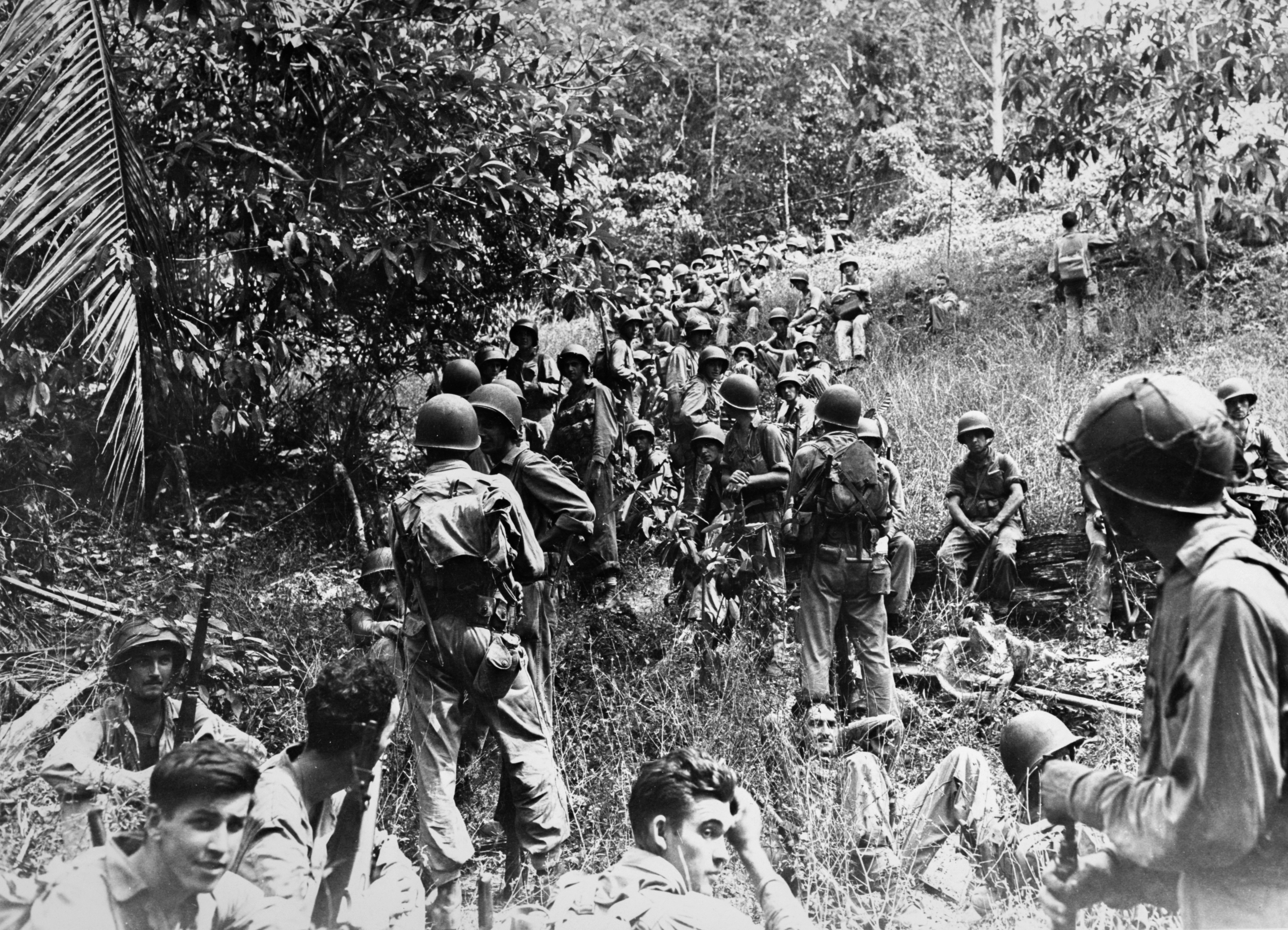
1942년 과달카날 전역에서의 미국 해병대의 모습.

미드웨이 전투의 영향으로 공격력이 크게 감소한 일본은 뒤늦게 육지를 통해 파푸아 준주로 진격해서 포트모르즈비를 점령하겠다는 작전에 집중하기로 결정했다. 미군은 동남아시아의 중심적인 일본군 기지인 라바울을 점령하기 위한 첫 단계로 솔로몬 제도 남부, 주로 과달카날섬에 있는 일본군 진지를 향한 반격작전을 계획했다.
두 계획 모두 7월에 시작했지만 9월 중순이 되자 일본군은 과달카날 전역에 우선순위를 두기로 결정하여 뉴기니의 군대는 포트모르즈비에서 섬 북부로 철수하라는 명령을 받고 부나-고나 전투에서 오스트레일리아군 및 미군과 교전했다. 과달카날섬에 양측은 수많은 병력과 함선을 투입하며 가장 중요한 전장으로 변모했다. 1943년 초 일본군은 섬에서 병력을 철수하며 패배했다. 버마에서는 영연방군이 두 작전을 준비했다. 처음으로 시작된 1942년 아라칸 지역 공세작전은 큰 실패를 겪어 1943년 5월까지 인도로 후퇴했다. 두 번째 작전은 2월에 일본군 전선 후방에 비정규군 병력을 투입한 작전으로 4월 말까지 엇갈린 결과를 낳았다.

#### 동부 전선의 상황 (1942-1943년)

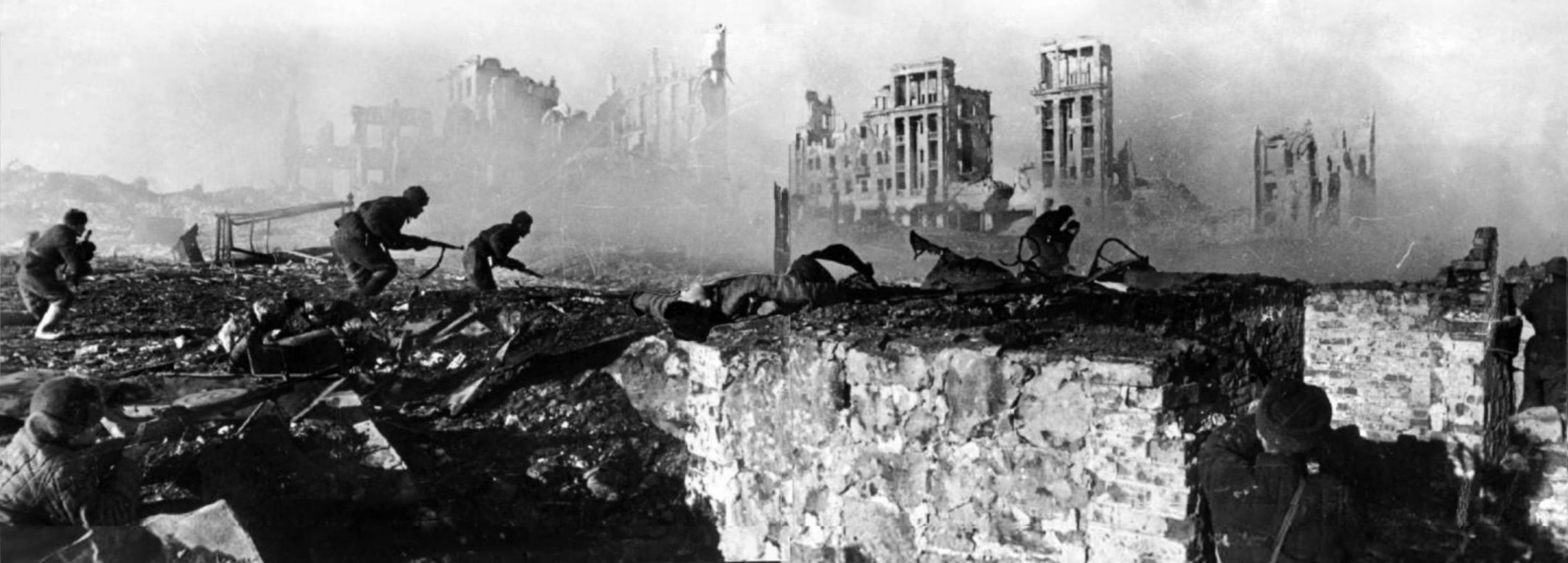
1943년 스탈린그라드 전투에서 소련군이 반격하는 모습.

상당한 손실을 입긴 했지만 1942년 초 독일군과 추축군은 러시아 중부와 남부에서 몰려오는 소련군의 주공세를 막아내 전년도에 얻었던 대부분의 영토를 유지하는데 성공했다. 5월에는 독일군이 케르치반도와 하리코프에서 몰려온 소련군의 공세를 격퇴했고, 1942년 6월 들어서는 코카서스 유전을 장악하고 쿠반 스텝지역을 점령한다는 작전인 청색 작전을 개시하는 한편 중부와 북부 지역은 현 진지를 유지했다. 독일군은 남부집단군을 돈강 하류로 진격해 동남쪽의 캅카스를 공격하는 A 집단군과 볼가강으로 향하는 B 집단군 둘로 나눴다. 소련은 볼가강에 있는 스탈린그라드에서 방어하기로 결정했다.
11월 중순까지 독일군은 격렬한 시가전을 치르며 스탈린그라드를 거의 다 점령했다. 소련은 두 번째로 동계 반격작전을 스탈린그라드의 독일군을 포위하는 것으로 시작했고 이후에는 모스크바 인근 르제프고지를 공격했지만 이 작전은 실패했다. 1943년 2월까지 독일군은 매우 큰 규모의 손실을 입었다. 스탈린그라드의 독일군은 패배했고 전선은 하계 공세 이전 독일군의 전선 너머로 밀려났다. 2월 중순에는 소련의 공세가 약해지자 독일군이 또 다른 공격작전을 개시하여 소련군을 밀어내고 소련의 쿠르스크 주변 전선에 돌출부을 만들었다.

#### 서유럽과 대서양, 지중해의 상황 (1942-1943년)

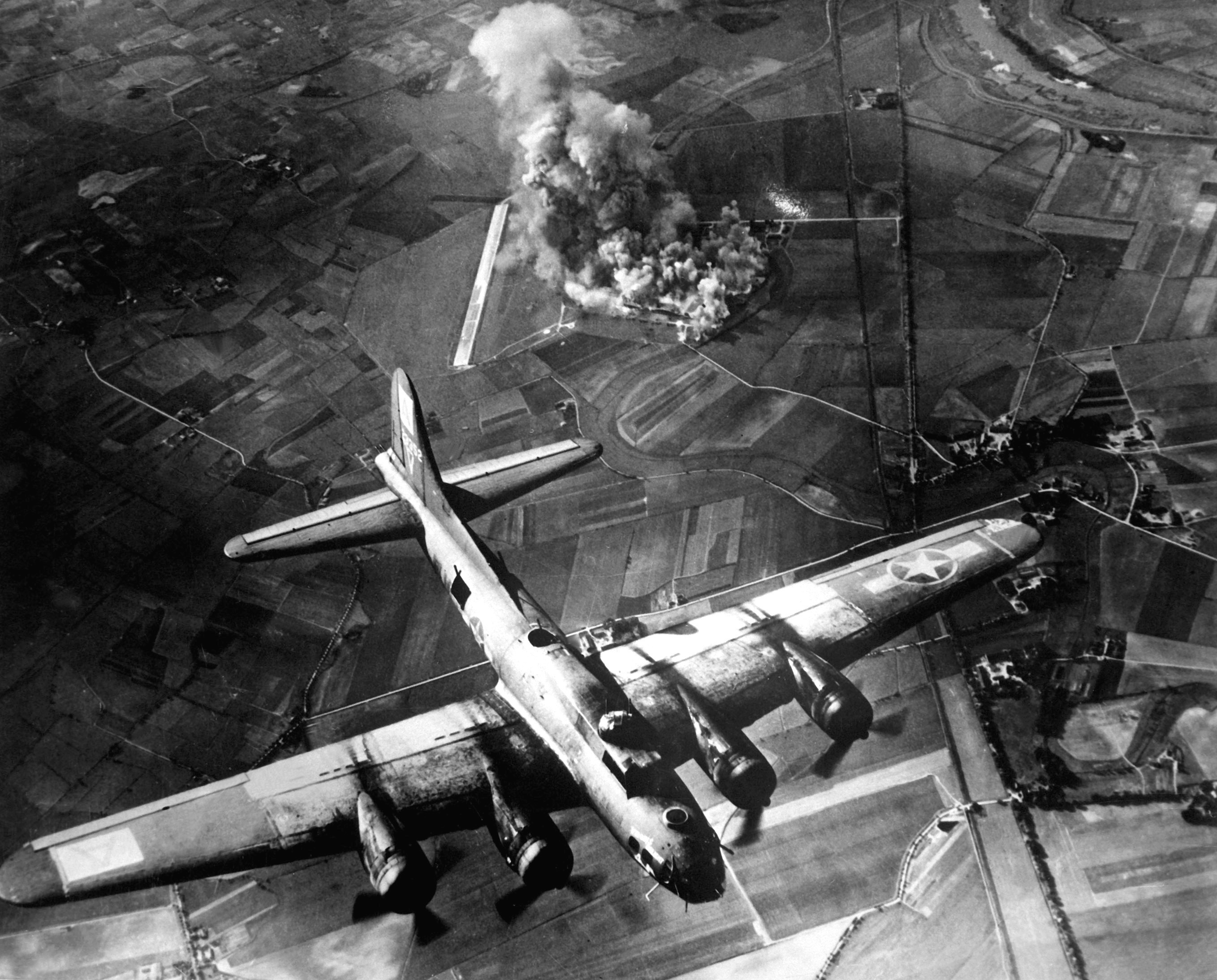
1943년 10월 9일, 미군 제8공군 소속 보잉 B-17 플라잉 포트리스가 마린부르크의 포케불프 공장을 폭격하는 모습.

독일군은 미군 해군사령부의 잘못된 결정을 이용해 미국 대서양 연안의 연합군 선박을 족족 격침했다. 한편 1941년 11월부터 영연방군은 북아프리카에서 반격 작전을 수행하여 독일군과 이탈리아군이 점령했던 영토를 되찾았다. 북아프리카에서 독일군은 1942년 1월부터 공세를 시작했고 2월 초까지 영국군을 가잘라 선까지 밀어냈으며, 이후에는 독일군이 다가오는 공세를 준비하느라 일시적으로 전투 소강상태가 이어졌다. 멀리 남아프리카에서는 일본군이 비시 프랑스가 소유한 프랑스령 마다가스카르를 장악해 사용할 수 있다는 우려로 영국군이 1942년 5월 초 마다가스카르를 상륙해 점령했다. 리비아에서는 추축군의 공세로 연합군은 엘 알라메인에서 추축군을 저지할 때까지 이집트 안쪽으로 계속 후퇴했다. 유럽 본토에서는 연합군 코만도가 전략적 목표대상인 디에프를 기습했으나 참패했고 연합국은 훨씬 더 많은 준비와 장비, 작전 보안 없이는 유럽 대륙을 침공할 수 없다는 사실이 보여졌다.
1942년 8월 연합군은 엘 알라메인을 향한 두번째 공세를 격퇴했고 수많은 비용을 들여 포위된 몰타섬에 절실히 필요한 보급품을 보급하는데 성공했다. 몇 달 후 연합국은 이집트에서 공세를 시작하여 추축군을 몰아내고 리비아 내로 서쪽을 향해 진격하기 시작했다. 이와 얼마 지나지 않아서 영미 연합군이 비시 프랑스령 북아프리카에 상륙했고 북아프리카 대부분이 연합국에게 함락되었다. 히틀러는 비시 프랑스 식민지들의 이탈에 대응해 비시 프랑스 영토의 점령을 명령했다. 비시 프랑스 군대는 휴전 위반에도 저항하지 않았지만 독일군의 함대 점령을 막기 위해 톨룽의 프랑스 함대를 자침했다. 추축군이 후퇴한 튀니지 지역은 1943년 5월 연합국이 점령했다.
1943년 6월 영국과 미국은 독일의 전쟁경제를 혼란에 빠뜨리고 사기를 떨어뜨리며 민간인의 "탈주거화"(Dehousing)를 위해 독일 본토의 대규모 전략폭격 작전을 시작했다. 전략폭격의 첫 대상인 함부르크 폭격에서는 중요 산업 중심지 인프라에 큰 타격을 가했고 수많은 사상자도 발생했다.

### 연합국의 반격 (1943-1944년)

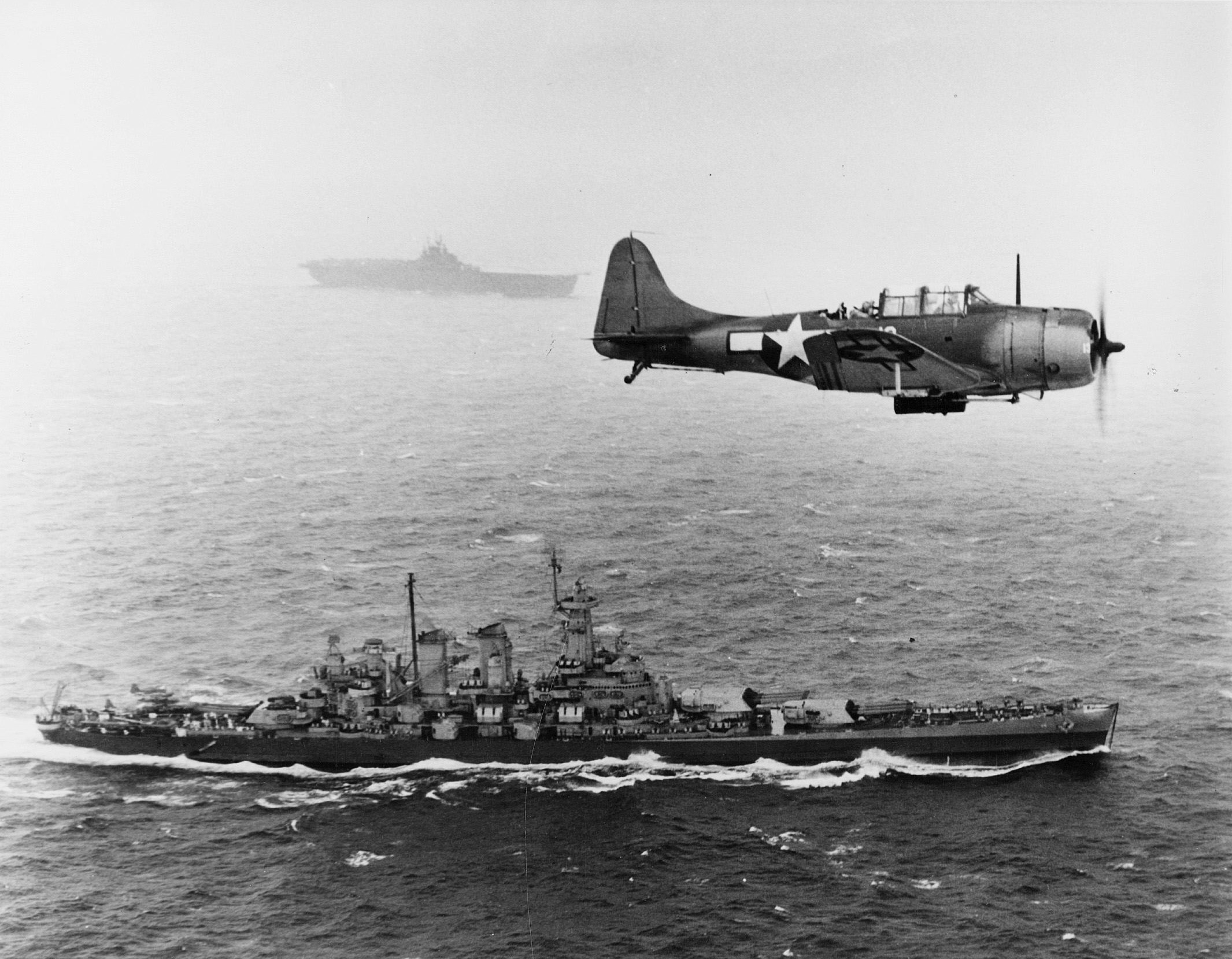
1943년 길버트·마셜 제도 전역 중 미국 해군 소속 SBD-5 정찰기가 USS 워싱턴과 USS 렉싱턴 상공을 초계 비행하는 모습.

과달카날 전역 이후 연합군은 태평양에서 일본을 상대로 한 여러 작전을 시작했다. 1943년 5월 캐나다군과 미군은 알류샨 열도의 일본군을 밀어내기 위한 작전에 투입되었다. 뒤이어 미국은 오스트레일리아와 뉴질랜드 및 태평양 각지 섬에 배치된 군대의 지원을 받아 라바울을 고립시키고 길버트 제도와 마셜 제도에 있는 일본의 중앙태평양 경계선을 돌파하기 위한 대규모 지상, 해상, 공중 작전인 수레바퀴 작전이 시작되었다. 1944년 3월 말까지 연합군은 두 목표를 달성하는 데 성공했으며 이후 캐롤라인 제도에 있는 일본군의 주요 해군기지인 투르크 환초 무력화도 성공했다. 4월에는 연합군이 뉴기니 서부 수복 작전을 시작했다.
소련에서는 독일과 소련 양국 모두 1943년 봄에서 초여름까지 러시아 중부에 펼칠 대공세를 준비하면서 전투는 거의 이뤄지지 않았다. 1943년 7월 5일 독일은 쿠르스크 돌출부의 소련군을 공격하기 시작했다. 일주일만에 독일군은 소련군의 깊고 잘 구축된 방어선에 막혀 공세가 돈좌되었고, 전쟁에서 처음으로 히틀러는 전술적, 혹은 전략적 승리를 거두기 전에 작전 수행을 취소했다. 이 취소 결정은 부분적으로는 7월 9일 시작된 서방 연합군의 시칠리아 침공의 영향을 받았으며, 그전까지 계속되었던 이탈리아의 패전과 합져쳐 7월달에 무솔리니가 실각되고 체포되었다.

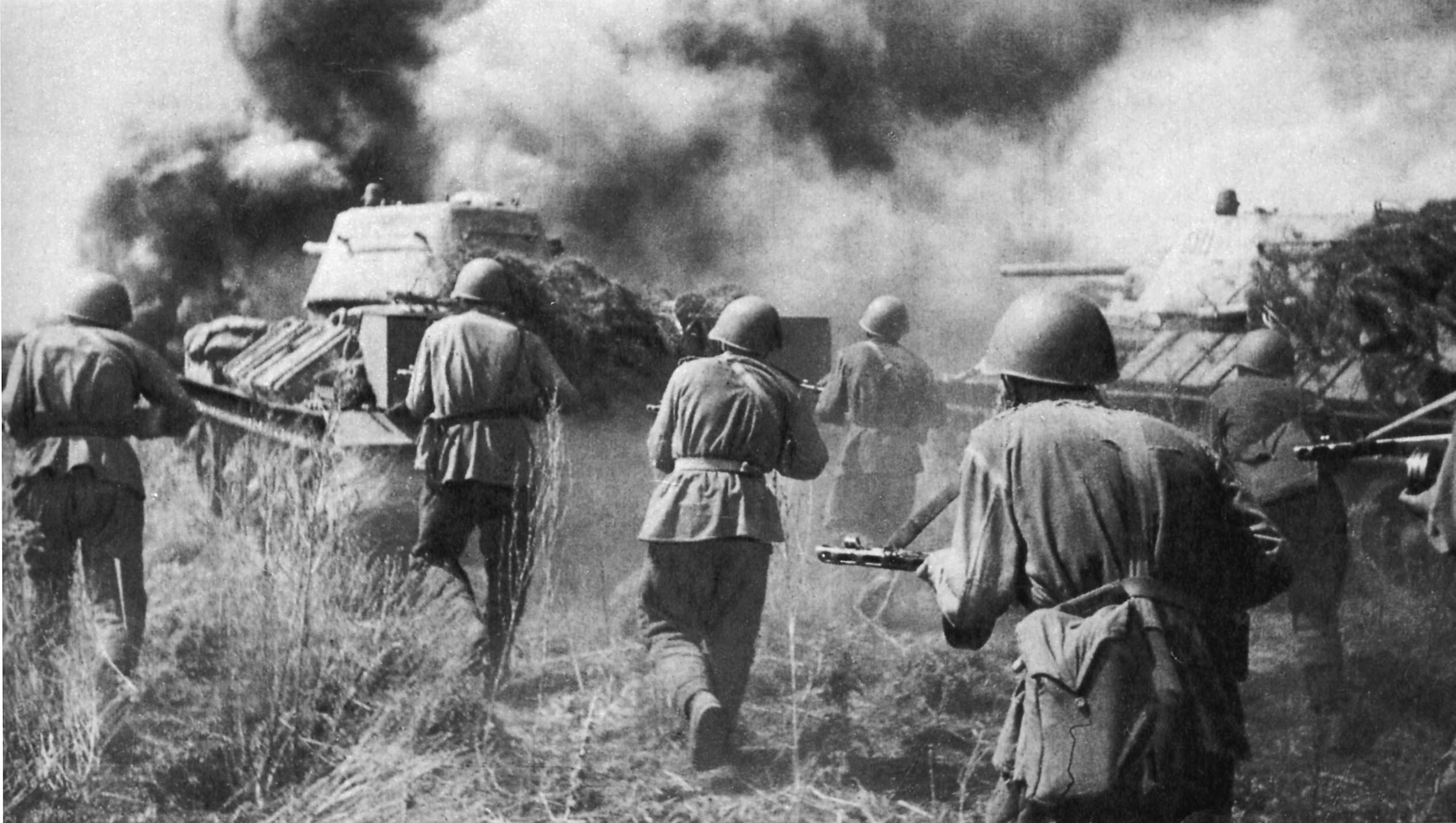
1943년 쿠르스크 전투에서 독일군 진지로 반격하는 소련군의 모습.

1943년 7월 12일 소련군은 반격작전을 시작해 독일군의 승리나 교착 가능성을 지워버렸다. 쿠르스크 전투에서 소련군의 승리는 독일군의 우위가 완전히 끝나버렸음을 의미했고 소련군에게 동부전선의 주도권이 완전히 넘어갔다. 독일군은 급히 요새화한 판터-보탄 선을 따라 동부전선을 안정화시키러 시도했지만 스몰렌스크와 저드네프르 공세를 통해 이 요새선을 돌파했다.
9월 3일 서방 연합군은 이탈리아 본토에 상륙하고 이탈리아와 연합국이 휴전협정을 맺으면서 독일이 이탈리아 본토를 점령하기 위해 침공하기 시작한다. 이탈리아 내 파시스트의 도움을 받은 독일은 휴전에 대응하여 상부의 명령 없이 여러 곳에 퍼져 있던 이탈리아군을 무장 해제하고 이탈리아 지역의 군사 통제권을 장악했으며 이탈리아 곳곳에 여러 방어선을 세운다. 독일 특수부대는 무솔리니를 구출한 후 독일이 점령한 이탈리아 지역에 이탈리아 사회공화국이라는 새로운 괴뢰정부를 수립했으며 이탈리아 내전이 발발한다. 서방 연합군은 여러 방어선을 밀어내며 11월 독일의 주 방어선에 도달했다.
독일군은 대서양에서 작전도 어려워지기 시작했다. 1943년 5월 연합군의 대응이 점점 효과를 보기 시작하면서 독일군은 막대한 잠수함 손실을 입었고 결국 독일 해군의 대서양 작전이 일시 중단되었다. 1943년 11월에는 프랭클린 D. 루즈벨트와 윈스턴 처칠, 장제스가 카이로 회담을 열었으며 12월에는 루즈벨트, 처칠, 이오시프 스탈린이 테헤란 회담을 열었다. 카이로 회담에서는 전후 일본은 모든 식민지와 해외영토를 반환해야 한다고 결정했고 버마 전역의 작전 계획을 정했으며, 테헤란 회담에서는 서방 연합국은 1944년 유럽 본토에 상륙하고 소련은 독일 패전 후 3개월 이내에 일본에게 선전포고한다고 서로 합의했다.

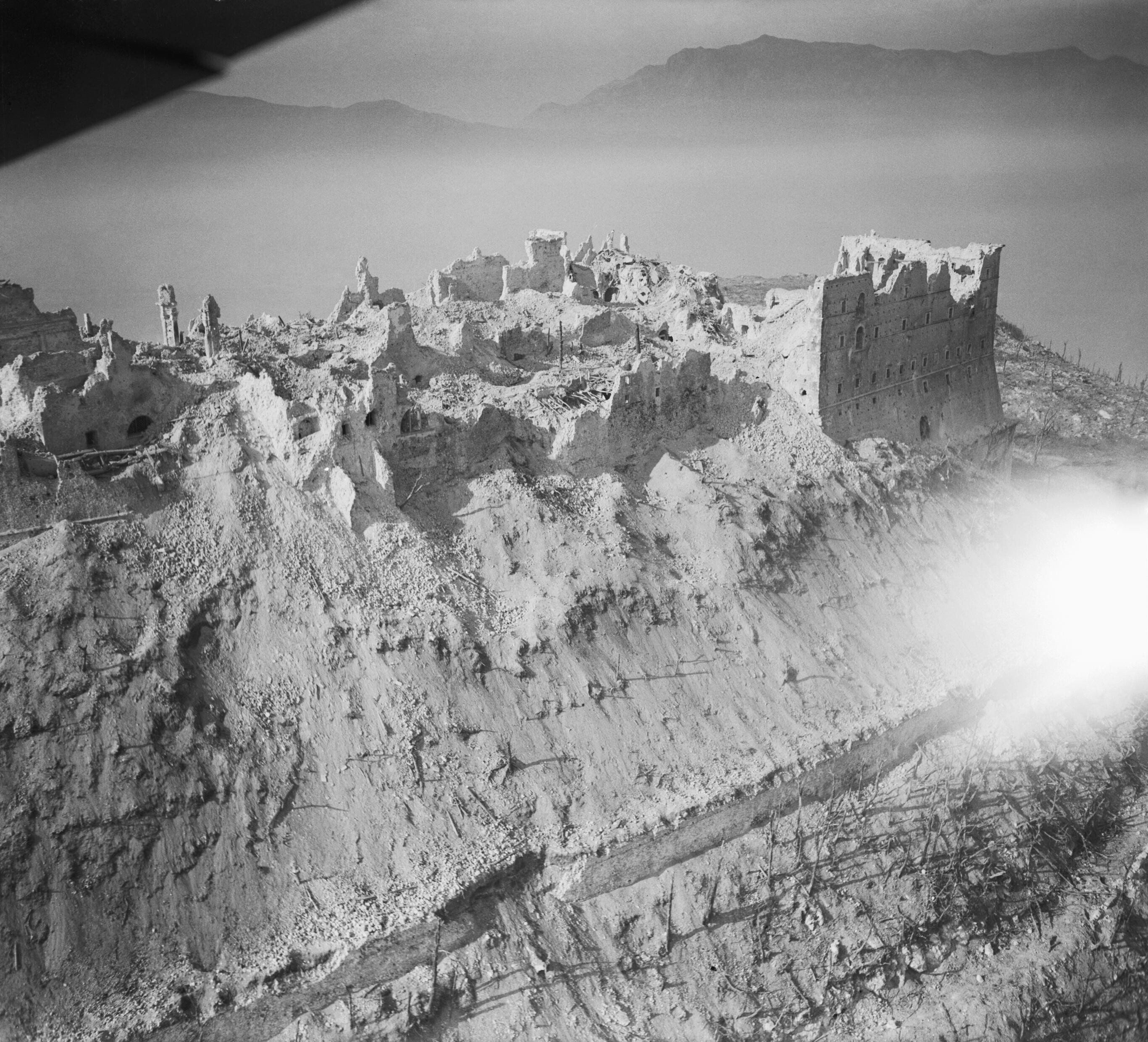
1944년 5월 이탈리아 전역 몬테카시노 전투로 완전히 파괴된 몬테카시노 베네딕토 수도원의 모습.

1943년 11월부터 7주동안 이어진 창더 전투에서 중국군은 연합군의 지원을 기달리면서 일본군을 상대로 소모전을 강요하며 큰 피해를 입혔다. 한편 1944년 1월 미국은 몬테카시노 전선을 향한 일련의 공세와 함께 안치오 상륙작전을 통해 이탈리아 전선을 돌파하러 시도했다.
1944년 1월 27일에는 소련 레닌그라드 전선군이 레닌그라드주에 자리잡은 독일군을 밀어내는 공세를 시작하여 역사상 가장 많은 사망자가 발생한 포위전 중 하나인 레닌드라드 포위전이 완전히 끝났다. 그 다음 이어진 공세 작전은 에스토니아의 재독립을 추구하는 에스토니아인의 지원을 받은 북부집단군이 전쟁 이전 에스토니아-소련 국경에서 저지하는 데 성공했다. 이 문제로 소련군의 발트해 지역 작전도 차질을 빚었다. 1944년 5월 소련군은 크림반도를 해방하고 우크라이나의 추축군을 거의 대부분 축출하며 루마니아로 진공하기 시작했지만 루마니아 지역은 추축군이 방어하는 데 성공한다. 이탈리아에서는 연합군의 공세가 성공했으며, 6월 4일에는 로마를 함락하는 데 성공했지만 대신 독일군 수 개 사단이 탈출하는 데 성공한다.
연합국은 아시아 본토에서는 서로 엇갈린 성과가 나왔다. 1944년 3월 일본군은 2개 공세 작전 중 첫 번째 작전으로 인도 아삼에 있는 연합군을 공격하는 작전을 시작했고 곧 임팔과 코히마의 영연방군 진지를 포위했다. 1944년 5월에는 영국군과 인도군이 반격을 가해 7월까지 일본을 버마로 전부 몰아냈고, 1943년 말 버마 북부로 공세해 간 중국군도 밋지나에서 일본군을 포위했다. 한편 일본의 두 번째 작전인 중국 내 공세인 대륙타통작전에서는 일본군이 중국군의 주요 전투사단을 파괴하고 일본군이 점령한 영토 사이사이에 있던 철도를 확보하며 연합군 비행장을 점령하는 것을 목표로 했다. 6월까지 일본군은 허난성 전역을 장악하고 창사를 향한 새로운 공격을 시작했다.

### 다가오는 연합국 (1944년)

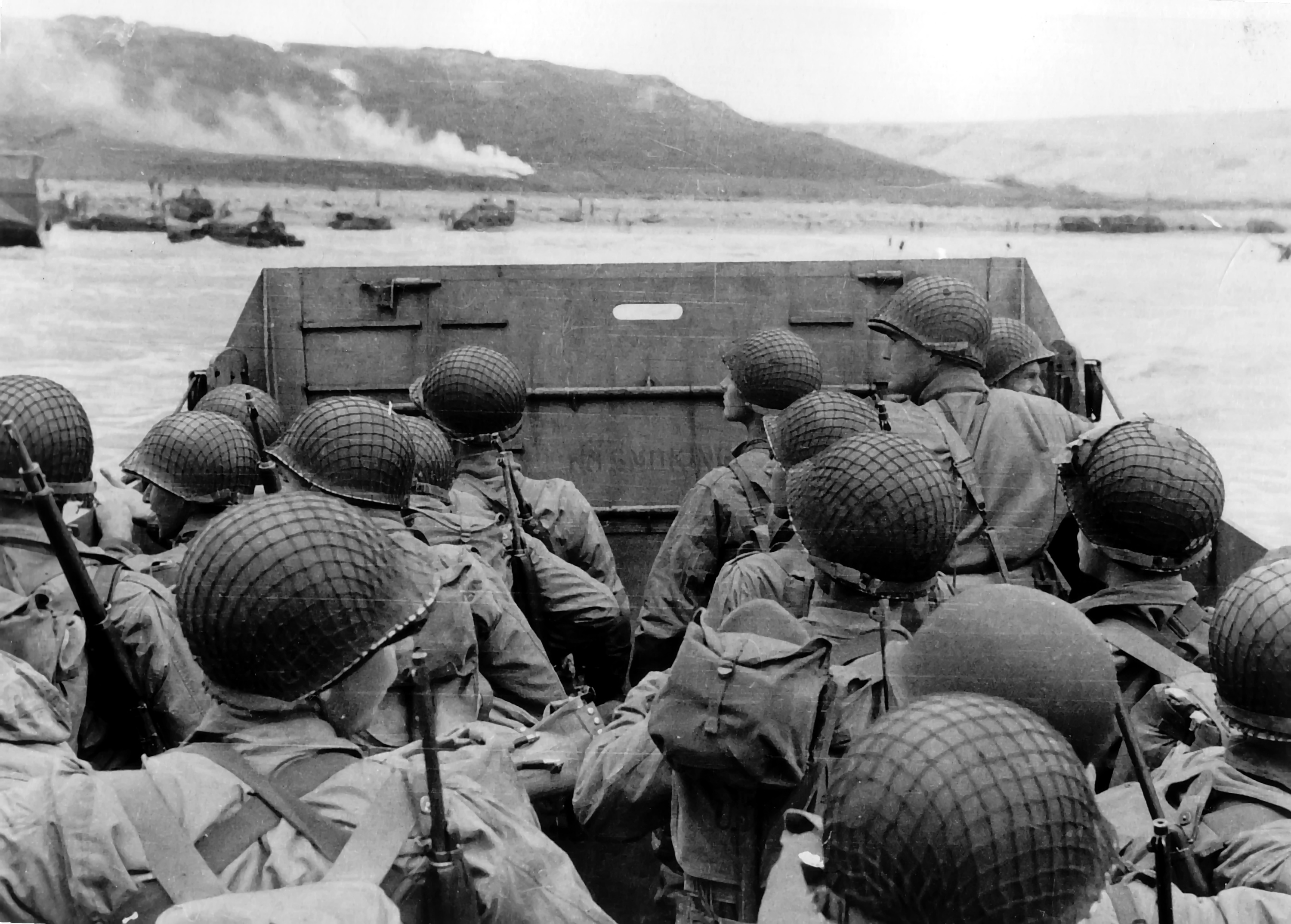
1944년 6월 6일 D-데이, 오버로드 작전 중 오마하 해변에 접근하는 미군의 모습.

1944년 6월 6일(D-Day로 알려짐), 3년간 소련이 압박하고 요구하던 서방 연합군의 북프랑스 상륙과 침공을 시작했다. 또한 이탈리아 전역에 있던 부대를 재배치하고선 뒤이어 남프랑스 상륙 작전도 진행했다. 두 상륙 작전 모두 성공했고 프랑스 북부의 독일군이 대패했다. 8월 25일에는 샤를 드 골 장군이 이끄는 프랑스 레지스탕스와 자유 프랑스군이 파리를 해방했으며 서방 연합군은 그 해 연말까지 서유럽의 독일군을 전부 밀어냈다. 네덜란드에서 대규모 공수 작전을 통해 북독일로 진격하러는 시도는 실패했다. 이후 서방 연합군은 서방 연합군은 천천히 독일 내로 진격했지만 루르강을 도하하는 대규모 공세는 실패했다. 이탈리아에서도 독일의 마지막 주방어선에 막히며 연합군의 진격이 느려졌다.

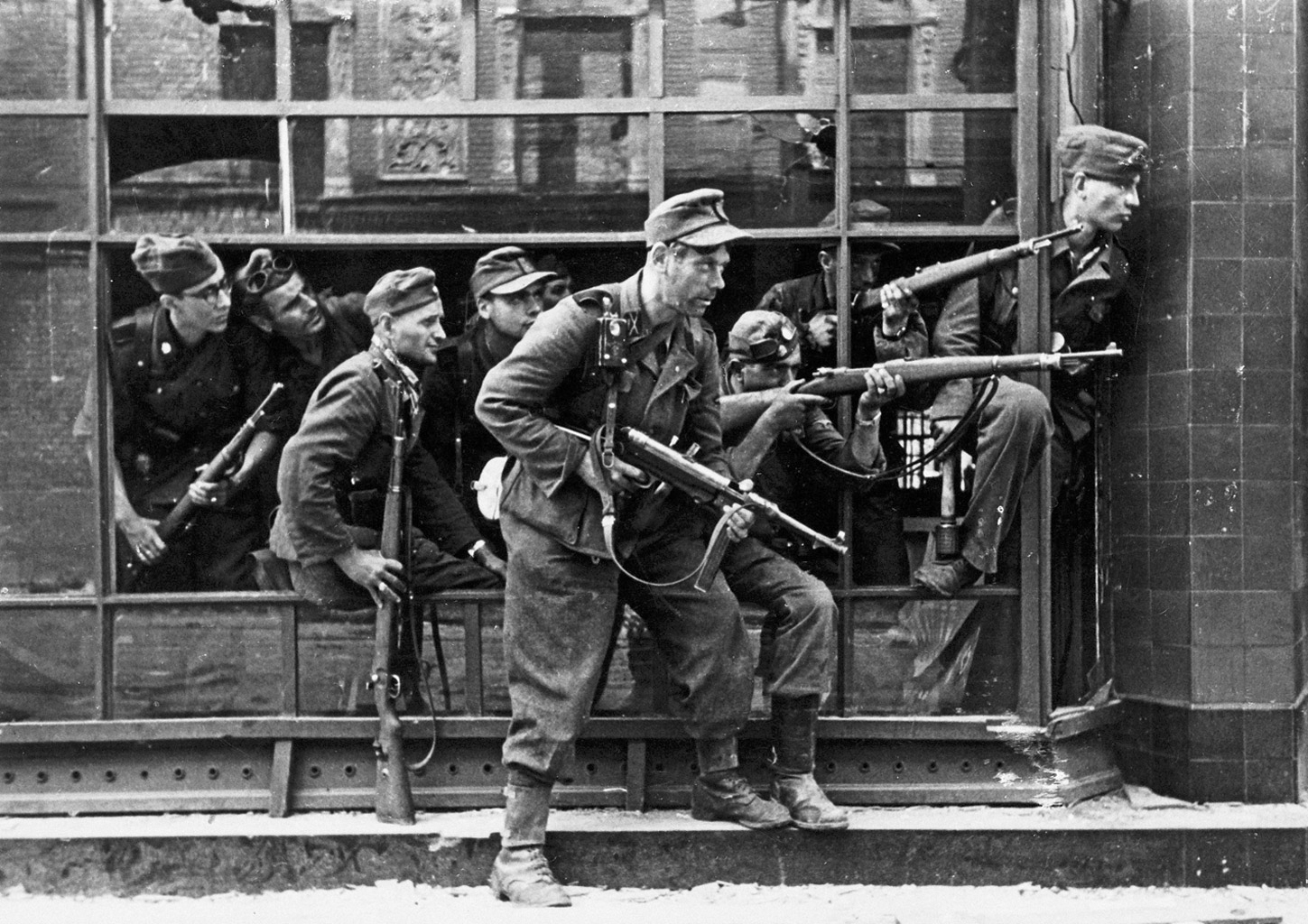
1944년 8월 바르샤바 봉기를 진압하는 친위대 제36무장척탄병사단(디를레방어 여단) SS 병사의 모습.

6월 22일 소련은 벨라루스를 향한 전략공세인 바그라티온 작전을 시작했으며 독일 중부집단군은 사실상 완전히 파괴되었다. 그 직후 얼마 지나지 않아 소련이 또 다른 전략공세작전을 시행해 서우크라이나와 폴란드 동부에서 독일군이 또 밀려났다. 소련은 폴란드 민족해방위원회를 수립하고 장악한 폴란드 영토의 통치를 맡겼고 폴란드 국내군와 교전하기 시작했다. 소련 붉은 군대는 비스와강 반대편의 프라가구에 남아 국내군이 벌인 바르샤바 봉기를 독일군이 진압하는 모습을 지켜만 봤다. 또한 슬로바키아에서 일어난 민족 봉기도 독일군에게 진압되었다. 한편 소련 붉은 군대는 동루마니아에서의 전략공세로 그곳의 상당한 독일군 병력을 포위하고 섬멸했으며 이후 루마니아와 불가리아에 쿠데타가 일어나 추축국에서 벗어나서 연합국으로 넘어갔다.
1944년 9월 소련군은 유고슬라비아로 진격하면서 그리스와 알바니아, 유고슬라비아에 있던 독일군 E집단군, F집단군은 포위되는 일을 피하기 위해 급하게 철수했다. 이 무렵 1941년부터 점령국에 맞서는 게릴라전을 성공적으로 수행하던 요시프 브로즈 티토 휘하의 유고슬라비아 파르티잔은 유고슬라비아 영토 대부분을 장악하고 남쪽으로 내려오는 독일군의 공격을 지연시켰다. 세르비아 북부에서는 붉은 군대와 제한적인 지원의 불가리아군은 유고슬라비아 파르티잔을 지원하여 10월 20일 유고슬라비아의 수도인 베오그라드를 해방하는데 성공했다. 며칠 후에는 소련이 독일이 점령한 헝가리를 향해 대규모 공세를 시작했으며 1945년 2월에는 부다페스트를 함락시켰다. 발칸반도에서 거둔 소련군의 대규모 승리와는 달리 소련군의 카렐리야 지협을 향한 대공세에서 핀란드는 격렬하게 저항했으며 비교적 온건한 조건으로 소련과 핀란드 간의 휴전 협정인 모스크바 휴전 협정이 맺어졌지만 이후에도 독일과 핀란드 사이 전쟁은 계속되었다.

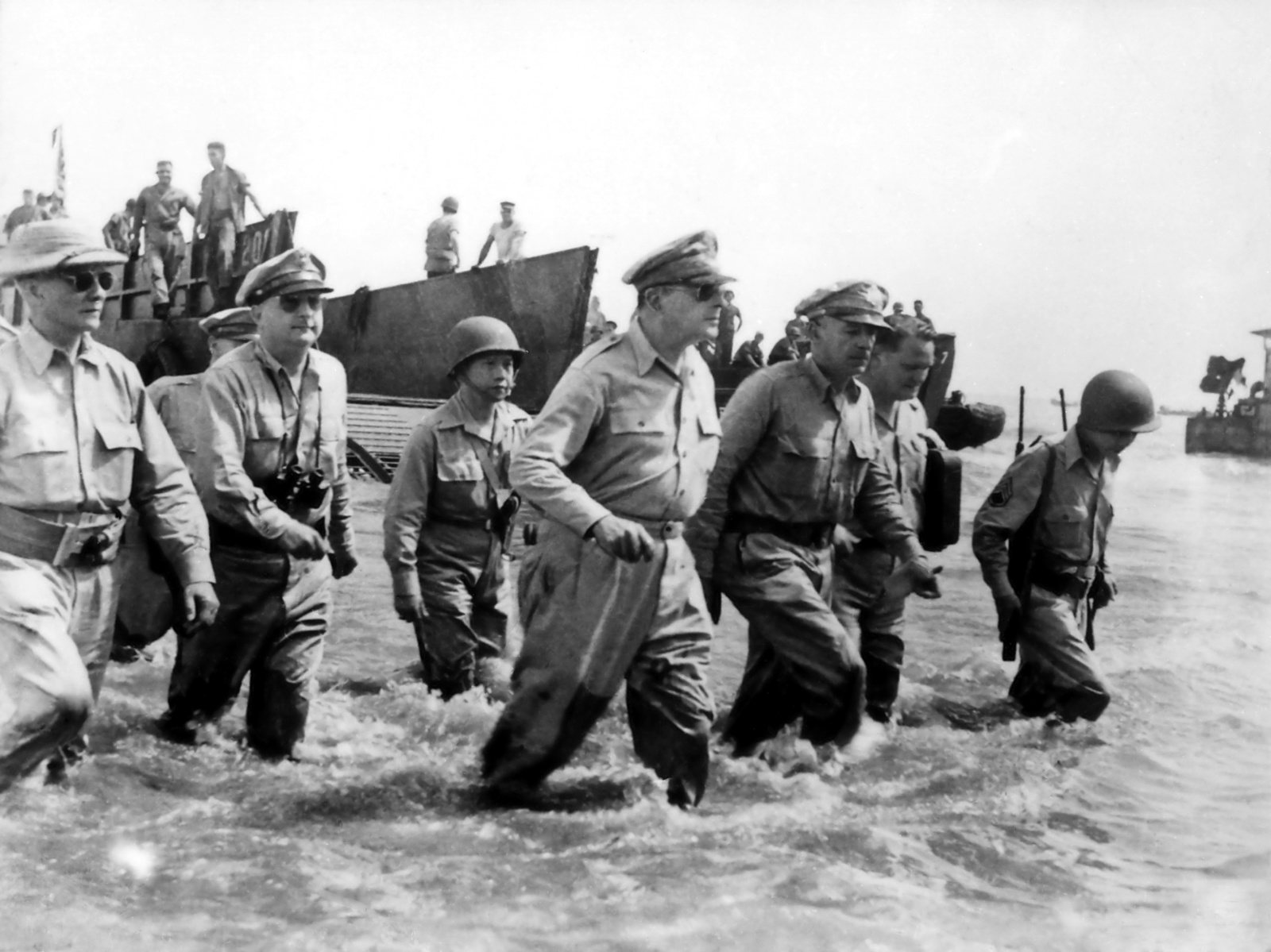
1944년 10월 20일, 레이테 전투에서 대장 더글러스 맥아더가 필리핀에 상륙하는 모습.

1944년 7월 초까지 동남아시아의 영연방 군대는 아삼 지역의 일본군 포위 공격을 격퇴하고 일본군을 친뒨강 너머로 밀어냈으며 중국군은 밋지나를 점령했다. 1944년 9월에는 중국군이 송산을 점령하고 버마 로드를 재개통했다. 하지만 중국 본토에서는 더 많은 성공을 거두어 6월 중순에는 창사를 점령하고 8월 초에는 헝양을 점령했다. 뒤이어 일본군은 광시로 침공하여 11월까지 구이린-류저우의 중국군을 격퇴했고 12월 중순에는 중국 본토와 인도차이나 반도의 일본군이 서로 이어지는데 성공했다.
태평양에서는 미군이 일본 경계 지역을 압박했다. 1944년 6월 중순 미군은 마리아나와 팔라우 제도를 향한 공세를 시작했고 필리핀해 해전에서 일본군을 결정적으로 격파하는 데 성공했다. 필리핀해 해전의 패배로 일본의 총리 도조 히데키가 사임했으며, 미군은 일본 본토에 집중적인 폭격을 할 수 있는 공군 기지를 얻었다. 10월 말에는 미군이 필리핀 레이테섬을 침공했고 얼마 있지 않아 연합군 해군은 역사상 가장 거대한 규모의 해전인 레이테만 전투에서 또 다른 승리를 거뒀다.

### 추축국의 붕괴, 연합국의 승리 (1944-1945년)

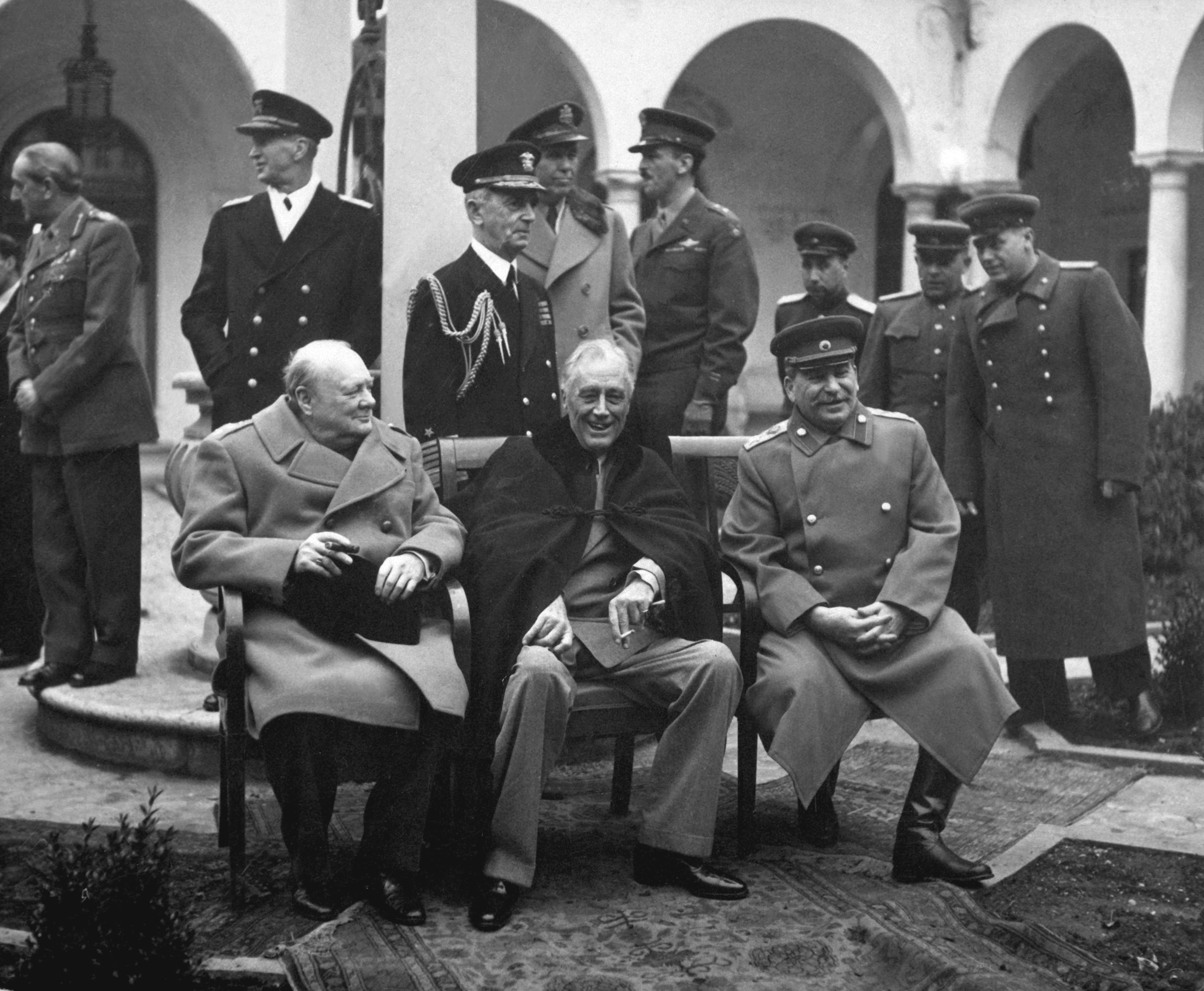
1945년 2월 얄타 회담에서 윈스턴 처칠, 프랭클린 D. 루즈벨트, 이오시프 스탈린이 만난 모습.

1944년 12월 16일 독일은 서부전선에서 남은 예비군 대부분을 사용하여 아르덴 산맥과 프랑스-독일 국경지대를 따라 대규모 반격작전을 수행해 서구 연합군을 갈라놓아 포위시켜 주요 보급항구인 안트베르펜을 점령해 정치적으로 휴전해보겠다는 마지막 시도를 시작했다. 1945년 1월 16일까지 이 공세는 전략적 목표를 달성하지 못한채 격퇴당했다. 이탈리아에서는 서방 연합군이 독일군의 방어선에서 교착상태를 유지했다. 1945년 1월 중순 폴란드의 붉은 군대는 독일의 비스툴라-오데르강 지역으로 공세를 가하고 동프로이센을 점령했다. 2월 4일에는 미국, 영국, 소련 지도자가 만나 얄타 회담을 열었다. 얄타 회담에서 3국 지도자는 전후 독일 점령 사항과 이후 소련의 대일전 참전 시기에 합의했다.
2월까지 소련군은 실레지아와 동포메라니아에 진입하기 시작했고, 서방 연합군은 독일 본토 서부로 침공해서 라인강을 도하하기 시작했다. 3월까지 서방 연합군은 북쪽과 남쪽에서 라인강을 도하해 라인-루르에 있는 독일 B집단군을 완전히 포위했다. 3월 초에는 독일이 헝가리에 있는 마지막 유전지대를 보호하고 부다페스트를 탈환하기 위해 벌러톤호 인근에서 소련군을 상대로 마지막 대공세를 펼쳤다. 2주만에 공세는 격퇴되었고 소련군은 빈을 향해 진격하여 빈을 점령했다. 4월 초에는 소련군이 쾨니히스베르크를 점령하고 서방 연합군은 이탈리아 북부로 공세하기 시작했으며 함부르크와 뉘른베르크를 점령하여 독일 서부를 휩쓸기 시작했다. 4월 25일에는 미군과 소련군이 엘베강에서 서로 만났으며 독일 남부와 베를린 인근의 여러 빈 포위망만 남고 연합군이 점령했다.

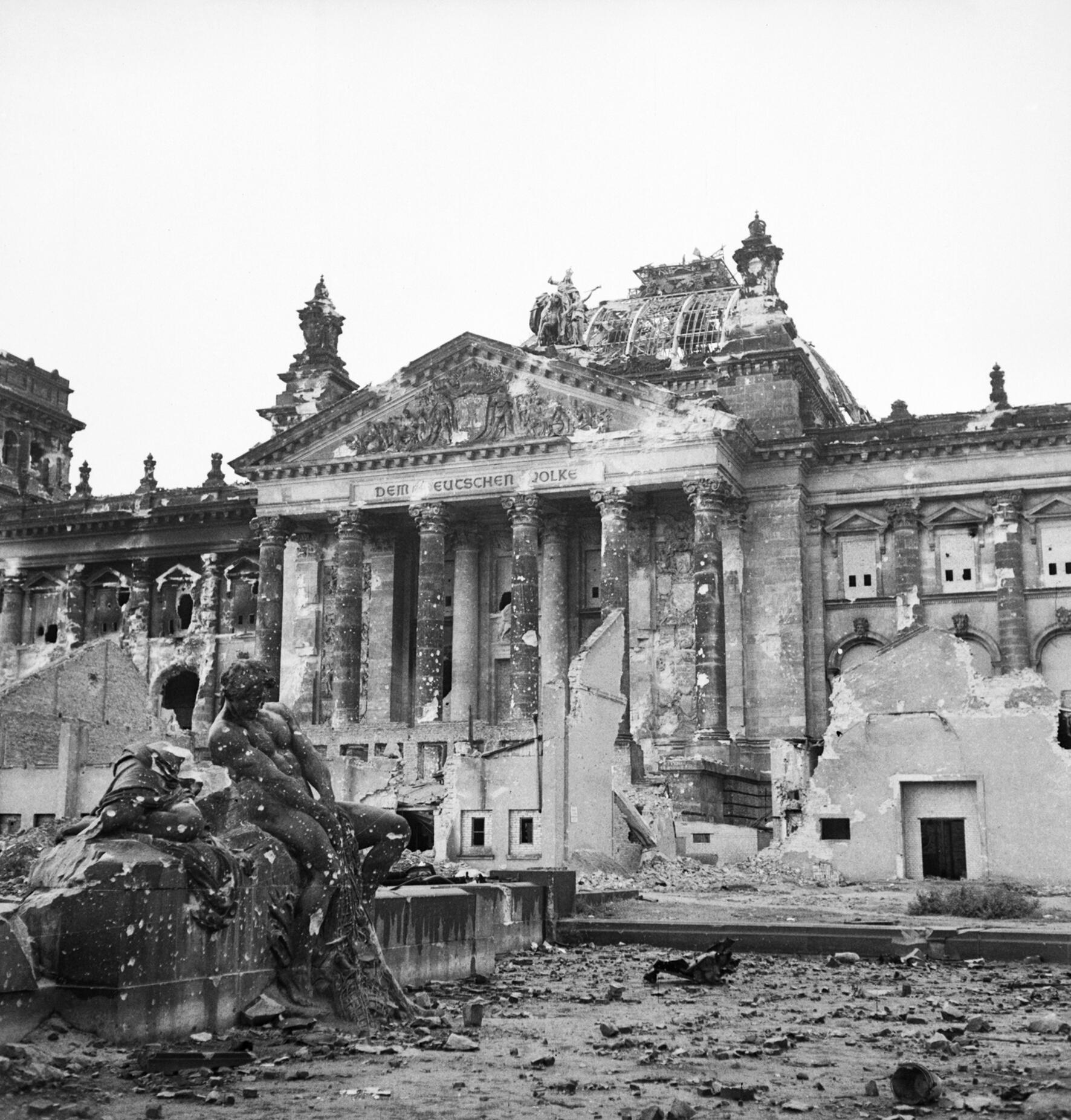
1945년 6월 3일 폐허가 된 국가의회 의사당의 모습.

소련군은 4월 말 베를린으로 진입하고 점령했다. 이탈리아에서는 4월 29일 독일군이 항복했다. 4월 30일에는 베를린의 국가의회 의사당을 소련군이 점령하면서 나치 독일은 군사적으로 완전히 패배했고 5월 2일에는 베를린 수비군이 항복했다.
이 기간 양 측의 지도부에 큰 변화가 생겼다. 4월 12일에는 미국의 대통령인 루즈벨트가 사망하고 부통령 해리 S. 트루먼이 대통령직을 승계했다. 4월 28일에는 이탈리아 파르티잔이 베니토 무솔리니를 잡아 처형했다. 4월 30일에는 아돌프 히틀러가 퓌러엄폐호에서 자살하고 총통직은 대제독 카를 되니츠와 요제프 괴벨스에게 승계되었다. 5월 7일과 8일에는 독일의 완전하고 무조건적인 항복문서가 서명되었으며 5월 8일이 넘어가자 효력을 발휘했다. 하지만 프라하에 있는 독일 중부집단군은 5월 11일까지 저항했다.
태평양 전장에서는 미군이 필리핀 자치령군과 함께 필리핀 내로 진격하여 1945년 4월 말까지 레이테를 완전 점령했다. 1945년 1월에는 루손섬에 미군이 상륙하고 3월에는 마닐라를 탈환했다. 하지만 종전시까지 루손섬과 민다나오섬, 기타 필리핀의 여러 섬에서 전투가 계속되었다. 한편 미국 육군 항공대는 일본의 전쟁산업을 파괴하고 민간인의 사기를 꺾기 위해 일본의 전략적인 도시를 향한 대규모 폭격 작전을 시작했다. 대표적인 공습으로는 역사상 가장 사망자가 많은 재래식 폭격작전인 3월 9-10일 사이 도쿄 대공습이다.

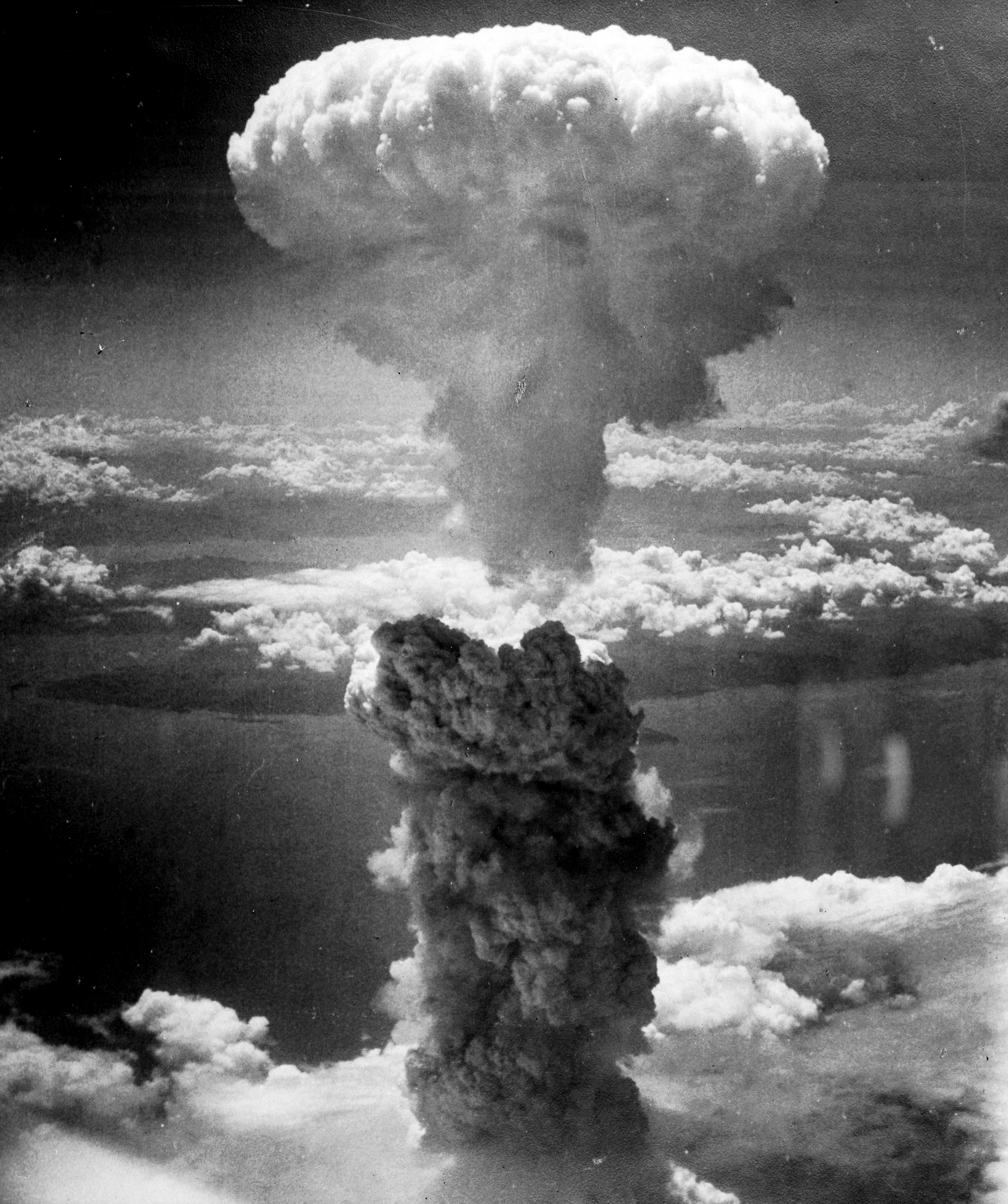
나가사키시에 투하된 원자폭탄이 폭발하는 모습.

1945년 5월에는 오스트레일리아군이 보르네오에 상륙하여 유전지대를 점령했다. 영국, 미국, 중국은 3월 버마 북부의 일본군을 밀어내고 영국군은 5월 3일 양곤을 점령했다. 중국군도 1945년 4월 6일부터 6월 7일까지 서후난 전투를 통해 본토에서도 반격하기 시작했다. 미국 해군과 상륙군도 일본으로 이동하여 3월에는 이오지마를, 6월 말에는 오키나와를 점령했다. 이와 동시에 잠수함의 해상 봉쇄가 일본 경제의 목을 조르고 있었으며 해외 병력의 보급 능력을 급격하게 감소시켰다.
7월 11일 연합군 지도자들은 독일 포츠담에서 회담을 가졌다. 이 회담에서 독일에 대한 이전의 합의를 재확인했고 미국, 영국, 중국 정부는 일본의 무조건 항복 요구를 되풀이하면서 그렇지 않을 경우의 대안은 "신속하고 완전한 일본의 파괴"만 있을 뿐이라고 명시했다. 회담 기간 영국에서는 총선이 열렸으며 이 총선에서 처칠이 실각하고 영국 노동당의 클레멘트 애틀리가 총리에 올랐다.
일본 정부는 더 유리한 항복 조건을 협상할 수 있다고 믿으면서 포츠담 회담에서 나온 무조건 항복 요구를 거부했다. 8월 초에는 미국이 일본의 히로시마시와 나가사키시 두 곳에 원자폭탄을 투하했다. 두 폭격 사이에 소련은 얄타 회담에서의 요구에 따라 일본이 점령중인 만주를 침공하고 일본 최대 전투력을 가지고 있던 관동군과 괴뢰국인 만주국군을 빠르게 격파했다. 원자폭탄 투하와 소련의 대일전 참전 두 사건으로 그전까지 완고하던 일본 제국 지도부도 항복 조건을 받아들이게 되었다. 붉은 군대는 사할린섬 남부와 쿠릴 열도의 일본군도 공격해 점령했다. 1945년 8월 9-10일 사이 히로히토 덴노는 연합국이 포츠담 선언에서 요구한 조건을 모두 수락하기로 결정하겠다고 발표했다. 8월 15일 덴노는 옥음방송을 통해 포츠담 선언 수락결정을 일본 국민들에게 발표했다. 8월 15일 일본이 항복했고 일본의 항복문서는 1945년 9월 2일 도쿄만에 정박한 미국 전함 USS 미주리 위에서 서명하면서 제2차 세계 대전은 완전히 끝났다.

## 결과

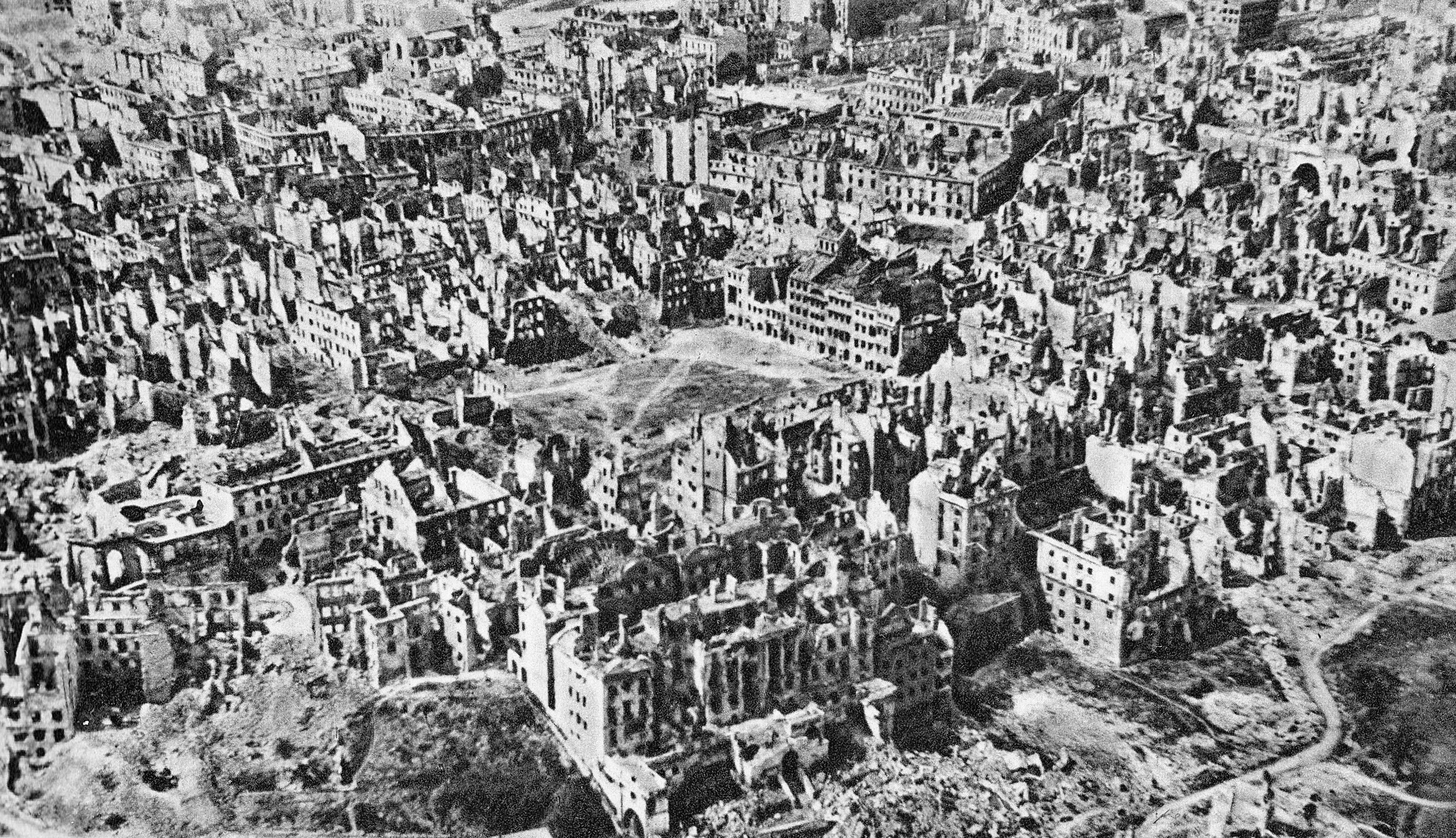
점령했던 독일군이 고의적으로 완전히 파괴했던 1945년 바르샤바의 모습.

연합국은 점령한 오스트리아와 독일 영토에 점령 지역 행정부를 세웠고 처음에는 각각 서방 연합국이 서쪽을, 소련이 동쪽을 통제하는 지역으로 나누어 통제했다. 하지만 두 연합국은 서로 갈라졌다. 독일에서는 1949년 서방 연합국과 소련이 통제하던 서부와 동부 점령 지역의 통치가 종료되면서 각 지역이 서독과 동독으로 분단되었다. 하지만 오스트리아는 1955년까지 점령이 계속되었으며 서방 연합국과 소련간의 공동합의를 통해 공식적으로는 어떠한 정치 세력에도 속하지 않은 중립 민주국가로 통일이 허용되며 오스트리아가 독립했다(실제로는 서방 연합국에 가까웠다). 한편 독일에서는 탈나치화 과정이 계속되어 뉘른베르크 국제군사재판을 통해 나치 전범을 기소하고 전 나치를 권력에서 전부 쫓아냈지만 나중에는 정책이 나치 전범이 사면되고 전 나치가 점차 서독 사회로 재통합하는 방향으로 변화했다.
독일은 1937년 기준 전쟁 전과 비교하여 영토의 1/4이 손실되었다. 동부에서는 실레시아, 노이마르크와 포메라니아 거의 대부분이 폴란드에게 넘어갔고 동프로이센은 폴란드와 소련이 분할 점령했다. 타국으로 넘어간 지방에서 9백만명이 넘는 독일인이 독일 본토로 추방되었으며 체코슬로바키아의 주데텐란트에서도 3백만명이 넘는 독일인이 추방되었다. 1950년대 기준 서독인의 1/5이 동쪽에서 넘어온 난민이었다. 또한 소련은 커즌선 동쪽의 폴란드를 점령했고 그곳에 살던 2백만명의 폴란드인을 추방했다. 또한 루마니아 동북부, 핀란드 동부 일부, 발트 3국도 소련 영토로 편입되었다.

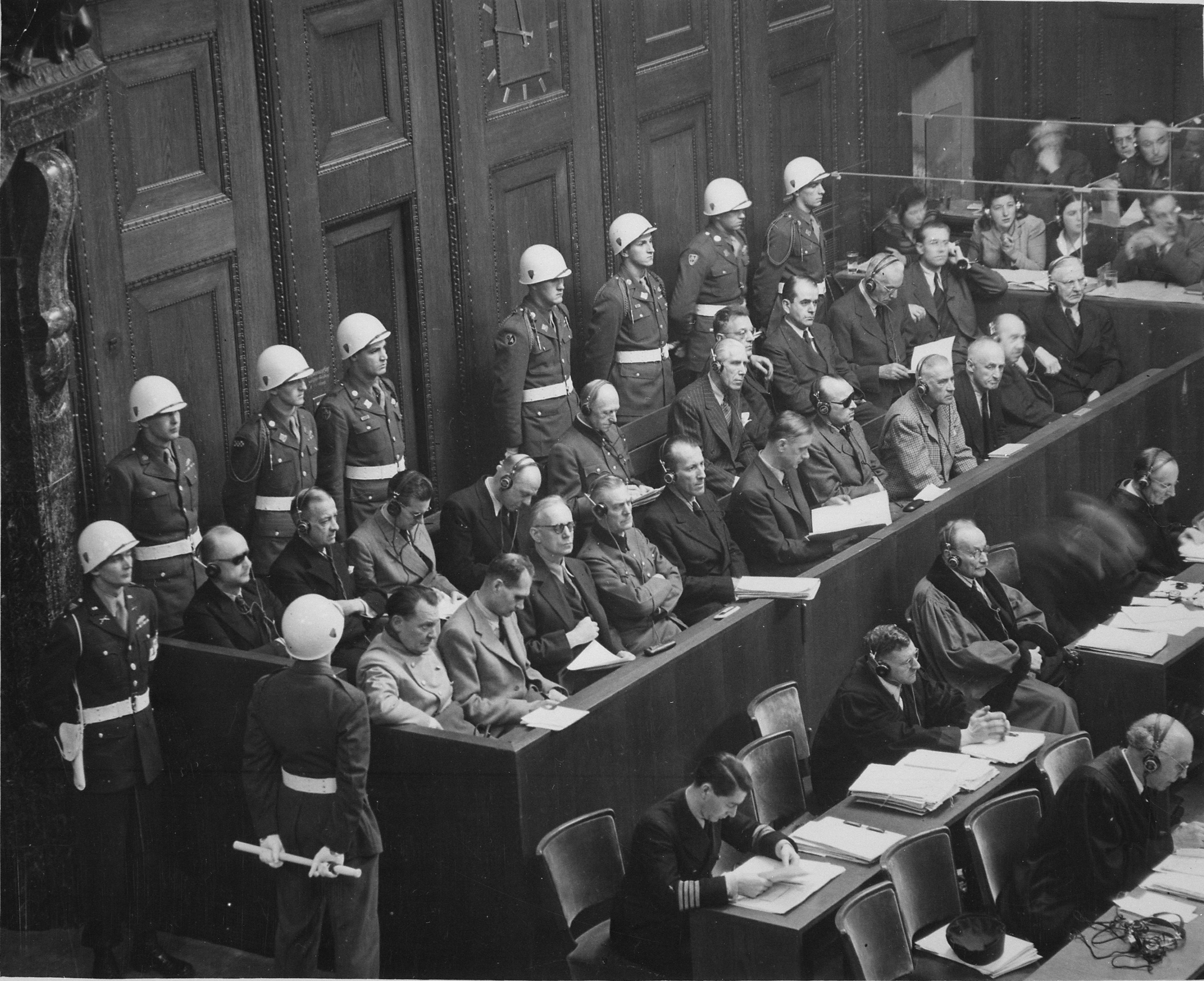
연합국이 나치 독일의 정치, 군사, 사법, 제계 지도층의 저명인사를 인도에 반한 죄로 기소했던 뉘른베르크 국제군사재판의 모습.

세계 평화를 유지하기 위해 연합국은 1945년 10월 24일 공식적으로 유엔을 출범시켰고 1948년에는 모든 유엔 회원국에 보편표준으로 통하는 세계 인권 선언이 채택되었다. 전쟁의 승전국인 미국, 영국, 프랑스, 중국, 소련 5개 강대국은 유엔 안전 보장 이사회의 상임이사국이 되었다. 5개 상임이사국은 현재까지 유지되고 있으나 1971년 중화민국이 중화인민공화국으로 상임이사국 지위가 넘어갔고 1991년 소련의 붕괴로 승계국가인 러시아 연방으로 상임이사국이 넘어가는 등 약간의 변동이 있었다. 서방 연합국과 소련의 동맹은 전쟁이 끝나기도 전에 약화되기 시작했다.

전후 중앙유럽의 국경 변화와 공산주의 동구권의 형성.

독일은 사실상 분단되었고 연합국과 소련의 점령지역을 경계로 두 개의 독립국인 독일연방공화국(서독)과 독일민주공화국(동독)이 수립되었다. 유럽 나머지 지역도 각각 서방과 소련의 영향권으로 갈라졌다. 대부분의 동유럽과 중부유럽 국가는 소련의 영향권에 속하게 되어 소련 점령행정국의 전폭적인, 혹은 부분적인 지원으로 이 지역 국가는 공산주의 정부가 수립되었다. 그 결과 동독, 폴란드, 헝가리, 루마니아, 불가리아, 체코슬로바키아, 알바니아가 소련의 위성국화 되었다. 공산주의 유고슬라비아는 완전히 소련과 독립하는 정책을 취해 소련과 긴장이 발생했다.
전후 세계도 미국이 주도하는 나토(NATO)와 소련이 주도하는 바르샤바 조약 기구의 두 편으로 갈라졌다. 두 세력 사이의 오랜 정치적 긴장과 군사경쟁인 냉전이 시작되었고 냉전 기간 전례 없는 군비 경쟁과 전 세계의 수많은 대리전이 이어졌다.
아시아에서는 미국이 일본 본토와 일본이 통치했던 구 서태평양 도서 지역을 점령했고 소련은 남사할린과 쿠릴 열도를 점령했다. 일제강점기 치하에 있던 한국은 1945년부터 1948년까지 북쪽은 소련이, 남쪽은 미국이 분할 점령하면서 분단되었다. 1945년에는 북위 38도선을 기준으로 남북에 각각 자신이 한반도 전체의 합법적인 정부라고 주장하는 별도의 공화국이 수립되었고 1950년 한국전쟁으로 이어졌다.

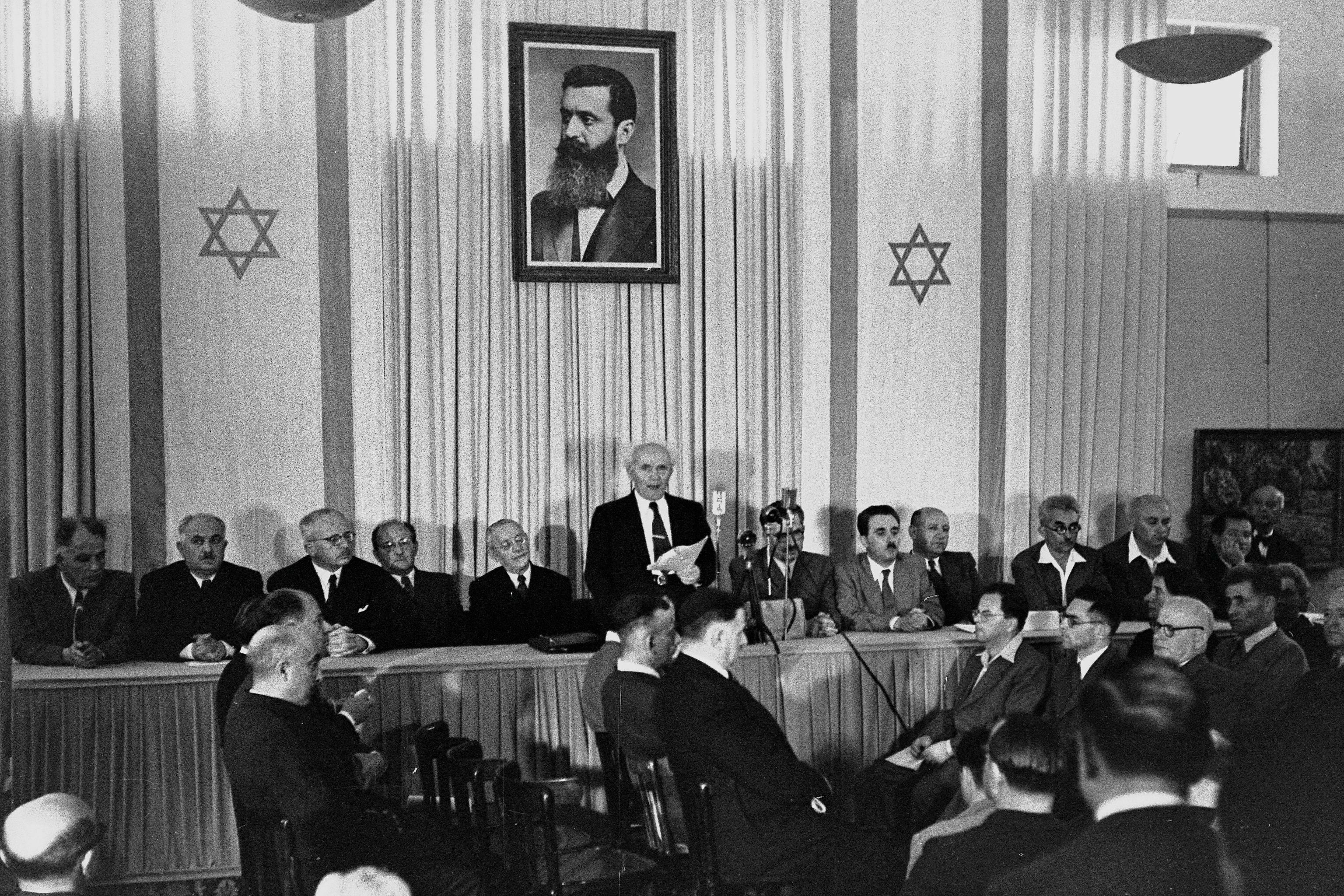
1948년 5월 14일 독립기념관에서 이스라엘 독립 선언서를 발표하는 다비드 벤구리온의 모습.

중국에서는 국민당과 공산당 사이 제2차 국공 내전이 1946년 6월 재개되었다. 국공 내전에서 중국공산당이 승리해 본토에서는 중화인민공화국이 수립되었고, 1949년 국민당군은 국부천대로 타이완으로 철수한다. 중동에서는 아랍 세력이 유엔의 팔레스타인 분할안에 반대하고 이스라엘에 독립을 선언하면서 아랍-이스라엘 분쟁이 시작되었다. 유럽 열강은 식민제국의 일부 혹은 영토 전체를 유지하러 시도했지만 전쟁 중 상황과 자원의 손실로 유지에 실패했고 탈식민지화로 이어졌다.
전 세계 경제는 전쟁으로 큰 타격을 입었지만 각 참전국별로 경제는 서로 다른 영향을 미쳤다. 미국은 전 세계 어떤 국가보다도 훨씬 부유해져 베이비 붐으로 이어졌고 1950년까지 1인당 국내총생산은 전 세계 1위를 유지하며 세계 경제를 지배했다. 서방 연합국의 점령통치국은 1945년부터 1948년까지 서독의 산업 해체 계획을 수립했다. 국제무역의 의존성으로 이 정책은 유럽의 경제 침체로 이어졌고 유럽의 전후 회복은 수 년이나 지연되었다.
1944년 7월 브레튼우즈 회담에서 연합국은 전후 세계 경제 체제를 수립했다. 이 협정에서 국제 통화 기금(IMF)과 국제부흥개발은행(IBRD)의 수립이 결정되었다. 브레튼 우즈 체제는 1973년까지 지속되었다. 1948년 중순 서독의 화폐개혁으로 경제 회복이 시작되었고 유럽 경제 정책의 자유주의화에 마셜 플랜(1948-1951년)이 직간접적으로 큰 영향을 끼쳤다. 1948년 이후 서독의 경제 회복을 "라인강의 기적"이라고 부른다. 이 시기 이탈리아도 급격한 호황을 겪었고 프랑스도 경제 반등을 이뤄냈다. 반대로 영국은 경제 파탄 상태에 빠졌고 다른 유럽국가보다 압도적으로 많은, 마셜 플랜에서 전체의 1/4의 금액을 지원받았지만 수십 년간 상대적 경제침체 상황이 계속되었다. 소련은 막대한 인적, 물적 손실을 겪었지만 전후 직후 생산량이 급격히 증가했다. 일본은 그보다도 훨씬 나중에야 경제가 회복되었다. 중국은 1952년이 되어야 전쟁 이전 생산량을 회복했다.

## 영향

### 사상자와 전쟁 범죄

제2차 세계 대전에서 발생한 각국의 사상자 도표.

대부분의 사상자가 기록되지 않았기 때문에 제2차 세계 대전의 총 사상자 수치는 기록마다 매우 다르다. 대부분의 문헌에서는 약 2천만명의 군인과 4천만명의 민간인을 포함해 총 6천만명이 전쟁으로 사망했다고 집계했다. 수많은 민간인이 고의적인 제노사이드, 학살, 대량폭격, 감염, 기근으로 사망했다.
소련에서만 전쟁 중 약 2,700만명이 사망했으며 이 중 870만명이 군인, 1,900만명이 민간인 사망자이다. 소련 인구의 1/4이 부상을 입거나 사망했다. 독일은 군인만 530만명이 사망했는데 이는 대부분 동부전선과 전쟁 말 독일 본토에서 전투로 사망했다.
히틀러의 인종 정책의 직간접적인 영향으로 총 1,100만명에서 1,700만명의 민간인이 사망했는데 여기에는 유대인, 롬인, 동성애자 대량살해 약 6백만명과 폴란드인 190만명, 기타 슬라브인(러시아인, 우크라이나인, 벨라루스인 포함) 100만명 이상, 기타 인종과 소수민족 학살 사망자 등이 있다. 1941년부터 1945년까지 유고슬라비아에서 추축국에 부역한 크로아트계 우스타샤가 20만명의 세르브인과 롬인, 유대인을 박해하고 학살했다. 이와 동시에 세르브계 체트니크가 보슈냐크인, 크로아트인을 박해하고 학살했으며 5만명에서 68,000명이 살해(그 중 민간인이 41,000명)당했다. 또한 1943년에서 1945년 사이 우크라이나 반역군은 볼히니아 학살로 10만명 이상의 폴란드인이 학살당했다. 이와 동시에 폴란드 국내군과 기타 폴란드인 부대가 보복공격으로 우크라이나인 10,000-15,000명을 학살했다.

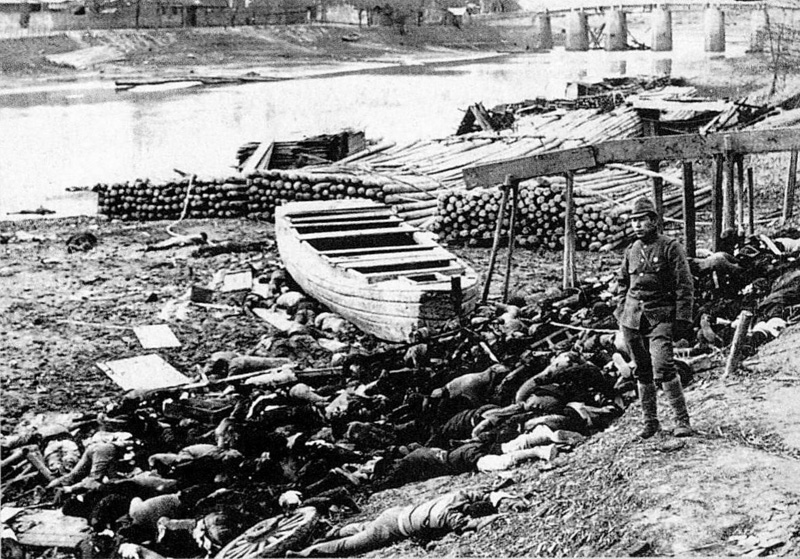
1937년 12월 난징 대학살 당시 일본 제국 육군의 학살로 사망한 중국 민간인의 시신.

아시아와 태평양에서 일본군에게 사망한 사람들의 숫자는 논쟁의 여지가 많은 상태이다. R. J. 럼멜은 일본군이 3백만명에서 1천만명을 죽였으며 가장 가능성이 높은 수치는 6백만명이라고 주장했다. 영국의 역사학자 M. R. D. 푸트는 민간인 사망자가 1천만명에서 2천만명 사이이며 중국군 사상자(사망자와 부상자)는 5백만명 이상으로 추산된다고 주장했다. 그 외에도 최대 3천만명 가까운 민간인이 사망했다는 추정치도 있다. 가장 악명높은 일본의 잔학 행위로는 난징 대학살로 5만명에서 30만명 사이의 중국인이 강간당하고 살해당했다. 히메타 미쓰요시는 삼광작전으로 270만명의 사상자가 발생했다고 집계했다. 일본군의 오카무라 야스지 장군이 시행한 이 정책로 허베이와 산둥성 지역에서의 대량 학살이 벌어졌다.
추축군은 여러 생물학, 화학무기를 사용했다. 일본 제국 육군은 중일 전쟁 기간 중국 내에서(731부대 참조), 소련과의 초기 분쟁에서 여러 화학무기를 사용했다. 독일과 일본 모두 민간인을 상대로 생화학 무기를 실험했으며 때로는 전쟁 포로를 대상으로도 실험하기도 했다.
소련은 카틴 학살에서 폴란드 관료 22,000명 이상을 학살했으며, 내무인민위원부(NKVD)는 수천 명의 정치범을 투옥하고 학살했고 붉은 군대가 점령한 발트 3국과 폴란드 동부 영토에서 민간인을 시베리아 등지로 강제로 이주시켰다.
유럽과 아시아의 도시에 대한 대량폭격은 종종 전쟁범죄라고 불리긴 하지만 제2차 세계 대전 이전이나 그 중에 항공전과 관련된 실정법이나 관습적 국제인도법이 존재하지 않았다. 미국 육군항공대는 일본 본토의 67개 도시를 공습하여 393,000명의 민간인이 사망했으며, 히로시마·나가사키 원자폭탄 투하를 포함해 전체 시가지의 65%가 파괴되었다.

### 강제 수용소 및 강제 노동

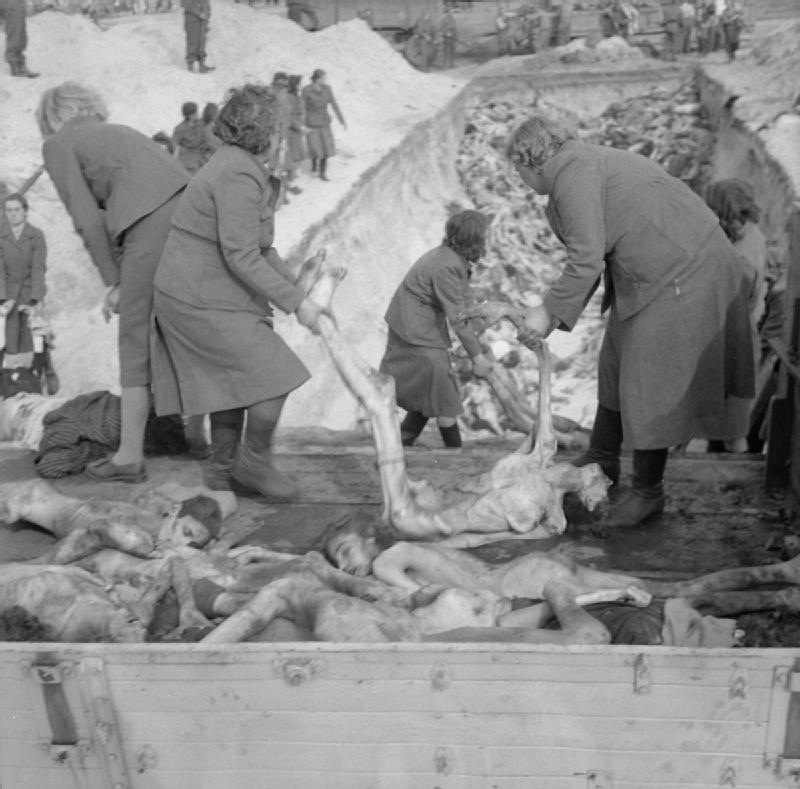
1945년 베르겐-벨젠 강제 수용소 내에서 트럭으로 포로 시신을 꺼내 집단무덤으로 옮기는 슈츠슈타펠(SS) 여성 대원의 모습.

아돌프 히틀러의 독재 아래 있던 나치 독일은 홀로코스트로 대략 6백만명에 달하는 유대인을 학살했고, 그 외에도 폴란드인 270만명도 학살했으며, "살 가치가 없는 생명" 400만명(장애인, 정신 질환자, 소련 전쟁 포로, 롬인, 동성애자, 프리메이슨, 여호와의 증인 등)을 살해하며 사실상 "집단학살 국가"로 변모했다. 특히 소련군 포로는 견딜 수 없는 조건에서 수용되고 있었고 570만명 중 360만명의 소련 전쟁 포로가 전쟁 중 나치 수용소에서 사망했다. 나치 강제 수용소 이외에도 나치 독일 내에서는 산업적 규모로 사람들을 학살하기 위해서만 운용하는 절멸 수용소도 만들어졌다. 또한 나치 독일은 강제 노동자로 광범위하게 사용했다. 독일이 점령한 국가에서 약 1,200만명의 유럽인을 납치하여 독일 내 산업, 농업, 전쟁 경제 등등에서 노예로 사용해 노동력을 이용했다.
소련의 굴라크는 1942년에서 43년 사이에는 전시 수탈과 수감자들의 기근으로 수많은 전시 수감자들이 사망하면서 사실상의 절멸 수용소화되었다. 특히 1939년-1940년 사이 소련이 점령한 폴란드와 발트3국, 기타 외국인과 추축군 전쟁포로의 사망자가 많았다. 종전 무렵 나치 수용소에서 해방된 소련군 전쟁 포로와 송환된 민간인들은 특수분리수용소에 구금되어 NKVD의 평가를 받았으며, 이 중 226,127명이 실제로 혹은 나치 부역자로 의심받아 굴라크로 보내졌다.

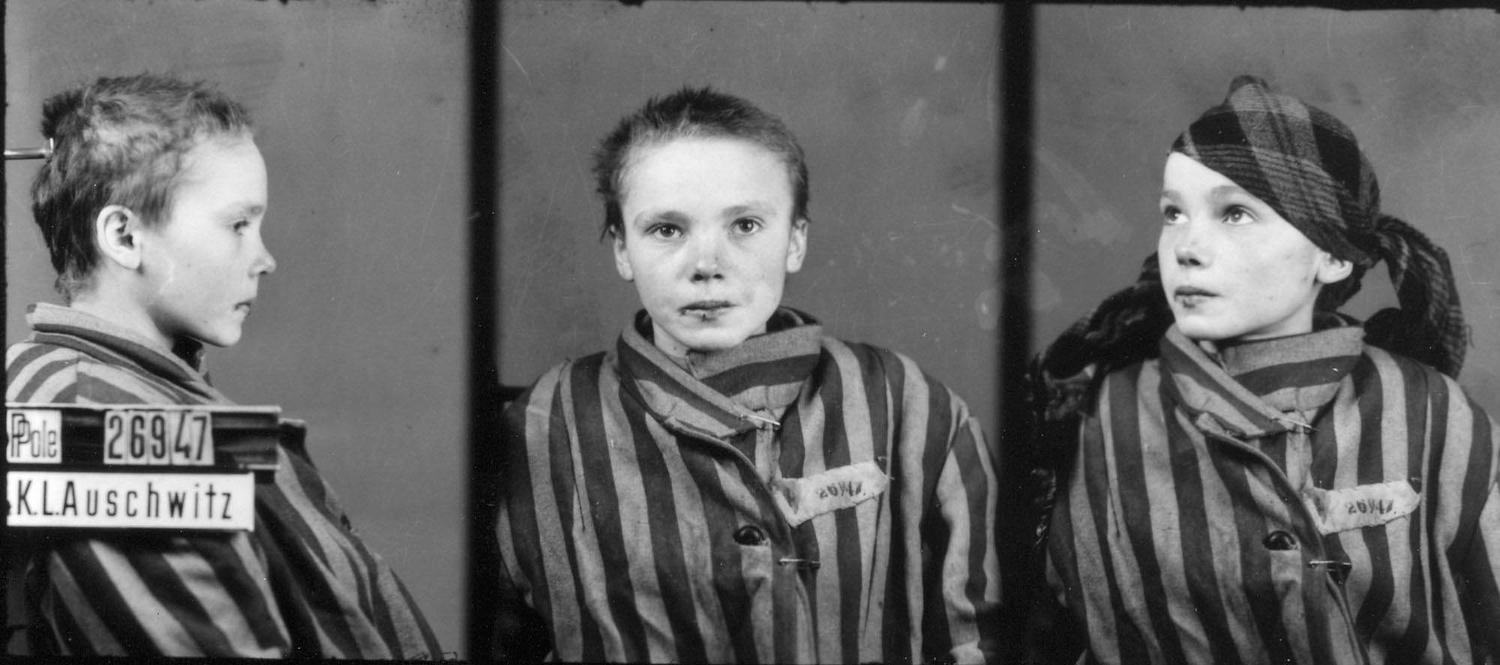
아우슈비츠 강제 수용소에서 사망한 폴란드 카톨릭계 소녀인 체스와바 크보카의 SS가 촬영한 수용자 신분증 사진. 약 23만명의 어린이가 강제로 납치당해 강제 노동이나 생체 실험의 실험체로 사용당했다.

노동수용소로 사용되었던 일본군의 포로 수용소도 사망률이 높았다. 극동국제군사재판에서는 서양인 포로의 사망률이 27%(미국인 포로의 경우 37%)이었으며 독일인이나 이탈리아인 포로와 비교하면 최대 7배 차이난다고 밝혔다. 일본이 항복한 후 석방된 포로의 수를 보면 영국인이 37,583명, 네덜란드인이 28,500명, 미국인이 14,473명인 반면 중국인은 단 56명밖에 없었다.
북중국과 만주국의 중국인 5백만명 이상이 1935년에서 1941년 사이 흥아원이라는 이름으로 광산이나 군수 산업에 일하기 위한 노예로 동원되었다. 1942년 이후에는 이런 강제 노동자가 1천만명으로 늘어났다. 자와섬에서는 4백만명에서 1천만명에 달하는 노무자가 일본군에게 동원되어 강제 노동을 했다. 자와섬의 노무자 중 약 27만명이 동남아시아의 다른 일본 점령 지역으로 이송되었으며 종전 이후 52,000명만 자와섬으로 돌아올 수 있었다.

### 국내 전선과 생산

1938년부터 1945년 사이 추축국과 연합국의 GDP 비율 그래프.

전쟁 발발 전 유럽을 보면 연합국은 인구와 경제력 양쪽 다 우위를 가지고 있었다. 1938년 기준 서방 연합국(영국, 프랑스, 폴란드, 영국 자치령들)은 추축국(독일, 이탈리아)보다 인구는 30%, 국내총생산은 30% 더 많았으며 식민지까지 포함할 경우 인구는 5:1 이상, GDP는 거의 2:1 이상으로 우위를 점하고 있었다. 동시기 아시아에서는 중국이 일본보다 인구가 약 6배 이상 많았지만 GDP는 89%에 불과했으며, 일본의 식민지를 포함한다면 인구는 3배 차이, GDP는 38%에 불과했다.
미국은 군함, 수송기, 전투기, 대포, 전차, 트럭, 탄약 등을 포함해 연합국이 제2차 세계 대전 기간 사용했던 모든 탄약의 약 2/3를 혼자서 생산했다. 연합국이 가지고 있던 경제적, 인구 우위는 독일과 일본의 초기 급속한 전격전으로 많이 좁아졌지만 미국과 소련이 연합국에 합류하고 1942년에는 전쟁이 소모전화되면서 이 우위가 전쟁에서 결정적 요인으로 작용했다. 연합국이 추축국을 능가하는 생산 능력을 가진 것은 연합국이 천연자원에 접근하기 더 쉬웠기 때문도 있지만 독일과 일본이 노동력에 여성을 편입하길 꺼려했고 연합국이 지속적으로 전략 폭격을 가했으며 독일이 너무 뒤늦게 전쟁 경제 체제로 전환한 것 등의 여러 요인이 크게 기여했다. 또한 독일과 일본 양쪽 모두 장기전을 치를 계획이 없었고, 그럴 준비도 되어 있지 않았다. 생산력을 늘리기 위해 독일과 일본은 수백만명의 노예를 강제 노동력으로 이용했다. 독일군은 동유럽인을 중심으로 1,200만명을 노예로 부렸고 일본은 아시아 지역에서 1,800만명을 노예로 동원했다.

### 점령

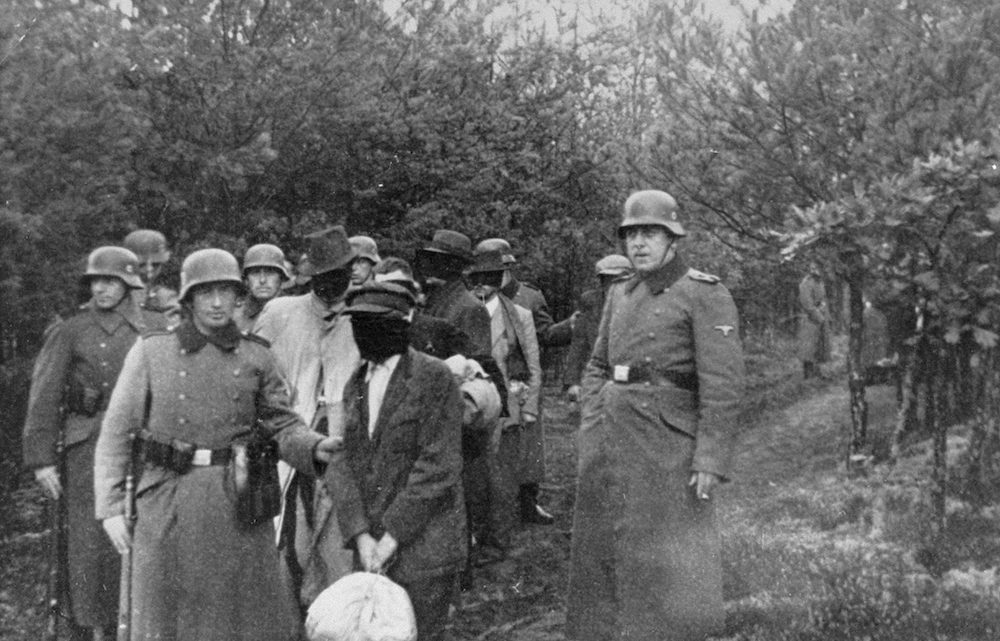
1940년 팔미리숲에서 독일군에게 처형당하기 직전 눈가리개가 씌워진 폴란드 민간인 사진.

유럽에서 점령은 크게 두 가지 형태로 이루어졌다. 서유럽, 북유럽, 중부유럽(프랑스, 노르웨이, 덴마크, 저지대 국가, 체코슬로바키아 점령 지역)에서는 독일이 징발하는 형태의 경제정책을 취해 종전까지 695억 라이히스마르크(약 278억 달러)를 본국으로 징발했다. 이는 공산품, 군수물자, 원자재 및 기타 물품의 약탈과 수탈은 포함되지 않은 수치이다. 따라서 점령국의 수입은 독일이 세금으로 징수한 수입의 40%를 넘었으며 전쟁이 계속되면서 독일 전체 수입량의 거의 40%를 점령국에서의 징발이 차지했다.

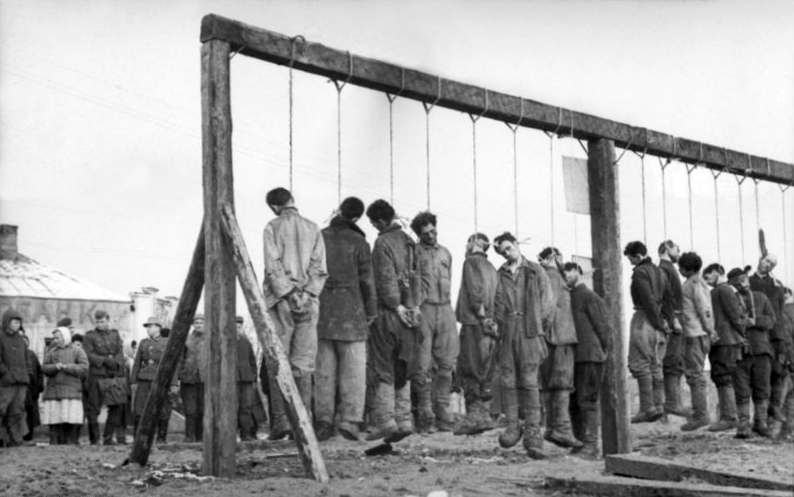
독일군이 교수형으로 처형한 소비에트 파르티잔 병사의 모습. 러시아 과학 아카데미는 1995년 발표에서 독일이 점령한 소련 인구 6,800만명 중 약 20%인 1,370만명이 독일군이 처형한 소련 민간인이라고 정리했다.

동부에서는 지속적인 전선 변동과 소련의 초토화 작전으로 독일이 점령지의 자원을 얻을 수 없어 처음에 노렸던 레벤스라움의 이득을 얻지 못했다. 서부와 달리 동부에서 나치의 인종 정책은 슬라브계의 '운터멘쉬'로 간주되는 사람들을 향해 극도로 잔인한 정책을 내세웠다. 대부분 지역에서 독일군이 진격한 곳에서는 대량 처형과 학살로 이어졌다. 대부분의 점령지에서는 저항운동이 형성되었지만 이들은 1943년까지 동부전선에서 혹은 서부전선에서 독일군의 작전을 방해하진 못했다.
아시아에선 일본이 점령한 국가를 대동아공영권을 내세우며 식민지의 민족을 해방하기 위한 목적이라고 선전하면서 실제로는 일본의 패권 확대를 꾀했다. 일본군은 유럽의 지배에서 해방시킨 해방자로 환영받기도 했지만 그 후 일어난 일본의 전쟁 범죄로 현지에서는 일본을 반대하는 여론으로 바뀌었다. 일본은 전쟁 초 팽창 과정에서 연합군이 후퇴하면서 남겨둔 석유 약 4백만 배럴(약 55만 톤)을 노획했으며, 1943년까지 네덜란드령 동인도 제도에서 1940년 생산량의 76%인 5천만 배럴(약 680만 톤)의 석유를 생산할 수 있었다.

### 기술 발전과 적용

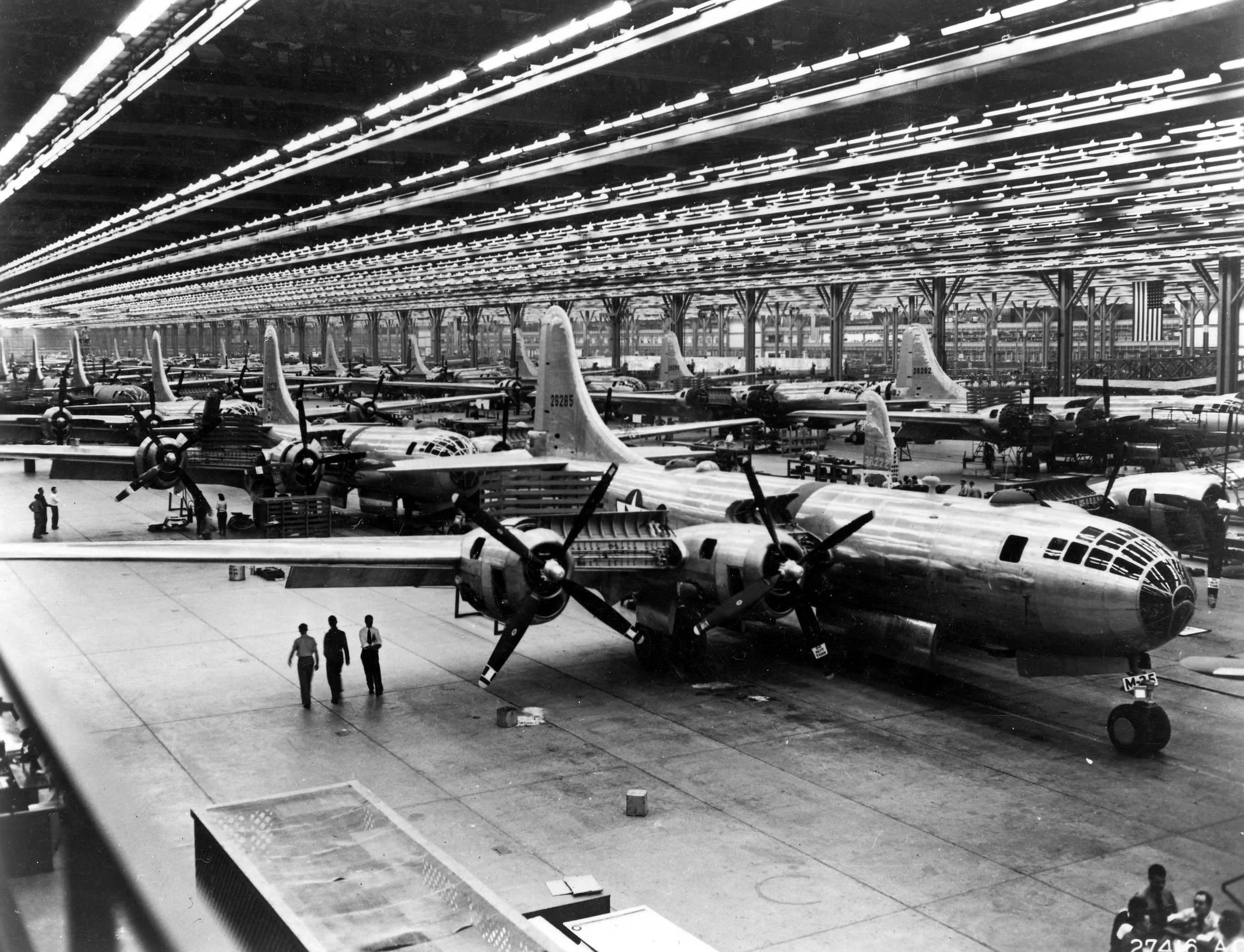
1944년 미국 캔자스주 위치토의 보잉사 조립공장에 있는 보잉 B-29 슈퍼포트리스 전략폭격기의 모습.

항공기는 정찰기, 전투기, 폭격기, 근접항공지원 등으로 사용되었으며 각 역할별로 큰 발전이 이뤄졌다. 항공 분야의 혁신으로는 공수작전(제한된 고 우선순위 보급품, 장비, 인력 등을 신속하게 이동할 수 있는 능력), 전략폭격(적의 전쟁 수행 능력을 파괴하기 위해 적의 산업 및 인구 중심지를 폭격하는 행위) 등이 있다. 레이더나 지대공포와 같은 항공전으로부터 방어하는 무기인 대공전 무기도 발전했다. 제트기의 사용도 선구적이었고 도입이 늦어 전쟁에서의 영향력은 거의 없었지만 전후 전 세계 공군의 표준이 제트기로 바뀌었다.
해전도 거의 모든 측면이 발전했으며 특히 항공모함과 잠수함의 발전이 두드러졌다. 항공공학적 전술은 전쟁 초기에는 딱히 성공하지 못했지만 타란토 해전, 진주만 공격, 산호해 해전을 거치며 전함 대신 해군의 주력함으로 항공모함이 대두되었다. 대서양에서는 연합군의 호송선단에 호위항공모함이 매우 중요한 역할을 차지하며 효과적인 선단 보호 반경이 늘어나고 대서양 중부의 에어갭이 줄어드는 데 큰 도움이 되었다. 또한 항공모함은 전함과 비교하여 항공기의 비용이 상대적으로 저렴해 경제적이었고 중무장할 필요도 없었다. 제1차 세계 대전 시기 효과적인 무기로 입증된 잠수함은 2차대전에서도 모든 교전국이 매우 중요한 무기가 될 것이라 예측했다. 대영제국은 소나나 호송대와 같은 대잠수함전 무기와 전술 개발에 중점을 둔 반면, 독일은 독일 VII형 잠수함 설계와 이리떼 전술 도입을 통해 잠수함의 공격 능력을 늘리는 데 집중했다. 점차 리 라이트, 헤지독, 스퀴드, 마크 24 어뢰와 같은 연합국의 발전된 기술이 독일 잠수함에 큰 효과를 줌이 입증되었다.

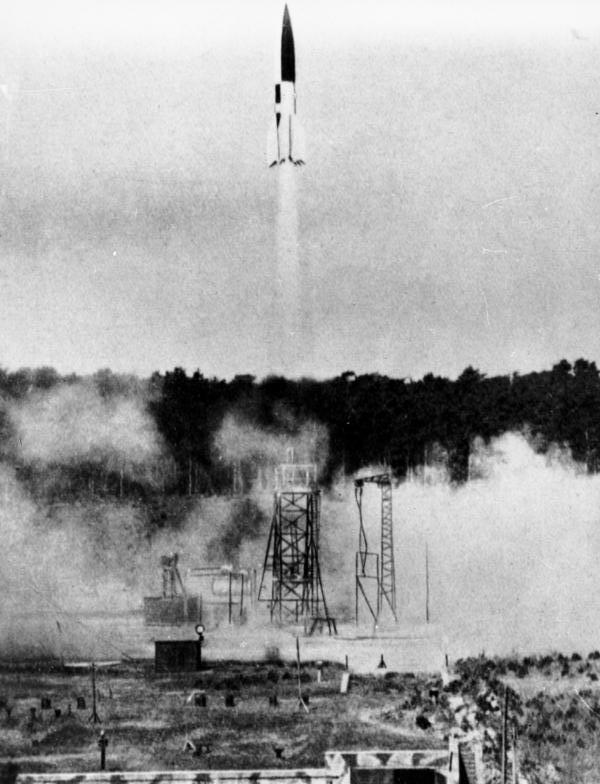
1943년 6월 21일 페네뮌데의 고정 발사대에서 이륙하는 V-2 로켓의 모습.

지상전에서는 보병과 기병의 속도를 능가하는 발전된 포병에 의존했던 제1차 세계 대전의 정적인 참호전에서 기동무기와 제병협동의 증가로 변화했다. 제1차 세계 대전 시기에는 주로 보병 지원에 사용되었던 전차는 이제 주무기로 발전했다. 1930년대 후반 전차 설계는 제1차 세계 대전 시기보다 상당히 발전했으며 속도, 장갑, 화력이 증가하며 전쟁 내내 발전했다. 개전 당시 대부분의 지휘관은 적 전차보다 더 우수한 성능의 전차로 맞서야 한다고 생각했다. 이런 생각은 초기 경전차포의 장갑 분쇄 성능이 상대적으로 나쁘면서 전차 대 전차 전투를 피하는 독일군의 교리가 나타나며 매우 뒤집어졌다. 독일의 제병협동 사용과 함께 이런 전차교리로 폴란드와 프랑스 전역에서 매우 성공적인 전격전 전술의 핵심 요소 중 하나였다. 전차를 파괴하는 데 곡사 화력, 대전차포(견인포 및 자주포), 대전차 지뢰, 단거리 보병 대전차 무기, 또 다른 전차 등 많은 수단이 사용되었다. 한편 대규모로 기계화가 이루어졌음에도 여전히 모든 부대의 중추는 보병이었고 전쟁 내내 대부분의 보병은 제1차 세계 대전 시기와 거의 유사한 장비를 가지고 있었다. 그래도 독일군의 MG 34와 같은 휴대용 기관총이 보편화되기 시작했고 시가지와 정글에서 근접전에 적합한 다양한 기관단총도 개발되었다. 전쟁 말기 소총과 기관단총의 많은 기능을 합친 총인 돌격소총은 전후 대부분의 군대에서 표준 보병 무기로 정착했다.

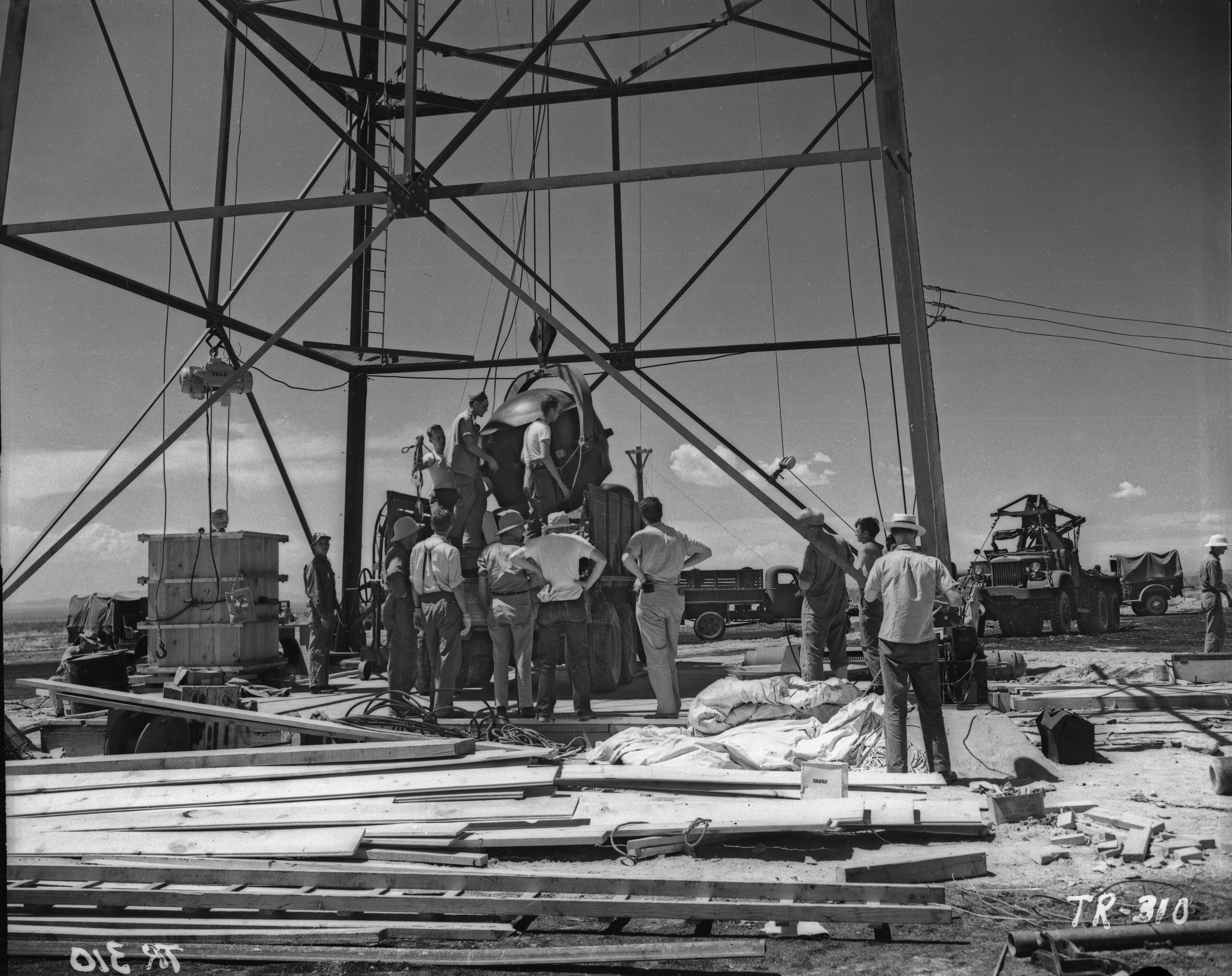
1945년 7월 뉴멕시코주에서 열린 트리니티 실험 당시 화이트 샌드 미사일 레인지의 파괴된 "샷 타워" 꼭대기로 올라가는 핵 코어 장치의 모습.

대부분의 주요 교전국은 암호화를 위해 대규모 코드북을 사용했을 때 발생할 수 있는 복잡성과 보안 문제를 암호화 기계를 설계해 해결하러 시도했으며 대표적인 기계가 독일의 에니그마 기계이다. 신호정보(SIGINT)와 암호 해독의 개발이 복호화 과정에 지원할 수 있었다. 대표적인 예시로는 연합국의 일본 해군 암호 해독이나 영국의 전쟁 이전 초기 버전의 에니그마를 해독하고 있던 폴란드 암호국이 영국에 제공한 정보를 활용해 에니그마를 해독하는 선구적인 방법인 울트라가 있다. 군사정보에서 또 다른 측면으로는 기만을 사용하는 방법도 있었는데 연합군은 민스미트 작전이나 보디가드 작전 등에서 기만작전을 이용했다.
전쟁 기간 혹은 전쟁 이후 개발된 기술이나 공학적 업적으로는 세계 최초의 프로그래밍 가능한 컴퓨터(Z3, 콜로서스, 에니악), 유도 미사일과 현대적인 로켓, 맨해튼 계획을 통한 핵무기, 작전 연구, 영국 해협 아래 송유관 개발 및 인공항구의 개발 등이 있다. 페니실린도 전쟁 기간 처음 개발되어 대량 생산, 사용되었다.

## 같이 보기
- 제2차 세계 대전 개요

## 참고 문헌
- 제2차 세계 대전의 서지

- Adamthwaite, Anthony P. (1992). 《The Making of the Second World War》. New York: Routledge. ISBN 978-0-415-90716-3.
- Anderson, Irvine H. Jr. (1975). “The 1941 De Facto Embargo on Oil to Japan: A Bureaucratic Reflex”. 《The Pacific Historical Review》 44 (2): 201–231. doi:10.2307/3638003. JSTOR 3638003.
- Applebaum, Anne (2003). 《Gulag: A History of the Soviet Camps》. London: Allen Lane. ISBN 978-0-7139-9322-6.
- ——— (2012). 《Iron Curtain: The Crushing of Eastern Europe 1944–56》. London: Allen Lane. ISBN 978-0-7139-9868-9.
- Bacon, Edwin (1992). “Glasnost' and the Gulag: New Information on Soviet Forced Labour around World War II”. 《Soviet Studies》 44 (6): 1069–1086. doi:10.1080/09668139208412066. JSTOR 152330.
- Badsey, Stephen (1990). 《Normandy 1944: Allied Landings and Breakout》. Oxford: Osprey Publishing. ISBN 978-0-85045-921-0.
- Balabkins, Nicholas (1964). 《Germany Under Direct Controls: Economic Aspects of Industrial Disarmament 1945–1948》. New Brunswick, NJ: Rutgers University Press. ISBN 978-0-8135-0449-0.
- Barber, John; Harrison, Mark (2006). 〈Patriotic War, 1941–1945〉.   Ronald Grigor Suny. 《The Cambridge History of Russia》. III: The Twentieth Century. Cambridge: Cambridge University Press. 217–242쪽. ISBN 978-0-521-81144-6.
- Barker, A.J. (1971). 《The Rape of Ethiopia 1936》. New York: Ballantine Books. ISBN 978-0-345-02462-6.
- Beevor, Antony (1998). 《Stalingrad》. New York: Viking. ISBN 978-0-670-87095-0.
- ——— (2012). 《The Second World War》. London: Weidenfeld & Nicolson. ISBN 978-0-297-84497-6.
- Belco, Victoria (2010). 《War, Massacre, and Recovery in Central Italy: 1943–1948》. Toronto: University of Toronto Press. ISBN 978-0-8020-9314-1.
- Bellamy, Chris T. (2007). 《Absolute War: Soviet Russia in the Second World War》. New York: Alfred A. Knopf. ISBN 978-0-375-41086-4.
- Ben-Horin, Eliahu (1943). 《The Middle East: Crossroads of History》. New York: W.W. Norton.
- Berend, Ivan T. (1996). 《Central and Eastern Europe, 1944–1993: Detour from the Periphery to the Periphery》. Cambridge: Cambridge University Press. ISBN 978-0-521-55066-6.
- Bernstein, Gail Lee (1991). 《Recreating Japanese Women, 1600–1945》. Berkeley & Los Angeles: University of California Press. ISBN 978-0-520-07017-2.
- Bilhartz, Terry D.; Elliott, Alan C. (2007). 《Currents in American History: A Brief History of the United States》. Armonk, NY: M.E. Sharpe. ISBN 978-0-7656-1821-4.
- Bilinsky, Yaroslav (1999). 《Endgame in NATO's Enlargement: The Baltic States and Ukraine》. Westport, CT: Greenwood Publishing Group. ISBN 978-0-275-96363-7.
- Bix, Herbert P. (2000). 《Hirohito and the Making of Modern Japan》. New York: HarperCollins. ISBN 978-0-06-019314-0.
- Black, Jeremy (2003). 《World War Two: A Military History》. Abingdon & New York: Routledge. ISBN 978-0-415-30534-1.
- Blinkhorn, Martin (2006) [1984]. 《Mussolini and Fascist Italy》 3판. Abingdon & New York: Routledge. ISBN 978-0-415-26206-4.
- Bonner, Kit; Bonner, Carolyn (2001). 《Warship Boneyards》. Osceola, WI: MBI Publishing Company. ISBN 978-0-7603-0870-7.
- Borstelmann, Thomas (2005). 〈The United States, the Cold War, and the colour line〉.   Melvyn P. Leffler; David S. Painter. 《Origins of the Cold War: An International History》 2판. Abingdon & New York: Routledge. 317–332쪽. ISBN 978-0-415-34109-7.
- Bosworth, Richard; Maiolo, Joseph (2015). 《The Cambridge History of the Second World War Volume 2: Politics and Ideology》. The Cambridge History of the Second World War (3 vol) (영어). Cambridge: Cambridge University Press. 313–314쪽. 2016년 8월 20일에 원본 문서에서 보존된 문서. 2022년 2월 17일에 확인함.
- Brayley, Martin J. (2002). 《The British Army 1939–45, Volume 3: The Far East》. Oxford: Osprey Publishing. ISBN 978-1-84176-238-8.
- British Bombing Survey Unit (1998). 《The Strategic Air War Against Germany, 1939–1945》. London & Portland, OR: Frank Cass Publishers. ISBN 978-0-7146-4722-7.
- Brody, J. Kenneth (1999). 《The Avoidable War: Pierre Laval and the Politics of Reality, 1935–1936》. New Brunswick, NJ: Transaction Publishers. ISBN 978-0-7658-0622-2.
- Brown, David (2004). 《The Road to Oran: Anglo-French Naval Relations, September 1939 – July 1940》. London & New York: Frank Cass. ISBN 978-0-7146-5461-4.
- Buchanan, Tom (2006). 《Europe's Troubled Peace, 1945–2000》. Oxford & Malden, MA: Blackwell Publishing. ISBN 978-0-631-22162-3.
- Bueno de Mesquita, Bruce; Smith, Alastair; Siverson, Randolph M.; Morrow, James D. (2003). 《The Logic of Political Survival》. Cambridge, MA: MIT Press. ISBN 978-0-262-02546-1.
- Bull, Martin J.; Newell, James L. (2005). 《Italian Politics: Adjustment Under Duress》. Polity. ISBN 978-0-7456-1298-0.
- Bullock, Alan (1990). 《Hitler: A Study in Tyranny》. London: Penguin Books. ISBN 978-0-14-013564-0.
- Burcher, Roy; Rydill, Louis (1995). 《Concepts in Submarine Design》. 《Journal of Applied Mechanics》 62 (Cambridge: Cambridge University Press). 268쪽. Bibcode:1995JAM....62R.268B. doi:10.1115/1.2895927. ISBN 978-0-521-55926-3.
- Busky, Donald F. (2002). 《Communism in History and Theory: Asia, Africa, and the Americas》. Westport, CT: Praeger Publishers. ISBN 978-0-275-97733-7.
- Canfora, Luciano (2006) [2004]. 《Democracy in Europe: A History》. Oxford & Malden MA: Blackwell Publishing. ISBN 978-1-4051-1131-7.
- Cantril, Hadley (1940). “America Faces the War: A Study in Public Opinion”. 《Public Opinion Quarterly》 4 (3): 387–407. doi:10.1086/265420. JSTOR 2745078.
- Chang, Iris (1997). 《The Rape of Nanking: The Forgotten Holocaust of World War II》. New York: Basic Books. ISBN 978-0-465-06835-7.
- Christofferson, Thomas R.; Christofferson, Michael S. (2006). 《France During World War II: From Defeat to Liberation》. New York: Fordham University Press. ISBN 978-0-8232-2562-0.
- Chubarov, Alexander (2001). 《Russia's Bitter Path to Modernity: A History of the Soviet and Post-Soviet Eras》. London & New York: Continuum. ISBN 978-0-8264-1350-5.
- Ch'i, Hsi-Sheng (1992). 〈The Military Dimension, 1942–1945〉.   James C. Hsiung; Steven I. Levine. 《China's Bitter Victory: War with Japan, 1937–45》. Armonk, NY: M.E. Sharpe. 157–184쪽. ISBN 978-1-56324-246-5.
- Cienciala, Anna M. (2010). “Another look at the Poles and Poland during World War II”. 《The Polish Review》 55 (1): 123–143. doi:10.2307/25779864. JSTOR 25779864. S2CID 159445902.
- Clogg, Richard (2002). 《A Concise History of Greece》 2판. Cambridge: Cambridge University Press. ISBN 978-0-521-80872-9.
- Coble, Parks M. (2003). 《Chinese Capitalists in Japan's New Order: The Occupied Lower Yangzi, 1937–1945》. Berkeley & Los Angeles: University of California Press. ISBN 978-0-520-23268-6.
- Collier, Paul (2003). 《The Second World War (4): The Mediterranean 1940–1945》. Oxford: Osprey Publishing. ISBN 978-1-84176-539-6.
- Collier, Martin; Pedley, Philip (2000). 《Germany 1919–45》. Oxford: Heinemann. ISBN 978-0-435-32721-7.
- Commager, Henry Steele (2004). 《The Story of the Second World War》. Brassey's. ISBN 978-1-57488-741-9.
- Coogan, Anthony (1993). “The Volunteer Armies of Northeast China”. 《History Today》 43. 2012년 5월 11일에 원본 문서에서 보존된 문서. 2012년 5월 6일에 확인함.
- Cook, Chris; Bewes, Diccon (1997). 《What Happened Where: A Guide to Places and Events in Twentieth-Century History》. London: UCL Press. ISBN 978-1-85728-532-1.
- Cowley, Robert; Parker, Geoffrey, 편집. (2001). 《The Reader's Companion to Military History》. Boston: Houghton Mifflin Company. ISBN 978-0-618-12742-9.
- Darwin, John (2007). 《After Tamerlane: The Rise & Fall of Global Empires 1400–2000》. London: Penguin Books. ISBN 978-0-14-101022-9.
- Davies, Norman (2006). 《Europe at War 1939–1945: No Simple Victory》. London: Macmillan. ix+544 pages. ISBN 978-0-333-69285-1. OCLC 70401618.
- Dear, I.C.B.; Foot, M.R.D., 편집. (2001) [1995]. 《The Oxford Companion to World War II》. Oxford: Oxford University Press. ISBN 978-0-19-860446-4.
- DeLong, J. Bradford; Eichengreen, Barry (1993). 〈The Marshall Plan: History's Most Successful Structural Adjustment Program〉.   Rudiger Dornbusch; Wilhelm Nölling; Richard Layard. 《Postwar Economic Reconstruction and Lessons for the East Today》. Cambridge, MA: MIT Press. 189–230쪽. ISBN 978-0-262-04136-2.
- Dower, John W. (1986). 《War Without Mercy: Race and Power in the Pacific War》. New York: Pantheon Books. ISBN 978-0-394-50030-0.
- Drea, Edward J. (2003). 《In the Service of the Emperor: Essays on the Imperial Japanese Army》. Lincoln, NE: University of Nebraska Press. ISBN 978-0-8032-6638-4.
- de Grazia, Victoria; Paggi, Leonardo (Autumn 1991). “Story of an Ordinary Massacre: Civitella della Chiana, 29 June, 1944”. 《Cardozo Studies in Law and Literature》 3 (2): 153–169. doi:10.1525/lal.1991.3.2.02a00030. JSTOR 743479.
- Dunn, Dennis J. (1998). 《Caught Between Roosevelt & Stalin: America's Ambassadors to Moscow》. Lexington, KY: University Press of Kentucky. ISBN 978-0-8131-2023-2.
- Eastman, Lloyd E. (1986). 〈Nationalist China during the Sino-Japanese War 1937–1945〉.   John K. Fairbank; Denis Twitchett. 《The Cambridge History of China》. 13: Republican China 1912–1949, Part 2. Cambridge: Cambridge University Press. ISBN 978-0-521-24338-4.
- Ellman, Michael (2002). “Soviet Repression Statistics: Some Comments” (PDF). 《Europe-Asia Studies》 54 (7): 1151–1172. doi:10.1080/0966813022000017177. JSTOR 826310. S2CID 43510161. 2012년 11월 22일에 원본 문서 (PDF)에서 보존된 문서. Copy
- ———; Maksudov, S. (1994). “Soviet Deaths in the Great Patriotic War: A Note” (PDF). 《Europe-Asia Studies》 46 (4): 671–680. doi:10.1080/09668139408412190. JSTOR 152934. PMID 12288331. 2022년 2월 13일에 원본 문서 (PDF)에서 보존된 문서. 2022년 2월 17일에 확인함.
- Emadi-Coffin, Barbara (2002). 《Rethinking International Organization: Deregulation and Global Governance》. London & New York: Routledge. ISBN 978-0-415-19540-9.
- Erickson, John (2001). 〈Moskalenko〉.   Shukman, Harold. 《Stalin's Generals》. London: Phoenix Press. 137–154쪽. ISBN 978-1-84212-513-7.
- ——— (2003). 《The Road to Stalingrad》. London: Cassell Military. ISBN 978-0-304-36541-8.
- Evans, David C.; Peattie, Mark R. (2012) [1997]. 《Kaigun: Strategy, Tactics, and Technology in the Imperial Japanese Navy》. Annapolis, MD: Naval Institute Press. ISBN 978-1-59114-244-7.
- Evans, Richard J. (2008). 《The Third Reich at War》. London: Allen Lane. ISBN 978-0-7139-9742-2.
- Fairbank, John King; Goldman, Merle (2006) [1994]. 《China: A New History》 2판. Cambridge: Harvard University Press. ISBN 978-0-674-01828-0.
- Farrell, Brian P. (1993). “Yes, Prime Minister: Barbarossa, Whipcord, and the Basis of British Grand Strategy, Autumn 1941”. 《Journal of Military History》 57 (4): 599–625. doi:10.2307/2944096. JSTOR 2944096.
- Ferguson, Niall (2006). 《The War of the World: Twentieth-Century Conflict and the Descent of the West》. Penguin. ISBN 978-0-14-311239-6.
- Forrest, Glen; Evans, Anthony; Gibbons, David (2012). 《The Illustrated Timeline of Military History》. New York: The Rosen Publishing Group. ISBN 978-1-4488-4794-5.
- Förster, Jürgen (1998). 〈Hitler's Decision in Favour of War〉.   Horst Boog; Jürgen Förster; Joachim Hoffmann; Ernst Klink; Rolf-Dieter Muller; Gerd R. Ueberschar. 《Germany and the Second World War》. IV: The Attack on the Soviet Union. Oxford: Clarendon Press. 13–52쪽. ISBN 978-0-19-822886-8.
- Förster, Stig; Gessler, Myriam (2005). 〈The Ultimate Horror: Reflections on Total War and Genocide〉.   Roger Chickering; Stig Förster; Bernd Greiner. 《A World at Total War: Global Conflict and the Politics of Destruction, 1937–1945》. Cambridge: Cambridge University Press. 53–68쪽. ISBN 978-0-521-83432-2.
- Frei, Norbert (2002). 《Adenauer's Germany and the Nazi Past: The Politics of Amnesty and Integration》. New York: Columbia University Press. ISBN 978-0-231-11882-8.
- Gardiner, Robert; Brown, David K., 편집. (2004). 《The Eclipse of the Big Gun: The Warship 1906–1945》. London: Conway Maritime Press. ISBN 978-0-85177-953-9.
- Garver, John W. (1988). 《Chinese-Soviet Relations, 1937–1945: The Diplomacy of Chinese Nationalism》. New York: Oxford University Press. ISBN 978-0-19-505432-3.
- Gilbert, Martin (1989). 《Second World War》. London: Weidenfeld and Nicolson. ISBN 978-0-297-79616-9.
- Glantz, David M. (1986). “Soviet Defensive Tactics at Kursk, July 1943”. 《Combined Arms Research Library》. CSI Report No. 11. Command and General Staff College. OCLC 278029256. 2008년 3월 6일에 원본 문서에서 보존된 문서. 2013년 7월 15일에 확인함.
- ——— (1989). 《Soviet Military Deception in the Second World War》. Abingdon & New York: Frank Cass. ISBN 978-0-7146-3347-3.
- ——— (1998). 《When Titans Clashed: How the Red Army Stopped Hitler》. Lawrence, KS: University Press of Kansas. ISBN 978-0-7006-0899-7.
- ——— (2001). “The Soviet-German War 1941–45 Myths and Realities: A Survey Essay” (PDF). 2011년 7월 9일에 원본 문서 (PDF)에서 보존된 문서.
- ——— (2002). 《The Battle for Leningrad: 1941–1944》. Lawrence, KS: University Press of Kansas. ISBN 978-0-7006-1208-6.
- ——— (2005). “August Storm: The Soviet Strategic Offensive in Manchuria”. 《Combined Arms Research Library》. Leavenworth Papers. Command and General Staff College. OCLC 78918907. 2008년 3월 2일에 원본 문서에서 보존된 문서. 2013년 7월 15일에 확인함.
- Goldstein, Margaret J. (2004). 《World War II: Europe》. Minneapolis: Lerner Publications. ISBN 978-0-8225-0139-8.
- Gordon, Andrew (2004). 〈The greatest military armada ever launched〉.   Jane Penrose. 《The D-Day Companion》. Oxford: Osprey Publishing. 127–144쪽. ISBN 978-1-84176-779-6.
- Gordon, Robert S.C. (2012). 《The Holocaust in Italian Culture, 1944–2010》. Stanford, CA: Stanford University Press. ISBN 978-0-8047-6346-2.
- Grove, Eric J. (1995). 〈A Service Vindicated, 1939–1946〉.   J.R. Hill. 《The Oxford Illustrated History of the Royal Navy》. Oxford: Oxford University Press. 348–380쪽. ISBN 978-0-19-211675-8.
- Hane, Mikiso (2001). 《Modern Japan: A Historical Survey》 3판. Boulder, CO: Westview Press. ISBN 978-0-8133-3756-2.
- Hanhimäki, Jussi M. (1997). 《Containing Coexistence: America, Russia, and the "Finnish Solution"》. Kent, OH: Kent State University Press. ISBN 978-0-87338-558-9.
- Harris, Sheldon H. (2002). 《Factories of Death: Japanese Biological Warfare, 1932–1945, and the American Cover-up》 2판. London & New York: Routledge. ISBN 978-0-415-93214-1.
- Harrison, Mark (1998). 〈The economics of World War II: an overview〉.   Mark Harrison. 《The Economics of World War II: Six Great Powers in International Comparison》. Cambridge: Cambridge University Press. 1–42쪽. ISBN 978-0-521-62046-8.
- Hart, Stephen; Hart, Russell; Hughes, Matthew (2000). 《The German Soldier in World War II》. Osceola, WI: MBI Publishing Company. ISBN 978-1-86227-073-2.
- Hauner, Milan (1978). “Did Hitler Want a World Dominion?”. 《Journal of Contemporary History》 13 (1): 15–32. doi:10.1177/002200947801300102. JSTOR 260090. S2CID 154865385.
- Healy, Mark (1992). 《Kursk 1943: The Tide Turns in the East》. Oxford: Osprey Publishing. ISBN 978-1-85532-211-0.
- Hearn, Chester G. (2007). 《Carriers in Combat: The Air War at Sea》. Mechanicsburg, PA: Stackpole Books. ISBN 978-0-8117-3398-4.
- Hempel, Andrew (2005). 《Poland in World War II: An Illustrated Military History》. New York: Hippocrene Books. ISBN 978-0-7818-1004-3.
- Herbert, Ulrich (1994). 〈Labor as spoils of conquest, 1933–1945〉.   David F. Crew. 《Nazism and German Society, 1933–1945》. London & New York: Routledge. 219–273쪽. ISBN 978-0-415-08239-6.
- Herf, Jeffrey (2003). “The Nazi Extermination Camps and the Ally to the East. Could the Red Army and Air Force Have Stopped or Slowed the Final Solution?”. 《Kritika: Explorations in Russian and Eurasian History》 4 (4): 913–930. doi:10.1353/kri.2003.0059. S2CID 159958616.
- Hill, Alexander (2005). 《The War Behind The Eastern Front: The Soviet Partisan Movement In North-West Russia 1941–1944》. London & New York: Frank Cass. ISBN 978-0-7146-5711-0.
- Holland, James (2008). 《Italy's Sorrow: A Year of War 1944–45》. London: HarperPress. ISBN 978-0-00-717645-8.
- Hosking, Geoffrey A. (2006). 《Rulers and Victims: The Russians in the Soviet Union》. Cambridge: Harvard University Press. ISBN 978-0-674-02178-5.
- Howard, Joshua H. (2004). 《Workers at War: Labor in China's Arsenals, 1937–1953》. Stanford, CA: Stanford University Press. ISBN 978-0-8047-4896-4.
- Hsu, Long-hsuen; Chang, Ming-kai (1971). 《History of The Sino-Japanese War (1937–1945)》 2판. Chung Wu Publishers. ASIN B00005W210. OCLC 12828898.
- Ingram, Norman (2006). 〈Pacifism〉.   Lawrence D. Kritzman; Brian J. Reilly. 《The Columbia History Of Twentieth-Century French Thought》. New York: Columbia University Press. 76–78쪽. ISBN 978-0-231-10791-4.
- Iriye, Akira (1981). 《Power and Culture: The Japanese-American War, 1941–1945》. Cambridge, MA: Harvard University Press. ISBN 978-0-674-69580-1.
- Jackson, Ashley (2006). 《The British Empire and the Second World War》. London & New York: Hambledon Continuum. ISBN 978-1-85285-417-1.
- Joes, Anthony James (2004). 《Resisting Rebellion: The History And Politics of Counterinsurgency》. Lexington: University Press of Kentucky. ISBN 978-0-8131-2339-4.
- Jowett, Philip S. (2001). 《The Italian Army 1940–45, Volume 2: Africa 1940–43》. Oxford: Osprey Publishing. ISBN 978-1-85532-865-5.
- ———; Andrew, Stephen (2002). 《The Japanese Army, 1931–45》. Oxford: Osprey Publishing. ISBN 978-1-84176-353-8.
- Jukes, Geoffrey (2001). 〈Kuznetzov〉.   Harold Shukman. 《Stalin's Generals》. London: Phoenix Press. 109–116쪽. ISBN 978-1-84212-513-7.
- Kantowicz, Edward R. (1999). 《The Rage of Nations》. Grand Rapids, MI: William B. Eerdmans Publishing Company. ISBN 978-0-8028-4455-2.
- ——— (2000). 《Coming Apart, Coming Together》. Grand Rapids, MI: William B. Eerdmans Publishing Company. ISBN 978-0-8028-4456-9.
- Keeble, Curtis (1990). 〈The historical perspective〉.   Alex Pravda; Peter J. Duncan. 《Soviet-British Relations Since the 1970s》. Cambridge: Cambridge University Press. ISBN 978-0-521-37494-1.
- Keegan, John (1997). 《The Second World War》. London: Pimlico. ISBN 978-0-7126-7348-8.
- Kennedy, David M. (2001). 《Freedom from Fear: The American People in Depression and War, 1929–1945》. Oxford University Press. ISBN 978-0-19-514403-1.
- Kennedy-Pipe, Caroline (1995). 《Stalin's Cold War: Soviet Strategies in Europe, 1943–56》. Manchester: Manchester University Press. ISBN 978-0-7190-4201-0.
- Kershaw, Ian (2001). 《Hitler, 1936–1945: Nemesis》. New York: W.W. Norton. ISBN 978-0-393-04994-7.
- ——— (2007). 《Fateful Choices: Ten Decisions That Changed the World, 1940–1941》. London: Allen Lane. ISBN 978-0-7139-9712-5.
- Kitson, Alison (2001). 《Germany 1858–1990: Hope, Terror, and Revival》. Oxford: Oxford University Press. ISBN 978-0-19-913417-5.
- Klavans, Richard A.; Di Benedetto, C. Anthony; Prudom, Melanie J. (1997). “Understanding Competitive Interactions: The U.S. Commercial Aircraft Market”. 《Journal of Managerial Issues》 9 (1): 13–361. JSTOR 40604127.
- Kleinfeld, Gerald R. (1983). “Hitler's Strike for Tikhvin”. 《Military Affairs》 47 (3): 122–128. doi:10.2307/1988082. JSTOR 1988082.
- Koch, H.W. (1983). “Hitler's 'Programme' and the Genesis of Operation 'Barbarossa'”. 《The Historical Journal》 26 (4): 891–920. doi:10.1017/S0018246X00012747. JSTOR 2639289. S2CID 159671713.
- Kolko, Gabriel (1990) [1968]. 《The Politics of War: The World and United States Foreign Policy, 1943–1945》. New York: Random House. ISBN 978-0-679-72757-6.
- Laurier, Jim (2001). 《Tobruk 1941: Rommel's Opening Move》. Oxford: Osprey Publishing. ISBN 978-1-84176-092-6.
- Lee, En-han (2002). 〈The Nanking Massacre Reassessed: A Study of the Sino-Japanese Controversy over the Factual Number of Massacred Victims〉.   Robert Sabella; Fei Fei Li; David Liu. 《Nanking 1937: Memory and Healing》. Armonk, NY: M.E. Sharpe. 47–74쪽. ISBN 978-0-7656-0816-1.
- Leffler, Melvyn P.; Westad, Odd Arne, 편집. (2010). 《The Cambridge History of the Cold War》. Cambridge: Cambridge University Press. ISBN 978-0-521-83938-9, in 3 volumes.
- Levine, Alan J. (1992). 《The Strategic Bombing of Germany, 1940–1945》. Westport, CT: Praeger. ISBN 978-0-275-94319-6.
- Lewis, Morton (1953). 〈Japanese Plans and American Defenses〉.   Greenfield, Kent Roberts. 《The Fall of the Philippines》. Washington, DC: US Government Printing Office. LCCN 53-63678. 2012년 1월 8일에 원본 문서에서 보존된 문서. 2009년 10월 1일에 확인함.
- Liberman, Peter (1996). 《Does Conquest Pay?: The Exploitation of Occupied Industrial Societies》. Princeton, NJ: Princeton University Press. ISBN 978-0-691-02986-3.
- Liddell Hart, Basil (1977). 《History of the Second World War》 4판. London: Pan. ISBN 978-0-330-23770-3.
- Lightbody, Bradley (2004). 《The Second World War: Ambitions to Nemesis》. London & New York: Routledge. ISBN 978-0-415-22404-8.
- Lindberg, Michael; Todd, Daniel (2001). 《Brown-, Green- and Blue-Water Fleets: the Influence of Geography on Naval Warfare, 1861 to the Present》. Westport, CT: Praeger. ISBN 978-0-275-96486-3.
- Lowe, C.J.; Marzari, F. (2002). 《Italian Foreign Policy 1870–1940》. London: Routledge. ISBN 978-0-415-26681-9.
- Lynch, Michael (2010). 《The Chinese Civil War 1945–49》. Oxford: Osprey Publishing. ISBN 978-1-84176-671-3.
- Maddox, Robert James (1992). 《The United States and World War II》. Boulder, CO: Westview Press. ISBN 978-0-8133-0437-3.
- Maingot, Anthony P. (1994). 《The United States and the Caribbean: Challenges of an Asymmetrical Relationship》. Boulder, CO: Westview Press. ISBN 978-0-8133-2241-4.
- Mandelbaum, Michael (1988). 《The Fate of Nations: The Search for National Security in the Nineteenth and Twentieth Centuries》. Cambridge University Press. 96쪽. ISBN 978-0-521-35790-6.
- Marston, Daniel (2005). 《The Pacific War Companion: From Pearl Harbor to Hiroshima》. Oxford: Osprey Publishing. ISBN 978-1-84176-882-3.
- Masaya, Shiraishi (1990). 《Japanese Relations with Vietnam, 1951–1987》. Ithaca, NY: SEAP Publications. ISBN 978-0-87727-122-2.
- May, Ernest R. (1955). “The United States, the Soviet Union, and the Far Eastern War, 1941–1945”. 《Pacific Historical Review》 24 (2): 153–174. doi:10.2307/3634575. JSTOR 3634575.
- Mazower, Mark (2008). 《Hitler's Empire: Nazi Rule in Occupied Europe》. London: Allen Lane. ISBN 978-1-59420-188-2.
- Milner, Marc (1990). 〈The Battle of the Atlantic〉.   Gooch, John. 《Decisive Campaigns of the Second World War》. Abingdon: Frank Cass. 45–66쪽. ISBN 978-0-7146-3369-5.
- Milward, A.S. (1964). “The End of the Blitzkrieg”. 《The Economic History Review》 16 (3): 499–518. JSTOR 2592851.
- ——— (1992) [1977]. 《War, Economy, and Society, 1939–1945》. Berkeley, CA: University of California Press. ISBN 978-0-520-03942-1.
- Minford, Patrick (1993). 〈Reconstruction and the UK Postwar Welfare State: False Start and New Beginning〉.   Rudiger Dornbusch; Wilhelm Nölling; Richard Layard. 《Postwar Economic Reconstruction and Lessons for the East Today》. Cambridge, MA: MIT Press. 115–138쪽. ISBN 978-0-262-04136-2.
- Mingst, Karen A.; Karns, Margaret P. (2007). 《United Nations in the Twenty-First Century》 3판. Boulder, CO: Westview Press. ISBN 978-0-8133-4346-4.
- Miscamble, Wilson D. (2007). 《From Roosevelt to Truman: Potsdam, Hiroshima, and the Cold War》. New York: Cambridge University Press. ISBN 978-0-521-86244-8.
- Mitcham, Samuel W. (2007) [1982]. 《Rommel's Desert War: The Life and Death of the Afrika Korps》. Mechanicsburg, PA: Stackpole Books. ISBN 978-0-8117-3413-4.
- Mitter, Rana (2014). 《Forgotten Ally: China's World War II, 1937–1945》. Mariner Books. ISBN 978-0-544-33450-2.
- Molinari, Andrea (2007). 《Desert Raiders: Axis and Allied Special Forces 1940–43》. Oxford: Osprey Publishing. ISBN 978-1-84603-006-2.
- Murray, Williamson (1983). 《Strategy for Defeat: The Luftwaffe, 1933–1945》. Maxwell Air Force Base, AL: Air University Press. ISBN 978-1-4294-9235-5. 2022년 1월 24일에 원본 문서에서 보존된 문서. 2022년 2월 17일에 확인함.
- ———; Millett, Allan Reed (2001). 《A War to Be Won: Fighting the Second World War》. Cambridge, MA: Harvard University Press. ISBN 978-0-674-00680-5.
- Myers, Ramon; Peattie, Mark (1987). 《The Japanese Colonial Empire, 1895–1945》. Princeton, NJ: Princeton University Press. ISBN 978-0-691-10222-1.
- Naimark, Norman (2010). 〈The Sovietization of Eastern Europe, 1944–1953〉.   Melvyn P. Leffler; Odd Arne Westad. 《The Cambridge History of the Cold War》. I: Origins. Cambridge: Cambridge University Press. 175–197쪽. ISBN 978-0-521-83719-4.
- Neary, Ian (1992). 〈Japan〉.   Martin Harrop. 《Power and Policy in Liberal Democracies》. Cambridge: Cambridge University Press. 49–70쪽. ISBN 978-0-521-34579-8.
- Neillands, Robin (2005). 《The Dieppe Raid: The Story of the Disastrous 1942 Expedition》. Bloomington, IN: Indiana University Press. ISBN 978-0-253-34781-7.
- Neulen, Hans Werner (2000). 《In the skies of Europe – Air Forces allied to the Luftwaffe 1939–1945》. Ramsbury, Marlborough, UK: The Crowood Press. ISBN 1-86126-799-1.
- Niewyk, Donald L.; Nicosia, Francis (2000). 《The Columbia Guide to the Holocaust》. New York: Columbia University Press. ISBN 978-0-231-11200-0.
- Overy, Richard (1994). 《War and Economy in the Third Reich》. New York: Clarendon Press. ISBN 978-0-19-820290-5.
- ——— (1995). 《Why the Allies Won》. London: Pimlico. ISBN 978-0-7126-7453-9.
- ——— (2004). 《The Dictators: Hitler's Germany, Stalin's Russia》. New York: W.W. Norton. ISBN 978-0-393-02030-4.
- ———; Wheatcroft, Andrew (1999). 《The Road to War》 2판. London: Penguin Books. ISBN 978-0-14-028530-7.
- O'Reilly, Charles T. (2001). 《Forgotten Battles: Italy's War of Liberation, 1943–1945》. Lanham, MD: Lexington Books. ISBN 978-0-7391-0195-7.
- Painter, David S. (2012). “Oil and the American Century”. 《The Journal of American History》 99 (1): 24–39. doi:10.1093/jahist/jas073.
- Padfield, Peter (1998). 《War Beneath the Sea: Submarine Conflict During World War II》. New York: John Wiley. ISBN 978-0-471-24945-0.
- Pape, Robert A. (1993). “Why Japan Surrendered”. 《International Security》 18 (2): 154–201. doi:10.2307/2539100. JSTOR 2539100. S2CID 153741180.
- Parker, Danny S. (2004). 《Battle of the Bulge: Hitler's Ardennes Offensive, 1944–1945》 New판. Cambridge, MA: Da Capo Press. ISBN 978-0-306-81391-7.
- Payne, Stanley G. (2008). 《Franco and Hitler: Spain, Germany, and World War II》. New Haven, CT: Yale University Press. ISBN 978-0-300-12282-4.
- Perez, Louis G. (1998). 《The History of Japan》. Westport, CT: Greenwood Publishing Group. ISBN 978-0-313-30296-1.
- Petrov, Vladimir (1967). 《Money and Conquest: Allied Occupation Currencies in World War II》. Baltimore, MD: Johns Hopkins University Press. ISBN 978-0-8018-0530-1.
- Polley, Martin (2000). 《An A–Z of Modern Europe Since 1789》. London & New York: Routledge. ISBN 978-0-415-18597-4.
- Portelli, Alessandro (2003). 《The Order Has Been Carried Out: History, Memory, and Meaning of a Nazi Massacre in Rome》. Basingstoke & New York: Palgrave Macmillan. ISBN 978-1-4039-8008-3.
- Preston, P. W. (1998). 《Pacific Asia in the Global System: An Introduction》. Oxford & Malden, MA: Blackwell Publishers. ISBN 978-0-631-20238-7.
- Prins, Gwyn (2002). 《The Heart of War: On Power, Conflict and Obligation in the Twenty-First Century》. London & New York: Routledge. ISBN 978-0-415-36960-2.
- Radtke, K.W. (1997). 〈'Strategic' concepts underlying the so-called Hirota foreign policy, 1933–7〉.   Aiko Ikeo. 《Economic Development in Twentieth Century East Asia: The International Context》. London & New York: Routledge. 100–120쪽. ISBN 978-0-415-14900-6.
- Rahn, Werner (2001). 〈The War in the Pacific〉.   Horst Boog; Werner Rahn; Reinhard Stumpf; Bernd Wegner. 《Germany and the Second World War》. VI: The Global War. Oxford: Clarendon Press. 191–298쪽. ISBN 978-0-19-822888-2.
- Ratcliff, R.A. (2006). 《Delusions of Intelligence: Enigma, Ultra, and the End of Secure Ciphers》. New York: Cambridge University Press. ISBN 978-0-521-85522-8.
- Read, Anthony (2004). 《The Devil's Disciples: Hitler's Inner Circle》. New York: W.W. Norton. ISBN 978-0-393-04800-1.
- Read, Anthony; Fisher, David (2002) [1992]. 《The Fall Of Berlin》. London: Pimlico. ISBN 978-0-7126-0695-0.
- Record, Jeffery (2005). 《Appeasement Reconsidered: Investigating the Mythology of the 1930s》 (PDF). Diane Publishing. 50쪽. ISBN 978-1-58487-216-0. 2010년 4월 11일에 원본 문서 (PDF)에서 보존된 문서. 2009년 11월 15일에 확인함.
- Rees, Laurence (2008). 《World War II Behind Closed Doors: Stalin, the Nazis and the West》. London: BBC Books. ISBN 978-0-563-49335-8.
- Regan, Geoffrey (2004). 《The Brassey's Book of Military Blunders》. Brassey's. ISBN 978-1-57488-252-0.
- Reinhardt, Klaus (1992). 《Moscow – The Turning Point: The Failure of Hitler's Strategy in the Winter of 1941–42》. Oxford: Berg. ISBN 978-0-85496-695-0.
- Reynolds, David (2006). 《From World War to Cold War: Churchill, Roosevelt, and the International History of the 1940s》. Oxford University Press. ISBN 978-0-19-928411-5.
- Rich, Norman (1992) [1973]. 《Hitler's War Aims, Volume I: Ideology, the Nazi State, and the Course of Expansion》. New York: W.W. Norton. ISBN 978-0-393-00802-9.
- Ritchie, Ella (1992). 〈France〉.   Martin Harrop. 《Power and Policy in Liberal Democracies》. Cambridge: Cambridge University Press. 23–48쪽. ISBN 978-0-521-34579-8.
- Roberts, Cynthia A. (1995). “Planning for War: The Red Army and the Catastrophe of 1941”. 《Europe-Asia Studies》 47 (8): 1293–1326. doi:10.1080/09668139508412322. JSTOR 153299.
- Roberts, Geoffrey (2006). 《Stalin's Wars: From World War to Cold War, 1939–1953》. New Haven, CT: Yale University Press. ISBN 978-0-300-11204-7.
- Roberts, J.M. (1997). 《The Penguin History of Europe》. London: Penguin Books. ISBN 978-0-14-026561-3.
- Ropp, Theodore (2000). 《War in the Modern World》 Revis판. Baltimore, MD: Johns Hopkins University Press. ISBN 978-0-8018-6445-2.
- Roskill, S.W. (1954). 《The War at Sea 1939–1945, Volume 1: The Defensive》. History of the Second World War. United Kingdom Military Series. London: HMSO. 2022년 1월 4일에 원본 문서에서 보존된 문서. 2022년 2월 17일에 확인함.
- Ross, Steven T. (1997). 《American War Plans, 1941–1945: The Test of Battle》. Abingdon & New York: Routledge. ISBN 978-0-7146-4634-3.
- Rottman, Gordon L. (2002). 《World War II Pacific Island Guide: A Geo-Military Study》. Westport, CT: Greenwood Press. ISBN 978-0-313-31395-0.
- Rotundo, Louis (1986). “The Creation of Soviet Reserves and the 1941 Campaign”. 《Military Affairs》 50 (1): 21–28. doi:10.2307/1988530. JSTOR 1988530.
- Salecker, Gene Eric (2001). 《Fortress Against the Sun: The B-17 Flying Fortress in the Pacific》. Conshohocken, PA: Combined Publishing. ISBN 978-1-58097-049-5.
- Schain, Martin A., 편집. (2001). 《The Marshall Plan Fifty Years Later》. London: Palgrave Macmillan. ISBN 978-0-333-92983-4.
- Schmitz, David F. (2000). 《Henry L. Stimson: The First Wise Man》. Lanham, MD: Rowman & Littlefield. ISBN 978-0-8420-2632-1.
- Schoppa, R. Keith (2011). 《In a Sea of Bitterness, Refugees during the Sino-Japanese War》. Harvard University Press. ISBN 978-0-674-05988-7.
- Sella, Amnon (1978). “"Barbarossa": Surprise Attack and Communication”. 《Journal of Contemporary History》 13 (3): 555–583. doi:10.1177/002200947801300308. JSTOR 260209. S2CID 220880174.
- ——— (1983). “Khalkhin-Gol: The Forgotten War”. 《Journal of Contemporary History》 18 (4): 651–687. JSTOR 260307.
- Senn, Alfred Erich (2007). 《Lithuania 1940: Revolution from Above》. Amsterdam & New York: Rodopi. ISBN 978-90-420-2225-6.
- Shaw, Anthony (2000). 《World War II: Day by Day》. Osceola, WI: MBI Publishing Company. ISBN 978-0-7603-0939-1.
- Shepardson, Donald E. (1998). “The Fall of Berlin and the Rise of a Myth”. 《Journal of Military History》 62 (1): 135–154. doi:10.2307/120398. JSTOR 120398.
- Shirer, William L. (1990) [1960]. 《The Rise and Fall of the Third Reich: A History of Nazi Germany》. New York: Simon & Schuster. ISBN 978-0-671-72868-7.
- Shore, Zachary (2003). 《What Hitler Knew: The Battle for Information in Nazi Foreign Policy》. New York: Oxford University Press. ISBN 978-0-19-518261-3.
- Slim, William (1956). 《Defeat into Victory》. London: Cassell. ISBN 978-0-304-29114-4.
- Smith, Alan (1993). 《Russia and the World Economy: Problems of Integration》. London: Routledge. ISBN 978-0-415-08924-1.
- Smith, J.W. (1994). 《The World's Wasted Wealth 2: Save Our Wealth, Save Our Environment》. Institute for Economic Democracy. ISBN 978-0-9624423-2-2.
- Smith, Peter C. (2002) [1970]. 《Pedestal: The Convoy That Saved Malta》 5판. Manchester: Goodall. ISBN 978-0-907579-19-9.
- Smith, David J.; Pabriks, Artis; Purs, Aldis; Lane, Thomas (2002). 《The Baltic States: Estonia, Latvia and Lithuania》. London: Routledge. ISBN 978-0-415-28580-3.
- Smith, Winston; Steadman, Ralph (2004). 《All Riot on the Western Front, Volume 3》. Last Gasp. ISBN 978-0-86719-616-0.
- Snyder, Timothy (2010). 《Bloodlands: Europe Between Hitler and Stalin》. London: The Bodley Head. ISBN 978-0-224-08141-2.
- Spring, D. W. (1986). “The Soviet Decision for War against Finland, 30 November 1939”. 《Soviet Studies》 38 (2): 207–226. doi:10.1080/09668138608411636. JSTOR 151203. S2CID 154270850.
- Steinberg, Jonathan (1995). “The Third Reich Reflected: German Civil Administration in the Occupied Soviet Union, 1941–4”. 《The English Historical Review》 110 (437): 620–651. doi:10.1093/ehr/cx.437.620. JSTOR 578338.
- Steury, Donald P. (1987). “Naval Intelligence, the Atlantic Campaign and the Sinking of the Bismarck: A Study in the Integration of Intelligence into the Conduct of Naval Warfare”. 《Journal of Contemporary History》 22 (2): 209–233. doi:10.1177/002200948702200202. JSTOR 260931. S2CID 159943895.
- Stueck, William (2010). 〈The Korean War〉.   Melvyn P. Leffler; Odd Arne Westad. 《The Cambridge History of the Cold War》. I: Origins. Cambridge: Cambridge University Press. 266–287쪽. ISBN 978-0-521-83719-4.
- Sumner, Ian; Baker, Alix (2001). 《The Royal Navy 1939–45》. Oxford: Osprey Publishing. ISBN 978-1-84176-195-4.
- Swain, Bruce (2001). 《A Chronology of Australian Armed Forces at War 1939–45》. Crows Nest: Allen & Unwin. ISBN 978-1-86508-352-0.
- Swain, Geoffrey (1992). “The Cominform: Tito's International?”. 《The Historical Journal》 35 (3): 641–663. doi:10.1017/S0018246X00026017. S2CID 163152235.
- Tanaka, Yuki (1996). 《Hidden Horrors: Japanese War Crimes in World War II》. Boulder, CO: Westview Press. ISBN 978-0-8133-2717-4.
- Taylor, A.J.P. (1961). 《The Origins of the Second World War》. London: Hamish Hamilton.
- ——— (1979). 《How Wars Begin》. London: Hamish Hamilton. ISBN 978-0-241-10017-2.
- Taylor, Jay (2009). 《The Generalissimo: Chiang Kai-shek and the Struggle for Modern China》. Cambridge, MA: Harvard University Press. ISBN 978-0-674-03338-2.
- Thomas, Nigel; Andrew, Stephen (1998). 《German Army 1939–1945 (2): North Africa & Balkans》. Oxford: Osprey Publishing. ISBN 978-1-85532-640-8.
- Thompson, John Herd; Randall, Stephen J. (2008). 《Canada and the United States: Ambivalent Allies》 4판. Athens, GA: University of Georgia Press. ISBN 978-0-8203-3113-3.
- Trachtenberg, Marc (1999). 《A Constructed Peace: The Making of the European Settlement, 1945–1963》. Princeton, NJ: Princeton University Press. ISBN 978-0-691-00273-6.
- Tucker, Spencer C.; Roberts, Priscilla Mary (2004). 《Encyclopedia of World War II: A Political, Social, and Military History》. ABC-CIO. ISBN 978-1-57607-999-7.
- Umbreit, Hans (1991). 〈The Battle for Hegemony in Western Europe〉.   P. S. Falla. 《Germany and the Second World War》. 2: Germany's Initial Conquests in Europe. Oxford: Oxford University Press. 227–326쪽. ISBN 978-0-19-822885-1.
- United States Army (1986) [1953]. 《The German Campaigns in the Balkans (Spring 1941)》. Washington, DC: Department of the Army. 2022년 1월 17일에 원본 문서에서 보존된 문서. 2022년 2월 17일에 확인함.
- Waltz, Susan (2002). “Reclaiming and Rebuilding the History of the Universal Declaration of Human Rights”. 《Third World Quarterly》 23 (3): 437–448. doi:10.1080/01436590220138378. JSTOR 3993535. S2CID 145398136.
- Ward, Thomas A. (2010). 《Aerospace Propulsion Systems》. Singapore: John Wiley & Sons. ISBN 978-0-470-82497-9.
- Watson, William E. (2003). 《Tricolor and Crescent: France and the Islamic World》. Westport, CT: Praeger. ISBN 978-0-275-97470-1.
- Weinberg, Gerhard L. (2005). 《A World at Arms: A Global History of World War II》 2판. Cambridge: Cambridge University Press. ISBN 978-0-521-85316-3.; comprehensive overview with emphasis on diplomacy
- Wettig, Gerhard (2008). 《Stalin and the Cold War in Europe: The Emergence and Development of East-West Conflict, 1939–1953》. Lanham, MD: Rowman & Littlefield. ISBN 978-0-7425-5542-6.
- Wiest, Andrew; Barbier, M.K. (2002). 《Strategy and Tactics: Infantry Warfare》. St Paul, MN: MBI Publishing Company. ISBN 978-0-7603-1401-2.
- Williams, Andrew (2006). 《Liberalism and War: The Victors and the Vanquished》. Abingdon & New York: Routledge. ISBN 978-0-415-35980-1.
- Wilt, Alan F. (1981). “Hitler's Late Summer Pause in 1941”. 《Military Affairs》 45 (4): 187–191. doi:10.2307/1987464. JSTOR 1987464.
- Wohlstetter, Roberta (1962). 《Pearl Harbor: Warning and Decision》. Palo Alto, CA: Stanford University Press. ISBN 978-0-8047-0597-4.
- Wolf, Holger C. (1993). 〈The Lucky Miracle: Germany 1945–1951〉.   Rudiger Dornbusch; Wilhelm Nölling; Richard Layard. 《Postwar Economic Reconstruction and Lessons for the East Today》. Cambridge: MIT Press. 29–56쪽. ISBN 978-0-262-04136-2.
- Wood, James B. (2007). 《Japanese Military Strategy in the Pacific War: Was Defeat Inevitable?》. Lanham, MD: Rowman & Littlefield. ISBN 978-0-7425-5339-2.
- Yoder, Amos (1997). 《The Evolution of the United Nations System》 3판. London & Washington, DC: Taylor & Francis. ISBN 978-1-56032-546-8.
- Zalampas, Michael (1989). 《Adolf Hitler and the Third Reich in American magazines, 1923–1939》. Bowling Green University Popular Press. ISBN 978-0-87972-462-7.
- Zaloga, Steven J. (1996). 《Bagration 1944: The Destruction of Army Group Centre》. Oxford: Osprey Publishing. ISBN 978-1-85532-478-7.
- ——— (2002). 《Poland 1939: The Birth of Blitzkrieg》. Oxford: Osprey Publishing. ISBN 978-1-84176-408-5.
- Zeiler, Thomas W. (2004). 《Unconditional Defeat: Japan, America, and the End of World War II》. Wilmington, DE: Scholarly Resources. ISBN 978-0-8420-2991-9.
- Zetterling, Niklas; Tamelander, Michael (2009). 《Bismarck: The Final Days of Germany's Greatest Battleship》. Drexel Hill, PA: Casemate. ISBN 978-1-935149-04-0.